# Ubuntu (Betriebssystem)
Ubuntu, auch Ubuntu Linux, ist eine GNU/Linux-Distribution, die auf Debian basiert. Der Name Ubuntu bedeutet auf Zulu etwa „Menschlichkeit“. Die Entwickler verfolgen mit dem System das Ziel, ein einfach zu installierendes und leicht zu bedienendes Betriebssystem mit aufeinander abgestimmter Software zu schaffen. Das Projekt wird vom Software-Hersteller Canonical gesponsert, der vom südafrikanischen Unternehmer Mark Shuttleworth gegründet wurde.
Die Zahl der Nutzer von Ubuntu wurde 2016 auf etwa 25 Millionen geschätzt. Neben Ubuntu selbst, das von Version 11.04 bis 17.04 standardmäßig die von der Ubuntu-Entwicklergemeinschaft selbst entwickelte Desktop-Umgebung Unity einsetzte und ab Version 17.10 wieder auf Gnome basiert, existieren verschiedene Abwandlungen. Zu den offiziellen Unterprojekten gehören unter anderem Kubuntu mit KDE, Xubuntu mit Xfce, Ubuntu MATE mit MATE, Ubuntu Budgie mit Budgie sowie Ubuntu Studio, das speziell auf die Anforderungen von Audio-, Grafik- und Videobearbeitung ausgerichtet ist. Neue Ubuntu-Versionen erscheinen jedes halbe Jahr im April (04er-Versionen) und im Oktober (10er-Versionen). Die derzeit aktuelle Version 25.04 „Plucky Puffin“ erschien am 17. April 2025; die aktuelle Version mit Langzeitunterstützung 24.04 LTS „Noble Numbat“ erschien am 25. April 2024.

## Geschichte

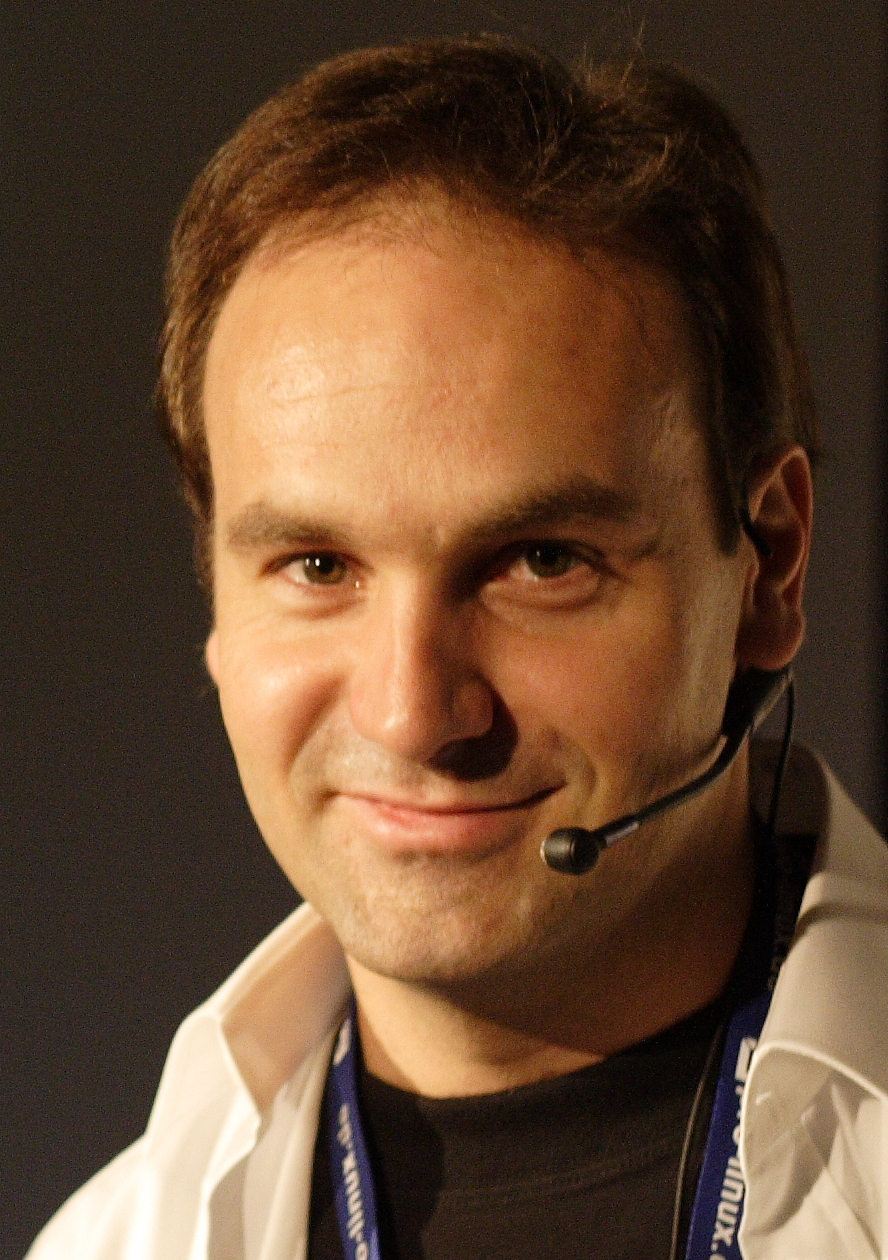
Initiator Mark Shuttleworth

Initiiert wurde das Ubuntu-Projekt in den frühen 2000er-Jahren durch den südafrikanischen Multimillionär Mark Shuttleworth. Seine Absicht war das Entwickeln eines Betriebssystems, das möglichst allen Menschen zur Verfügung steht. Der Begriff Ubuntu stammt aus den Sprachen der afrikanischen Völker Zulu und Xhosa und steht für „Menschlichkeit“ und „Gemeinsinn“, aber auch für den Glauben an ein universelles Band des Teilens, das alles Menschliche verbindet. Weitere Ziele des Projekts sind die Verbesserung der Internationalisierung und der Barrierefreiheit, damit die angebotene Software für so viele Menschen wie möglich benutzbar wird. Derzeit kommen hier hauptsächlich die Übersetzungen und Hilfsmittel für Barrierefreiheit aus dem Gnome-Projekt zum Tragen.
Shuttleworth finanziert einen Großteil des Projektes, wodurch dieses weitaus größere finanzielle Mittel zur Verfügung hat als die meisten anderen Distributionen, und er ist selbst als Entwickler tätig. Neben ihm arbeiten ungefähr 40 Personen hauptberuflich an der Weiterentwicklung von Ubuntu. Diese entstammen überwiegend den Debian- und Gnome-Online-Entwicklungsgemeinschaften. Finanziert wird die Entwicklung durch das von Shuttleworth gegründete Unternehmen Canonical, das das System auch vermarktet.
Die erste Version von Ubuntu erschien im Oktober 2004 unter dem Namen Warty Warthog. Seitdem erscheint alle sechs Monate eine neue Fassung des Betriebssystems. Am 1. Juli 2005 wurde von Shuttleworth und Canonical die Ubuntu Foundation mit einem Startkapital von 10 Millionen US-Dollar ins Leben gerufen. Diese soll die Pflege der Ubuntu-Versionen nach deren Erscheinen übernehmen und die Weiterentwicklung unterstützen. Um ihre Ziele zu verwirklichen und neue Versionen zu ermöglichen, soll die Ubuntu Foundation Mitglieder der Kern-Community einstellen.
Eine weitere Finanzierungsquelle entstammt der seit der Fassung 12.10 eingebauten Suchfunktion, die anonymisiert Suchanfragen an den Onlinehändler Amazon verschickt. Diese zunächst per default aktivierte Funktion wurde mit der Version 16.04 standardmäßig deaktiviert.

## Verbreitung

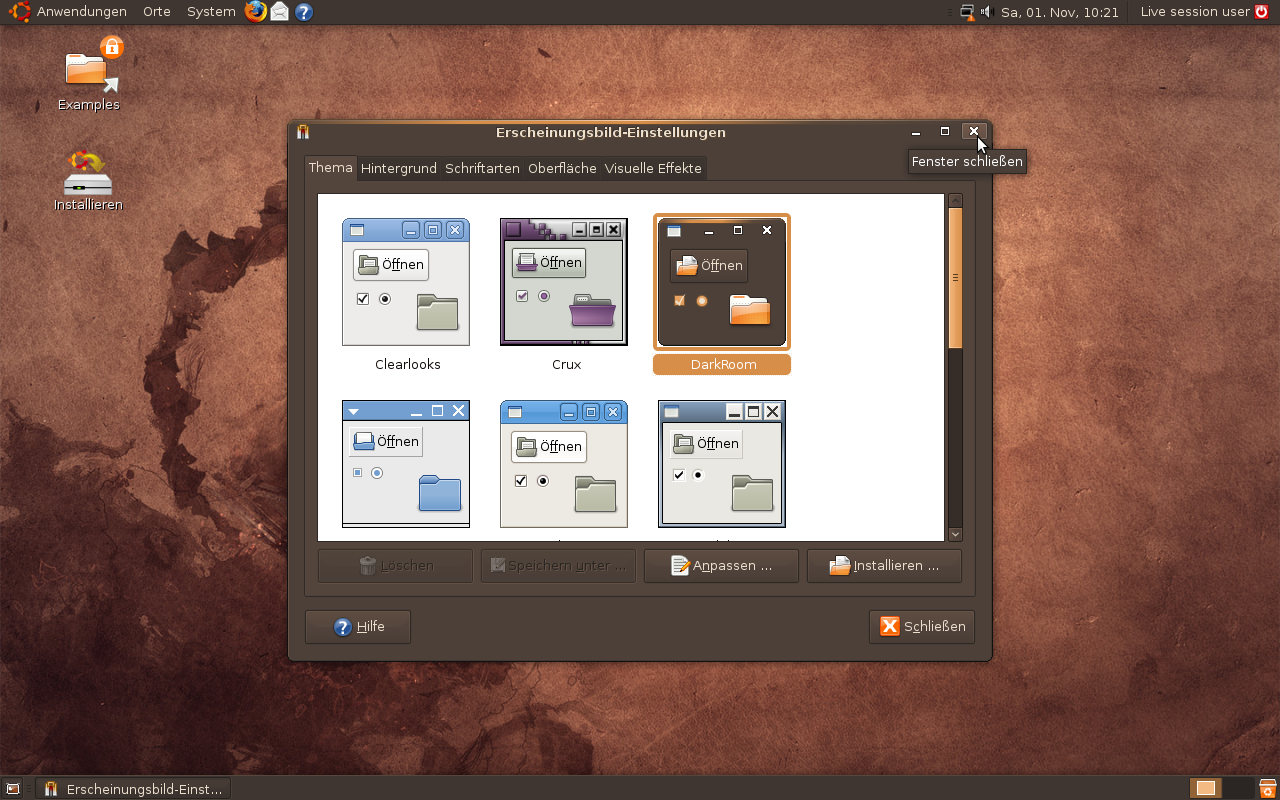
Ubuntu 8.10 mit DarkRoom-Standard-Thema

Ubuntu wurde bereits kurz nach der Veröffentlichung der ersten Version auch über die Fachwelt hinaus in den Medien stark beachtet. Über die Website von Canonical ließen sich kostenlose Ubuntu- und Kubuntu-CDs bestellen; heutzutage ist dieses Angebot kostenpflichtig. Sämtliche Ubuntu-Versionen können jedoch nach wie vor kostenlos im Internet heruntergeladen werden. Die heruntergeladene Installationsdatei kann auf eine DVD gebrannt oder auf einen USB-Stick kopiert werden. Dies ermöglicht die Installation aus einem laufenden Live-System heraus. In den Jahren 2006 und 2007 erhielt Ubuntu in einer Umfrage der Website desktoplinux.com zur Verbreitung verschiedener GNU/Linux-Distributionen 30 % der Stimmen und erzielte damit in beiden Jahren den ersten Platz. Auch auf der Website DistroWatch belegte Ubuntu in den Jahren 2005 bis 2010 den ersten Platz, danach wurde es von Linux Mint abgelöst. Linux Mint wird seit 2006 entwickelt und basiert auf Ubuntu. Auf Servern für Webserver-Software nimmt Ubuntu nach Debian und CentOS Rang drei unter den Linux-Distributionen ein. 

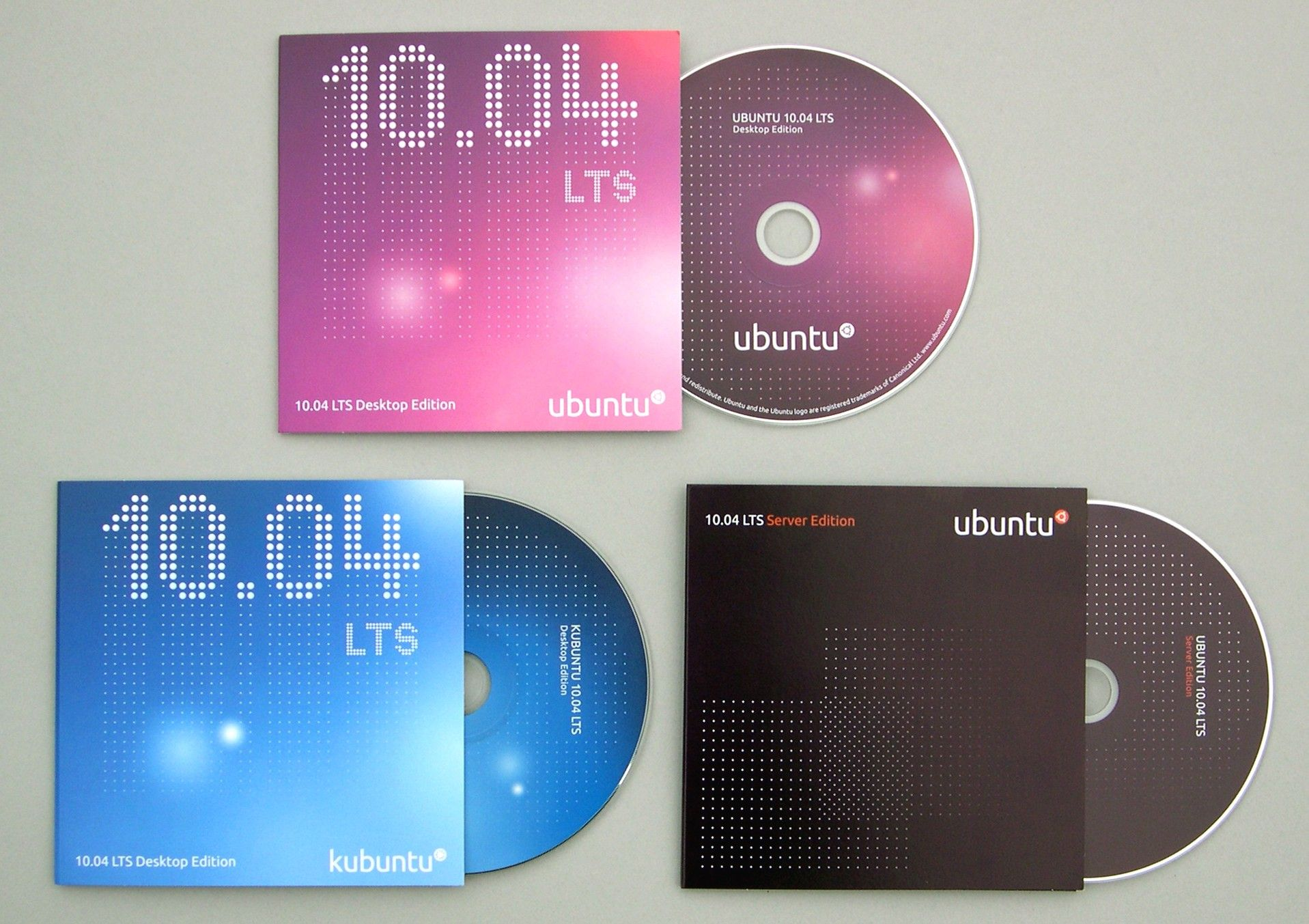
Verschiedene Ubuntu-CDs

Der Hardwareanbieter Dell begann in den USA im Mai 2007, kurze Zeit später auch in Deutschland, Frankreich und Großbritannien, Ubuntu vorinstalliert auf einigen seiner Computermodelle anzubieten.
Die französische Nationalversammlung stellte 2007 die Rechner der Abgeordneten und ihrer Assistenten auf Ubuntu um. Die Förderung von freier Software hatte das Parlament bereits Ende 2006 beschlossen. Diese Umstellung betraf 1154 Rechner. Im Januar 2008 begann auch die französische Gendarmerie mit der Umstellung von 70.000 Arbeitsplatzrechnern von Windows auf Ubuntu.
Die Regierung Nordmazedoniens kündigte 2016 an, für die Schüler des Landes 20.000 Thin-Client-Systeme auf Basis von Edubuntu zu beschaffen. Hierbei sollen an einen Server jeweils sieben Clients angeschlossen werden, sodass theoretisch bis zu 140.000 Schüler diese Clients nutzen können.
In Andalusien werden 220.000 Ubuntu-Desktops in Schulen eingesetzt. AMTRON, ein indischer Telekommunikationsanbieter, übergab jedem Schüler mit überdurchschnittlichen Abschlussklausuren im Bundesstaat Assam einen PC mit der Ubuntu Desktop-Edition, insgesamt 28.000 PCs wurden übergeben. Im Rahmen der Umstellung der Münchner Stadtverwaltung auf GNU/Linux (LiMux-Projekt) wurde 2010 auf Ubuntu gewechselt. Die LVM Versicherung setzt von April 2011 auf ungefähr 10.000 Laptops und Desktop-Rechnern Ubuntu Desktop in der LTS-Variante (long-term support) ein, stellt aktuell aber wieder auf Windows um.
Ubuntu wird von zahlreichen Software-Anbietern im Test berücksichtigt. So läuft die ELSTER-Steuersoftware auch auf Ubuntu Linux 20.04.

## Technische Merkmale
Ubuntu basiert auf Debian, wobei das Paketformat (.deb) und diverse Strukturen übernommen wurden. Zu Beginn eines Entwicklungszyklus wird ein Teil der Pakete mit denen aus Debian unstable abgeglichen, insbesondere die des main-Bereichs werden aber vollständig allein gepflegt. Hierdurch wird der Arbeitsaufwand für die Wartung der weniger wichtigen Programme reduziert. Alle Änderungen und Verbesserungen an Debian-Paketen, die in Ubuntu vorgenommen werden, stehen dem Debian-Projekt als Patches zur Verfügung. Theoretisch ist es aufgrund der strengen Paketdefinitionen auch möglich, Programmpakete aus Debian direkt zu benutzen, in der Praxis gibt es hierbei jedoch insbesondere bei systemnahen Funktionen aufgrund diverser Detailunterschiede oftmals Probleme.

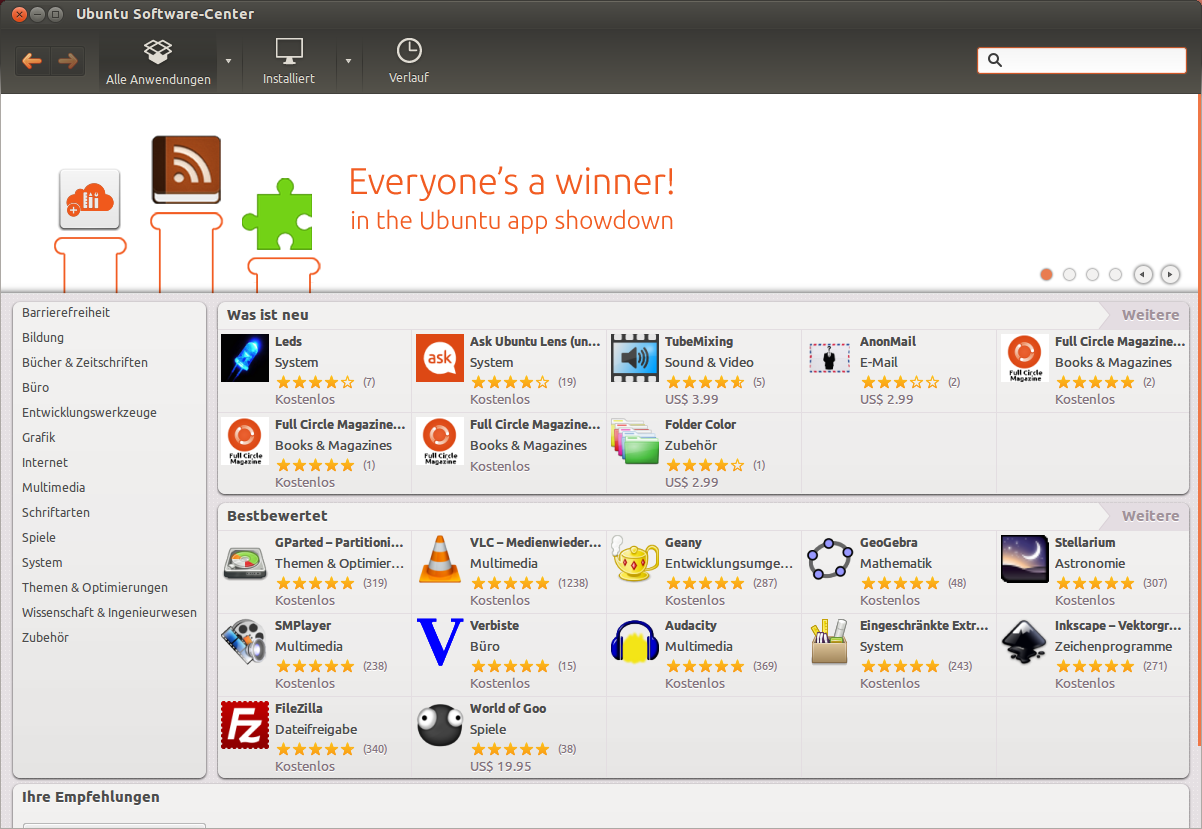
Das Ubuntu Software Center 5.2.6 unter Ubuntu 12.04.1

Ab Version 11.10 ist das Software Center in Ubuntu integriert. Dieses dem Apple App Store und dem Google Play Store nachempfundene Programm dient zur einfachen Installation von Software. Die Entwickler von Ubuntu bezwecken hiermit, die verfügbaren Applikationen für das Betriebssystem langfristig deutlich zu steigern.
Nach der Standardinstallation von Ubuntu ist ein Administrator-Benutzerkonto („Root-Account“) zwar vorhanden, dieses ist aber – wie bei macOS – durch ein ungültiges Kennwort deaktiviert. Es ist daher in der Standardkonfiguration nicht möglich, sich direkt als „root“ anzumelden, wodurch das ungewollte Starten von Programmen mit Administratorrechten und eine möglicherweise dadurch verursachte nachteilige Änderung am System verhindert wird. Mithilfe des Befehls sudo kann das mit eingeschränkten Rechten ausgestattete Benutzerkonto allerdings vorübergehend vollständige Systemprivilegien erhalten, was etwa zur Installation mancher Programme notwendig ist.
Ubuntu verwendete als Desktop-Umgebung anfänglich Gnome. Mit Version 11.04 wurde diese, bis einschließlich Version 17.04, durch Unity abgelöst. Die später hinzugekommenen Abwandlungen Kubuntu, Xubuntu und Lubuntu verwenden KDE, Xfce beziehungsweise LXDE. Die verschiedenen Abwandlungen unterscheiden sich lediglich durch die Vorauswahl der standardmäßig installierten Software-Pakete und können daher technisch als unterschiedliche Konfigurationen einer Distribution angesehen werden. Grundsätzlich entstammen sämtliche Programme, inklusive der Konfigurationsprogramme, der gleichen Desktop-Umgebung, wodurch die Bedienung konsistent gehalten wird. Die Programme anderer Umgebungen können jedoch über die Paketverwaltung nachinstalliert werden, ebenso weitere aus einem Fundus von über 30.000 Paketen.
Ubuntu war hauptsächlich für die x86-Architektur „IA-32“ (auch bekannt als x86 32-Bit) verfügbar, fortgeführt wurde nach Version 18.04 jedoch nur die 64-Bit-x86-Architektur „x64“ (von Ubuntu „amd64“ bezeichnet, kompatibel sowohl mit AMD64 als auch Intel 64). In Version 19.04 wurde schließlich auch die 32-Bit-Kompatibilität abgeschafft. Für die SPARC-Architektur gab es nur eine Server-Version bis einschließlich Version 7.10. Die offizielle Unterstützung für PowerPC wurde mit Erscheinen der Version 7.04 eingestellt, da Apple-Rechner seit 2006 mit der Intel-x86-Prozessoren ausgeliefert wurden (Intel-Macs; die letzten Modelle gab es 2023) und das Anpassen der Distribution für die verbliebenen PowerPC-Nutzer (PowerPC-basierte Macs gab es von 1995 bis 2006) nicht mehr als wirtschaftlich angesehen wurde. Diese Aufgabe sollte von der Community weiter geleistet werden, sodass die Unterstützung dieser Architektur als „inoffiziell“ gilt. Seit 2020 gibt es Macs mit hauseigener Arm-Architektur, wobei Mitte 2023 die Umstellung auf „Apple Silicon“ endgültig vollzogen wurde und es daher keine neuen Intel-Macs mehr gibt.
Bei Versionen, die vor 2006 erschienen sind, waren Installations-CD und Live-CD getrennt, sodass Ubuntu nicht von der Live-CD installiert werden konnte. Version 6.06 LTS ermöglichte es erstmals, das System von der Live-CD (auch Desktop-CD genannt) aus zu installieren. Dadurch ist es möglich, während der Installation im Internet zu surfen, E-Mails zu lesen oder andere Aufgaben zu erledigen. Die spezielle Installations-CD (jetzt Alternate-CD genannt) wird nur noch benötigt, wenn besondere Anforderungen wie beispielsweise LVM-Einrichtung bei der Installation umgesetzt werden sollen oder das System wenig Arbeitsspeicher besitzt. Ab der Version 12.10 gibt es diese nur noch für die Variante Lubuntu. Daneben gab es zeitweise eine DVD-Version, die sowohl einen Live-Modus wie auch eine direkte Installation und mehr Pakete beinhaltete. Die Variante Ubuntu Studio wird dagegen immer nur als DVD-(Installation) angeboten.
Als weitere Besonderheit, insbesondere gegenüber Windows, speichert das System die Hardware-Konfiguration weitgehend nicht auf der Festplatte, sondern erkennt sie automatisch beim Systemstart; ab Version 8.10 gilt dies auch für die Grafikkarte. So ist ein Austausch der Hardware oder sogar ein Einbau einer mit Ubuntu bespielten Festplatte in einem völlig anderen PC teilweise ohne jede Anpassung möglich.
Nach eigenem Bekunden liegt Ubuntus Schwerpunkt auf der Benutzerfreundlichkeit. Die Standard-Installation stellt jeweils nur ein Programm für die üblichen Anwendungsgebiete – etwa E-Mail-, Browser- oder Office-Pakete – bereit, wodurch die bei anderen Linux-Distributionen häufigen Redundanzen vermieden werden. Die Auswahl erfolgt überwiegend nach dem eingesetzten GUI-Toolkit zur Programmierung der grafischen Benutzeroberfläche. Kubuntu verwendet hier Qt, alle anderen Versionen GTK. Eine Ausnahme bildet LibreOffice, das sich nach Meinung der Entwickler gegenüber KOffice und den Gnome-Office-Programmen durch stabileren Betrieb und besseren Umgang mit Microsoft-Office-Dateien auszeichnet. Weitere Kriterien sind die Integration in die Desktop-Umgebung und der Entwicklungsstand der Programme.
Ein weiterer Aspekt der Benutzerfreundlichkeit ist die Automatisierung der Konfiguration des Systems. So wird beispielsweise beim Umgang mit Grafikkartentreibern im Idealfall direkt der beste unter einer freien Lizenz verfügbare Gerätetreiber ausgewählt. Falls ein proprietärer Treiber notwendig ist – etwa für die Unterstützung von 3D-Beschleunigung – kann dieser über ein grafisches Konfigurationsprogramm installiert werden.
Außerdem existiert das eigene Online-Übersetzungswerkzeug Rosetta. Als Richtlinie für erlaubte Lizenzen für die Paketquellen main und universe (siehe Aufteilung der Programm-Pakete) werden die Debian Free Software Guidelines verwendet, unfreie Softwarepakete jedoch – anders als etwa bei Debian – nicht kategorisch ausgeschlossen. Solche unfreien Pakete werden dort automatisch installiert, wo freie Software noch nicht den vollen Funktionsumfang gewährleisten kann, beispielsweise bei Gerätetreibern. Unter anderem für diesen Pragmatismus wird Ubuntu von der Free Software Foundation und anderen strengen Verfechtern freier Software kritisiert; andere Benutzer sehen jedoch genau darin einen der größten Vorteile.

### Aufteilung der Programmpakete
Wie bei allen Debian-Derivaten sind die Programmpakete in mehrere Paketquellen aufgeteilt. Bei Ubuntu erfolgt die Zuordnung anhand zweier Kriterien. Zum einen wird danach unterschieden, ob es sich um freie Software handelt, zum anderen danach, ob das Programm zu einer der Varianten der Grundausstattung gehört oder ob es grundsätzlich optional ist. Die Paketquellen werden unterschiedlich intensiv durch das Ubuntu-Team betreut. Eine Einschränkung des Kundendiensts auf nur einen Teil der Pakete ist eine Besonderheit von Ubuntu und in Debian nicht vorhanden.
Die Paketquelle main umfasst jene Pakete, die den Ubuntu-Lizenzanforderungen (Debian Free Software Guidelines) entsprechen und direkt durch das Ubuntu-Team unterstützt werden. Die Pakete dieser Quelle sind in einer der Ubuntu-Varianten Bestandteil der Standardinstallation und meist aufeinander abgestimmt. Für alle Pakete in diesem Bereich stellt das Ubuntu-Team kommerziellen Kundendienst und Sicherheits-Korrekturen zur Verfügung.
Zu dem Bereich restricted gehört Software, die von den Ubuntu-Entwicklern wegen ihrer Wichtigkeit unterstützt wird, die aber wegen fehlender geeigneter Lizenz nicht in main integriert werden kann. Es handelt sich insbesondere um Pakete für nur im Binärformat vorliegende Grafikkarten-Treiber. Die Unterstützung ist geringer als die für main, da die Entwickler keinen Zugriff auf den Quellcode haben.
Der Bereich universe umfasst ein breites Spektrum an freier Software, die nicht direkt durch das Ubuntu-Team unterstützt wird. Die meisten dieser Pakete entstammen Debian unstable, werden aber in einer Ubuntu-Version nicht aktualisiert, wenn eine neuere Version des Paketes in Debian unstable vorhanden ist. Daneben gibt es ein gesondertes Team namens Masters of the Universe, das diese Pakete betreut, allerdings werden keine Sicherheits-Aktualisierungen garantiert.
Zu multiverse gehört optionale Software, die entweder nicht unter einer freien Lizenz steht oder aufgrund von Softwarepatenten nicht frei verteilt werden darf. Diese Programme werden nur eingeschränkt gepflegt. Sicherheitsupdates und Korrekturen sind – ähnlich wie bei restricted – durch den fehlenden Zugriff auf den Quellcode oft nicht möglich.
Im speziellen Teil commercial befindet sich von Canonical zertifizierte Software kommerzieller Anbieter. Dazu können Software-Hersteller ihre Programme zertifizieren lassen, wenn diese kompatibel mit Ubuntu sind und sich vollständig entfernen lassen. Dabei kann neben freier Software auch nicht freie Software zertifiziert werden. Proprietäre Anwendungen können jedoch nicht Teil der Kern-Distribution von Ubuntu werden. Momentan enthält dieses Verzeichnis unter anderem den Opera-Browser, den RealPlayer, die Anti-Viren-Software Panda DesktopSecure und den VMware-Server.
Multimediaprogramme und proprietäre Codecs, die aufgrund von Patent- oder Urheberrechten nicht in allen Ländern frei vertrieben werden können, wurden bis November 2013 in einer inoffiziellen Paketquelle namens Medibuntu nachgeliefert. Enthalten waren unter anderem Google Earth, gängige Codecs wie DivX und libdvdcss, Windows Media Video und QuickTime. Libdvdcss wird seitdem von VideoLAN.org bereitgestellt.

### Systemvoraussetzungen
Ubuntu wird offiziell auf den Architekturen x86-64 (amd64) und Arm unterstützt. Inoffiziell kann man Ubuntu auf den PowerPC- (ppc64el), SPARC- (sparc64) und PA-RISC-Architekturen zum Laufen bringen.
Als minimale Hardware-Anforderungen wurden für 8.10 Ubuntu 256 Megabyte Arbeitsspeicher und ein Prozessor-Modell mit 500 Megahertz von Ubuntu selbst genannt. Auf der Festplatte wird ein freier Speicherplatz von etwa 5 Gigabyte empfohlen, belegt werden rund 2,5 Gigabyte, zudem wird bei Updates temporär rund ein Gigabyte weiterer Platz benötigt. Diese Anforderungen änderten sich mit aktuelleren Versionen nur geringfügig.
| Empfohlene Systemvoraussetzungen für Ubuntu 24.04 (für x64-Systeme) | Empfohlene Systemvoraussetzungen für Ubuntu 24.04 (für x64-Systeme) | Empfohlene Systemvoraussetzungen für Ubuntu 24.04 (für x64-Systeme) |
| Hardware                                                            | Desktop-Edition (mit Desktop-Umgebung)                              | Server-Edition (mit CLI)                                            |
| ------------------------------------------------------------------- | ------------------------------------------------------------------- | ------------------------------------------------------------------- |
| Prozessor                                                           | 2 GHz Dual Core oder Höher                                          | 1,2 GHz/300 MHz                                                     |
| RAM                                                                 | 4 GB                                                                | 1 GB                                                                |
| GPU                                                                 | VGA ab 1024 × 768 Bildschirmauflösung                               | Grafikkarte und Monitor ab 640 × 480 Pixel                          |
| Datenspeicher                                                       | 8,6 GB mindestens                                                   | 1,5 GB                                                              |

Die 32-Bit-x86-Architektur IA-32 wurde ab Version 19.10 nicht mehr unterstützt – weil aber 18.10 und 19.04 keine LTS-Versionen waren, wurde auf 32-Bit-x86 seit 18.04 keine automatische Aktualisierung mehr angeboten. Sicherheitsaktualisierungen für 18.04 LTS waren noch bis Mai 2023 verfügbar. Schon zuvor wurde ab Version 12.10 auf 32-Bit-x86 (IA-32) PAE vorausgesetzt (oft mit „i686+pae“ gekennzeichnet – ab Ubuntu 14.04 LTS auch mit „forcepae“ für betroffene Intel-Prozessoren), für noch ältere 32-Bit-x86-Hardware ab i486 oder i586 ohne PAE gab es teilweise Community-Kernel.
Ab Ubuntu 17.04 ist 32-Bit-PowerPC („powerpc32“, Big Endian) nicht mehr Teil der offiziellen Ubuntu-Distribution.

## Entwicklungsgeschichte
Jede Version hat einen eigenen Codenamen und eine Versionsnummer, die auf dem jeweiligen Veröffentlichungsjahr und -monat basiert. So steht beispielsweise 5.10 für Oktober 2005. Die Codenamen sind Tierarten mit einem vorangestellten Adjektiv, so dass eine Alliteration entsteht. Ab der Version „Dapper Drake“ werden die Alliterationen alphabetisch fortgeführt (Dapper, Edgy, Feisty usw.). Das Projekt hat sich zum Ziel gesetzt, alle sechs Monate eine neue Version der Distribution zu veröffentlichen, wobei jede Version mindestens neun Monate mit Sicherheitskorrekturen versorgt wird. Des Weiteren wird in etwa zweijährigen Abständen eine Version mit Langzeitunterstützung (englisch: long-term support, kurz LTS) angeboten, die fünf Jahre lang mit Updates versorgt wird. LTS-Versionen bis einschließlich 10.04 wurden nur in der Server-Variante fünf, in der Desktop-Variante hingegen lediglich drei Jahre unterstützt. Außerdem wurden nicht-LTS-Versionen bis einschließlich 12.10 18 Monate lang gepflegt. Die erste LTS-Version ist am 1. Juni 2006 erschienen.
Der Veröffentlichungszyklus von Ubuntu mit neuen Versionen jedes halbe Jahr orientiert sich an dem der Desktop-Umgebung Gnome, sodass immer kurz nach der Veröffentlichung einer neuen Gnome-Version eine neue Ubuntu-Version vorliegt, die diese integriert (Ausnahme: Ubuntu 13.04 mit Gnome 3.6 statt 3.8 und Ubuntu 21.04 mit Gnome 3.38 statt Gnome 40). Hierdurch versucht Ubuntu, zumindest bezogen auf die grafische Benutzeroberfläche, eine besonders aktuelle Distribution zu sein. Auch als die Unity-Oberfläche noch in Ubuntu enthalten war, diente Gnome nach wie vor als Basis für jede Ubuntu-Version.

### Versionsüberblick

#### Ubuntu 4.10
Die erste Version 4.10 Warty Warthog (englisch für: warziges Warzenschwein) war im Wesentlichen ein weitgehend fertig konfiguriertes Debian-System. Sie ist am 20. Oktober 2004 erschienen. Das System gab es zur Installation auf IA-32-, AMD64- und PowerPC-Systemen, für IA-32-Systeme gab es zusätzlich eine Live-CD. Bereits mit dieser Version wurde der Versand-Service (siehe Verbreitung) gestartet. Die Version 4.10 wurde bis zum 30. April 2006 unterstützt.

#### Ubuntu 5.04
Mit der Version 5.04 Hoary Hedgehog (englisch für: ergrauter Igel) am 8. April 2005 wurde eine grafische Aktualisierungsverwaltung eingeführt. Diese Version machte vor allem durch eine weitgehend automatische Hardwareunterstützung auch und gerade für Laptops von sich reden. Seit dieser Version wird in Form der Variante Kubuntu auch KDE unterstützt. Diese Version wurde bis zum 31. Oktober 2006 unterstützt.

#### Ubuntu 5.10
Die Version 5.10 Breezy Badger (englisch für: zuversichtlicher Dachs) erschien am 13. Oktober 2005 und fügte einen Installationsmodus für OEM-Systeme, bei dem Benutzername und Kennwort nicht eingegeben werden müssen, hinzu. Als Compiler dient in dieser Version erstmals ein GCC 4.0, der weitere Optimierungen ermöglichte. Außerdem wird der Start des Systems mit einem Statusbalken, genannt usplash, grafisch aufbereitet. Zudem wurde für die Verwaltung der Systementwicklung das Online-Programm Launchpad und das darin enthaltene Übersetzungsprogramm Rosetta eingeführt. Version 5.10 wurde bis zum 13. April 2007 unterstützt.

#### Ubuntu 6.06 LTS
Bei der Version 6.06 LTS Dapper Drake (englisch für: adretter Erpel), die am 1. Juni 2006 erschien, wurde erstmals vom Sechs-Monats-Rhythmus abgewichen, um den Entwicklern zusätzliche Zeit zum Finden und Beheben von Programmfehlern, zum Testen, zur Verbesserung der asiatischen Sprachunterstützung und zur Linux-Standard-Base-Zertifizierung zu geben. Sie ist die erste sogenannte Long-Term-Support-Version: Desktopanwender erhielten bis zum 14. Juli 2009, Serveranwender bis zum 1. Juni 2011 Updates und Bugfixes. Weitere Neuerungen in dieser Version waren der Ubiquity-Installer auf den Live-CDs, die damit zugleich zum Standard wurden. Mit dieser Version gibt es erstmals den Ableger Xubuntu, der Xfce als Desktop-Umgebung nutzt.
Zwei Monate nach der Freigabe von Ubuntu 6.06 entschloss sich das Ubuntu-Team, eine aktualisierte Version (6.06.1) herauszugeben. Diese beinhaltet im Wesentlichen über 300 Sicherheits- und Fehlerkorrekturen sowie eine aktualisierte Übersetzung. Auch ein großer Teil des Gnome-Desktops 2.14.3 ist hinzugekommen. Ebenso wurden Fehler im grafischen Installationsprogramm der Desktop-CD (Live-CD) beseitigt und alle mitgelieferten Programme aktualisiert. Im Januar 2008 erfolgte eine weitere derartige Aktualisierung als 6.06.2.

#### Ubuntu 6.10
Die Version 6.10 Edgy Eft (englisch für: nervöser Jungmolch) vom 26. Oktober 2006 ist das erste reguläre Release nach dem 6.06 LTS. Aufgrund der zweimonatigen Verzögerungen bei der Fertigstellung der Vorversion wurde die Entwicklungszeit für Edgy auf vier Monate verkürzt und war deshalb als Versuchs-Release gedacht, bei dem nicht gezielt auf Stabilität geachtet wurde. Dennoch sind die sichtbaren Verbesserungen gering, neu sind vor allem das Initialisierungssystem Upstart und automatisierte Fehlerberichte. Diverse weitere Verbesserungen wurden angefangen. Außerdem werden mit dieser Version einige auf dem wegen seiner Nähe zu Microsoft nicht unumstrittenen Mono-Projekt basierende Anwendungen wie Tomboy oder F-Spot integriert. Die offizielle Unterstützung für diese Version endete am 25. April 2008.

#### Ubuntu 7.04
Mit der Version 7.04 Feisty Fawn (englisch für: keckes Rehkitz) vom 19. April 2007 werden viele Verbesserungen des auf 6.06 LTS folgenden, eher experimentellen Edgy Eft in der Praxis nutzbar. Hier gibt es unter anderem einen Migrationsassistenten, KVM, einen Installationsassistenten für unfreie Codecs und Treiber, Desktop-Effekte (compiz) und WPA-Unterstützung. Die PowerPC-Version wird, bedingt durch die Umstellung auf IA-32-Prozessoren von Intel bei Apple-Computern, nur noch inoffiziell weiterentwickelt. Die offizielle Unterstützung dieser Version endete am 19. Oktober 2008.

#### Ubuntu 7.10
Die Version 7.10 Gutsy Gibbon (englisch für: mutiger Gibbon) ist am 18. Oktober 2007 erschienen. Neu sind hier das freie Flash-Plug-in Gnash, Mozilla Firefox Version 3 Alpha (in universe), teilweise automatisch aktivierte Desktop-Effekte über Compiz Fusion, ein ganz neu gestaltetes Konfigurationsprogramm für die Optik des Desktops (Themes, Effekte, Hintergrundbild), ein grafisches Konfigurationsprogramm für das X Window System, wobei Monitore jetzt dynamisch erkannt werden. Außerdem AppArmor, die Desktopsuche Meta Tracker und eine neue Druckerverwaltung system-config-printer, die aus Fedora stammt. Auch für Drucker gibt es jetzt eine automatische Erkennung und Einrichtung. Für die konventionelle Installation wird jetzt eine Verschlüsselung der Festplatte unterstützt. Die offizielle Unterstützung dieser Version endete am 18. April 2009.

#### Ubuntu 8.04 LTS
Am 24. April 2008 ist mit der Version 8.04 LTS Hardy Heron (englisch für: kühner Reiher) wieder ein über längere Zeit – bis 12. Mai 2011 als Desktop-System und bis 9. Mai 2013 als Server-System – unterstütztes Release veröffentlicht worden, wobei allerdings die Langzeitunterstützung aufgrund des Erscheinens von KDE 4 nicht für die Kubuntu-Variante galt. Die neuen Funktionen wurden auf der Ubuntu-Entwicklerkonferenz (28. Oktober bis 3. November 2007) festgelegt. Neu sind diverse Sicherheitsfunktionen wie PolicyKit (womit Systemprogramme nur bestimmte Sonderrechte, aber keinen vollen root-Benutzer benötigen), SELinux und ein erweiterter Speicherschutz. An Programmen wurde das Brennprogramm Brasero neu aufgenommen, als Browser diente ursprünglich die Version 3.0 Beta 5 von Mozilla Firefox, da man keine Pflege der Version 2.0.x über die drei Jahre garantieren konnte. Die endgültige Version wurde als Aktualisierungspaket („update“) nachgeliefert und ist auch in 8.04.1 enthalten. Der veraltete Soundserver EsounD wurde durch PulseAudio ersetzt. Auch eine einfache, kommandozeilenbasierte Personal Firewall gibt es jetzt. Neuerdings wird iSCSI (ausdrücklich zu aktivieren) und Active Directory unterstützt. Daneben ist das Installationsprogramm Wubi aufgenommen worden, das die Installation von Ubuntu auf eine Windows-Partition erlaubt. Einige der Änderungen am Kernel entstammen der Linux-Distribution Kanotix, die ihrerseits den Ubuntu-Kernel nutzt. Diese Version unterstützt sowohl eine Aktualisierung von der direkt vorhergehenden Version 7.10 wie auch von der letzten LTS-Version 6.06.
Wie bei allen LTS-Releases wurden mehrere aktualisierte Versionen zum Download bereitgestellt, um nicht alle Verbesserungen nachträglich herunterladen zu müssen und die Stabilität als Live-CD zu erhöhen. Edubuntu ist seit dieser Version keine eigenständige Distribution mehr, sondern stellt ein Erweiterungspaket für ein Standard-Ubuntu-System dar.
Die auf Server optimierte Variante der am 24. April 2008 erschienenen Version 8.04 LTS Hardy Heron wurde noch bis Anfang Mai 2013 mit Sicherheits- und Stabilitätsaktualisierungen versorgt. Die Unterstützung der Desktop-Variante wurde am 12. Mai 2011 beendet.

#### Ubuntu 8.10
Am 30. Oktober 2008 ist die Version 8.10 mit Codenamen Intrepid Ibex (englisch für unerschrockener Steinbock) erschienen. In dieser finden sich diverse Detailverbesserungen; so wurden die Roaming-Fähigkeiten mobiler Systeme verbessert, um beispielsweise bei ausreichender Netzverfügbarkeit auf dem Weg vom Büro mit dem Zug bis nach Hause nie die Internetverbindung zu verlieren. Auch kann die neue Version des NetworkManager jetzt auch mit UMTS-Verbindungen umgehen. Eine weitere Neuerung ist ein Gastkonto ohne jede Zugriffsrechte auf die Festplatte. Die nicht vom eigentlichen Kernel-Team betreuten Kernel-Module werden jetzt über Dynamic Kernel Module Support verwaltet, wodurch diese automatisch an die jeweilige Kernel-Version angepasst werden, statt dass es hierfür unzählige eigene Pakete geben muss. Zudem lassen sich so Treiber-Pakete über mehrere Ubuntu-Versionen hinweg einsetzen. Des Weiteren kommt der X-Server seit dieser Version ohne eine Konfigurationsdatei aus, wodurch sich das System automatisch an die meisten Hardware-Änderungen anpasst; außerhalb des X-Servers benötigen bereits ältere Ubuntu-Versionen keinerlei manuelle Konfiguration. Ein ganz neues optisches Design wurde unter dem Namen DarkRoom zwar entwickelt, ist aber in der fertigen Version standardmäßig nicht aktiviert; hier kommt eine leicht veränderte Version des bekannten Human-Designs zum Einsatz. Die Details zu den Neuerungen wurden auf der Ubuntu-Entwicklerkonferenz vom 19. bis 23. Mai 2008 in Prag besprochen.

#### Ubuntu 9.04
Die Version 9.04 ist am 23. April 2009 unter dem Namen Jaunty Jackalope (englisch für lebhafte Jackalope) erschienen. Die meisten Änderungen beziehen sich auf weniger sichtbare Verbesserungen am Unterbau des Systems; vor allem wurde die Startzeit gegenüber den vorherigen Versionen deutlich verbessert. Darüber gibt es eine ganze Reihe kleinerer Verbesserungen an der Benutzeroberfläche; insbesondere ein neues Benachrichtigungs-System. Darüber hinaus sollen in Zukunft für einige Pakete tagesaktuelle Versionen zur Verfügung gestellt werden; ein erster Schritt hierzu sind aktuelle Kernel-Versionen.

#### Ubuntu 9.10
Die Version 9.10 ist am 29. Oktober 2009 unter dem Namen Karmic Koala (englisch für karmischer Koala) erschienen. Sie unterstützt das bei Version 9.04 noch im letzten Moment zurückgezogene Dateisystem ext4 und enthält den Webbrowser Mozilla Firefox und die freie Bürosuite OpenOffice.org in ihren jeweils aktuellen Versionen. Diverse bereits in den Vorversionen begonnene Verbesserungen wurden hier erneut fortgesetzt, so setzt das Bootsystem jetzt komplett auf Upstart.
Weitere teilweise deutliche Änderungen betreffen den Bootscreen, die verschiedenen Themes, die erstmals in größerer Anzahl mitgelieferten Wallpaper und das erstmals mitgelieferte Ubuntu Software Center. Die Unterstützung für diese Version wurde am 30. April 2011 beendet.

#### Ubuntu 10.04 LTS
Die Version 10.04 LTS ist am 29. April 2010 unter dem Namen Lucid Lynx (englisch für klarer Luchs) erschienen. Die auffälligste Neuerung ist eine neue optische Gestaltung mit zwei neuen Farboptionen (Ambiance mit dunklen und Radiance mit hellen Akzenten) bis hin zu einem überarbeiteten Ubuntu-Logo. Die Schaltfläche für die Fensterfunktionen ist jetzt wie unter macOS auf der linken Seite angeordnet. Technisch gibt es vor allem eine weitergehende Integration von Funktionen für soziale Netzwerke und von Ubuntu One. Die Bootzeit wurde weiter optimiert, insbesondere wird jetzt komplett auf HAL verzichtet und unter dem Namen plymouth die Splash-Screen-Funktionalität neu implementiert. Die Bildbearbeitung GIMP wurde aus Platzgründen durch die einfachere Fotoverarbeitungssoftware F-Spot ersetzt und gehört nicht mehr zum Standardumfang der Distribution, wird aber nach wie vor uneingeschränkt unterstützt. Am 18. August 2010, 18. Februar 2011, 22. Juli 2011 und 16. Februar 2012 sind aktualisierte CD-Images mit allen zwischenzeitlich erschienenen Updates als 10.04.1, 10.04.2, 10.04.3 bzw. 10.04.4 veröffentlicht worden. Die Unterstützung der Desktop-Variante wurde am 9. Mai 2013 beendet.

#### Ubuntu 10.10
Die Version 10.10 wurde am 10. Oktober 2010 unter dem Namen Maverick Meerkat (englisch für: eigenwilliges Erdmännchen) veröffentlicht. Zu den wenigen sichtbaren Neuerungen gehören eine eigens für Ubuntu entwickelte Schriftart namens „Ubuntu“ und ein deutlich erweitertes Software-Center, das jetzt auch kommerzielle Software anbietet. Wie bei den Versionen unmittelbar nach einer LTS üblich sind in der Struktur einige Neuerungen (etwa der Abschied von HAL) und es gibt experimentelle Funktionen, wie etwa das Dateisystem btrfs.
Die Unterstützung für diese Version wurde am 11. April 2012 beendet.

#### Ubuntu 11.04
Die Version 11.04 mit dem Namen „Natty Narwhal“ (englisch für „Schicker Narwal“) erschien am 28. April 2011. Mit dieser Version setzte die Hauptversion standardmäßig nicht mehr auf die Gnome-Oberfläche, sondern auf die von Canonical selbst entwickelte Unity-Oberfläche. Die Unterstützung für diese Version wurde am 28. Oktober 2012 beendet.

#### Ubuntu 11.10
Die Version 11.10 mit dem Namen „Oneiric Ocelot“ (englisch für „traumhafter Ozelot“) erschien am 13. Oktober 2011. Eingebaut wurde auch der Linux-Kernel 3.0. Zudem ersetzte LightDM den Gnome Display Manager. Unity wurde nach Gnome 3 portiert. Es ersetzte auch auf Rechnern ohne Grafik-Beschleunigung durch OpenGL die Desktop-Umgebung Gnome 2.32. Die Unterstützung für diese Version wurde am 9. Mai 2013 beendet.

#### Ubuntu 12.04 LTS
Die Version 12.04 LTS (LTS = long term support, englisch für Langzeitunterstützung) ist am 26. April 2012 erschienen und trägt den Namen Precise Pangolin (englisch für fehlerfreies oder gewissenhaftes Schuppentier). Zum ersten Mal wird auch die LTS-Desktop-Variante 5 Jahre unterstützt, statt wie bisher nur die LTS-Server-Versionen. Ubuntu 12.04 ist das erste LTS-Release mit der Desktop-Benutzeroberfläche Unity.

#### Ubuntu 12.10
Die Version 12.10 ist am 18. Oktober 2012 erschienen und trägt den Namen Quantal Quetzal (englisch für Quanten-Quetzal). Neben Aktualisierungen diverser Pakete wurden vor allem Verbesserungen bei der Oberfläche Unity vorgenommen, die bspw. nunmehr eine Vorschau auf Dateiinhalte ermöglicht. Zugleich wurde in die Suche die Anzeige von Produktwerbung der Internetplattform Amazon eingefügt, was auf stark geteilte Meinung stieß (siehe auch Abschnitt Rechtliches). Ebenfalls wurde Unity 2D wegen der Einführung von LLVMpipe wieder entfernt.

#### Ubuntu 13.04
Die Version 13.04 ist am 25. April 2013 erschienen und trägt den Namen Raring Ringtail (englisch für Enthusiastisches Katzenfrett). Cristian Parrino, Canonicals Vizepräsident für Online-Dienste, hat für die Version 13.04 eine weitere Vertiefung der Shopping-Funktion angekündigt. Die Linux-Distribution weitet die Online-Suche aus und wird neben den eigenen Angeboten und Amazon auch weitere Online-Händler und Quellen wie YouTube und Last.fm miteinbeziehen. Laut Parrino wird der Suchbegriff zunächst analysiert, um relevante Anbieter herauszufiltern. Als Ergebnis liefert die Suchfunktion dann einen Mix aus lokalen und externen Fundstellen. Die weiteren Vorschläge sollen zudem auf weitere Online-Händler ausgeweitet werden. Zum Direktkauf (Instant Purchasing) wird kein Webbrowser mehr benötigt. Stattdessen werden Einkäufe im hauseigenen Software Center und Music Store direkt vom Desktop aus vorgenommen. Die Unterstützung für diese Version wurde am 27. Januar 2014 beendet.

#### Ubuntu 13.10
Die Version 13.10 ist am 17. Oktober 2013 erschienen und trägt den Namen Saucy Salamander (englisch für Naseweiser Salamander). Gegenüber der vorigen Version wurde der Code für den Einsatz auf mobilen Geräten optimiert. Die Unterstützung für diese Version wurde am 17. Juli 2014 beendet.

#### Ubuntu 14.04 LTS
Die Version 14.04 LTS ist am 17. April 2014 erschienen und trägt den Namen Trusty Tahr (englisch für Treuer Tahr).

#### Ubuntu 14.10
Die Version 14.10 ist am 23. Oktober 2014 erschienen und trägt den Namen Utopic Unicorn (englisch für Utopisches Einhorn). Die Unterstützung für diese Version wurde im Juli 2015 beendet.

#### Ubuntu 15.04
Die Version 15.04 ist am 23. April 2015 erschienen und trägt den Namen Vivid Vervet (englisch für Lebhafte Grüne Meerkatze). Die Unterstützung für diese Version wurde im Januar 2016 beendet.

#### Ubuntu 15.10
Die Version 15.10 erschien am 22. Oktober 2015 unter dem Namen Wily Werewolf (englisch für hinterlistiger Werwolf). Die Unterstützung für diese Version wurde im Juli 2016 beendet.

#### Ubuntu 16.04 LTS
Die Version 16.04 erschien am 21. April 2016 unter dem Namen Xenial Xerus (englisch für gastfreundliches Borstenhörnchen). Am 6. August 2020 erschien die bislang letzte Updateversion 16.04.7 (amd64).
Der Standardsupport endete im April 2021, „Lebensende“ (End of Life) ist im April 2026.

#### Ubuntu 16.10
Die Version 16.10 wurde am 21. April 2016 durch Mark Shuttleworth auf den Namen Yakkety Yak benannt und erschien am 13. Oktober 2016. Die Unterstützung für diese Version wurde am 20. Juli 2017 beendet.

#### Ubuntu 17.04
Die Version 17.04 ist am 13. April 2017 erschienen und trägt den Namen Zesty Zapus (englisch für Begeisterte Hüpfmaus). Dies war die letzte Version mit Unity-Desktop. Die Unterstützung für diese Version wurde am 13. Januar 2018 beendet.

#### Ubuntu 17.10
Die Version 17.10 ist am 19. Oktober 2017 erschienen und trägt den Namen Artful Aardvark (englisch für Kunstvolles Erdferkel). Diese Version wechselt vom Unity-Desktop zurück zum Gnome-Desktop. Die Unterstützung für diese Version wurde im Juli 2018 beendet.

#### Ubuntu 18.04 LTS
Die Version 18.04 ist am 27. April 2018 erschienen und trägt den Namen Bionic Beaver (englisch für Bionischer Biber). Da es sich um eine LTS-Version handelt, wird sie bis ins Jahr 2023 für private Heimanwender und bis 2028 für professionelle Benutzer im kostenpflichtigen Rahmen des Extended Security Maintenance (ESM) unterstützt werden. Diese Version enthält einen neuen textbasierten Installer für die Server-Version sowie die Option Minimale Installation im Desktop-Installer, bei der nur grundlegende Tools installiert werden. Aus Stabilitätsgründen wird in dieser Version standardmäßig wieder X-Server verwendet, aber Wayland ist weiterhin Teil der Standardinstallation und kann statt X-Server verwendet werden. Die erste Updateversion 18.04.1 erschien am 26. Juli 2018 und die zweite Updateversion 18.04.2 erschien am 15. Februar 2019.

#### Ubuntu 18.10
Die Version 18.10 ist am 18. Oktober 2018 erschienen und trägt den Namen Cosmic Cuttlefish (englisch für kosmischer Tintenfisch). Es besitzt ein neues Standardtheme mit einer neuen Startmelodie. Die neuen Symbole wirken moderner und sind zweidimensional (material design) und wärmer. Die Version wurde bis zum 18. Juli 2019 unterstützt.

#### Ubuntu 19.04
Die Version 19.04 wurde am 18. April 2019 veröffentlicht und trägt den Namen Disco Dingo (englisch für Disko Dingo). 19.04 verwendet den Kernel 5.0, unterstützt nun auch AMD Freesync und Raspberry PI touchscreens, und es enthält Verbesserungen für virtuelle Maschinen (open-vm-tools).

#### Ubuntu 19.10
Die Version 19.10 wurde am 17. Oktober 2019 veröffentlicht und trägt den Namen Eoan Ermine (englisch für aufgehender/aufsteigender Hermelin). 19.10 verwendet den Kernel 5.3, wodurch nun auch die dritte Generation von AMD Ryzen Motherboards unterstützt werden. Es wurde außerdem (experimentelle) Unterstützung für das Dateisystem ZFS (Dateisystem) als Root-Dateisystem hinzugefügt.

#### Ubuntu 20.04 LTS
Die Version 20.04 wurde am 23. April 2020 veröffentlicht und trägt den Namen Focal Fossa (englisch für fokaler Fossa). Sie verwendet den Kernel 5.4. Es ist eine LTS-Veröffentlichung mit fünf Jahren Unterstützung. Im Vergleich zur letzten LTS-Veröffentlichung verläuft das Installieren des Betriebssystems deutlich schneller.

#### Ubuntu 20.10
Die Version 20.10 wurde am 22. Oktober 2020 veröffentlicht und trägt den Namen Groovy Gorilla (englisch für fetziger Gorilla). Sie verwendet den Linux-Kernel 5.8 und wurde mit einer zusätzlichen maßgeschneiderten Version für den Raspberry Pi und dessen Ableger – dem Computer Module 4 – veröffentlicht.

#### Ubuntu 21.04
Die Version 21.04 wurde am 22. April 2021 veröffentlicht und trägt den Namen Hirsute Hippo (englisch für behaartes Flusspferd). Sie verwendet den Linux-Kernel 5.11.0 und wurde mit einer zusätzlichen maßgeschneiderten Version für den Raspberry Pi und dessen Ableger – dem Computer Module 4 – veröffentlicht.

#### Ubuntu 21.10
Die Version 21.10 mit dem Codenamen Impish Indri (englisch für schelmischer Indri) wurde am 14. Oktober 2021 veröffentlicht. Dies ist die erste Ubuntu-Version, welche standardmäßig mit GNOME 40 ausgeliefert wird.

#### Ubuntu 22.04 LTS
Die Version 22.04 mit dem Codenamen Jammy Jellyfish (englisch für konfitürige Qualle/Glücksqualle/kinderleichte Qualle) hat Nftables statt Iptables, Wayland mit Nvidia-Unterstützung, OpenSSL 3.0 und LTS-Support für Raspberry.

#### Ubuntu 22.10
Die Version 22.10 mit dem Codenamen Kinetic Kudu (englisch für kinetischer Kudu) verwendet die Kernel-Version 5.19 und GNOME in der Version 43, die u. a. ein neu konzipiertes Statusmenü mit Schnelleinstellungen bereitstellt. Als Audiosystem wird statt PulseAudio nun standardmäßig PipeWire verwendet, was eine verbesserte Unterstützung neuerer Bluetooth-Geräte mit sich bringt. Die Desktopumgebung „Unity“ kehrt erstmals seit der Ubuntu-Version 17.04 als offizielle Variante zurück.

#### Ubuntu 23.04
Die Version 23.04 mit dem Codenamen Lunar Lobster (englisch für Mond-Hummer) wurde am 20. April 2023 veröffentlicht. Neu ist die aktualisierte Version von GNOME, welche auf Version 44 aktualisiert wurde. Des Weiteren gibt es einen neuen Desktop-Installer.

#### Ubuntu 23.10
Die Version 23.10 mit dem Codenamen Mantic Minotaur (englisch für mantischer/wahrsagerischer Minotauros) wurde am 12. Oktober 2023 veröffentlicht.

#### Ubuntu 24.04 LTS
Am 25. April 2024 wurde die Version 24.04 mit dem Codenamen Noble Numbat (englisch für Edler Numbat) veröffentlicht.

#### Ubuntu 24.10
Die Version 24.10 mit dem Codenamen Oracular Oriole (englisch für orakelhafter Pirol) wurde am 10. Oktober 2024 veröffentlicht.

#### Ubuntu 25.04
Die Version 25.04 mit dem Codenamen Plucky Puffin (englisch für Beherzter Papageientaucher) ist am 17. April 2025 veröffentlicht worden.
Die größten Neuerungen bestehen aus einer schnelleren Gnome-Version mit Dreifachpufferung, und dass der Kernel nun über NTSYNC verfügt. Dies soll Windows-Programme, die mittels Wine oder Proton auf dem Linux-Rechner laufen, beschleunigen.

#### Weitere Entwicklung
Mark Shuttleworth plante mit seinem Team, Ubuntu auch auf Smartphones, Tablets und Smart-TVs als vollwertige Plattform zu portieren. Als Zeithorizont war hierfür Ubuntu 14.04 genannt worden. Im Zuge dieser Neuausrichtung trat Canonical am 9. Januar 2012 zum ersten Mal auf der Consumer Electronics Show (CES) in Las Vegas auf und präsentierte Ubuntu TV. Am 2. Januar 2013 wurde eine Videopräsentation für Ubuntu auf Smartphones veröffentlicht. Ab April 2015 war mit dem BQ Aquaris E4.5 Ubuntu Edition das erste Smartphone mit Ubuntu Touch auf dem EU-Markt verfügbar, seit Juni 2015 auch das BQ Aquaris E5 Ubuntu Edition sowie das Meizu MX4 Ubuntu Edition
Anfang 2013 wurde, unter anderem im Rahmen des Ubuntu Developer Summit im März, darüber diskutiert, Ubuntu auf Rolling Releases umzustellen. Die Idee sah vor, nur noch alle zwei Jahre eine LTS-Version mit Langzeitunterstützung zu veröffentlichen und zwischen zwei LTS-Versionen die Programmpakete ständig zu aktualisieren. Shuttleworth sprach sich jedoch gegen Rolling Releases aus und verwies Benutzer, die sich ständig aktuelle Programmpakete wünschten, auf die täglichen Entwicklungsversionen (sog. Daily Builds). Schließlich stimmte auch die technische Leitung von Ubuntu gegen die Einführung von Rolling Releases. Gleichzeitig beschloss man, dass LTS-Versionen in den ersten beiden Jahren der fünfjährigen Support-Dauer nicht nur Patches, sondern auch neue Programmversionen erhalten sollen.
Als weiteres größeres Projekt kündigte Shuttleworth im November 2010 an, dass der Display-Server Wayland den bisher eingesetzten X.Org-Server ersetzen solle. Erklärtes Ziel war es, ein Convergence genanntes Prinzip zu realisieren, bei dem ein an einen Bildschirm angeschlossenes Smartphone ein vollwertiges PC-System bildet. Da der X.Org-Server technisch als nicht kompatibel erschien, plante und entwickelte Canonical ab 2013 den eigenen Display-Server Mir. Dies stieß bei Teilen der Linux-Community auf Ablehnung und führte zu einer teilweise heftigen Kontroverse, da eine Zersplitterung des Linux-Ökosystems befürchtet wurde. Zudem wurde damit die Zukunft von Ubuntu-Derivaten ungewiss.
Am 5. April 2017 gab Mark Shuttleworth bekannt, dass die Arbeiten an Unity und dem neuen Display-Server Mir zugunsten von Cloud-Lösungen und Internet der Dinge eingestellt werden. Seit Ubuntu 17.10 ist Gnome wieder der standardmäßige Desktop von Ubuntu. Auch Ubuntu Touch wurde eingestellt.

### Ubuntu-Galerie
Jede Version wird grafisch unterschiedlich gestaltet. Oft wird die grafische Präsentation dabei passend zum Codenamen gewählt.

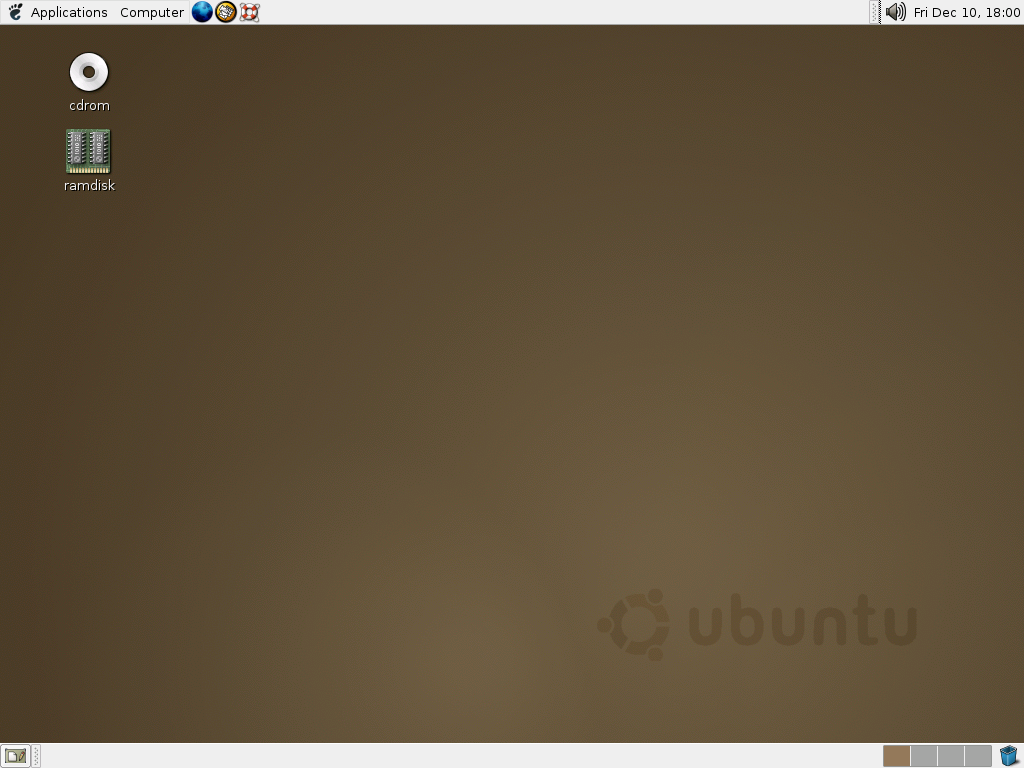
Ubuntu 4.10 (Warty Warthog)
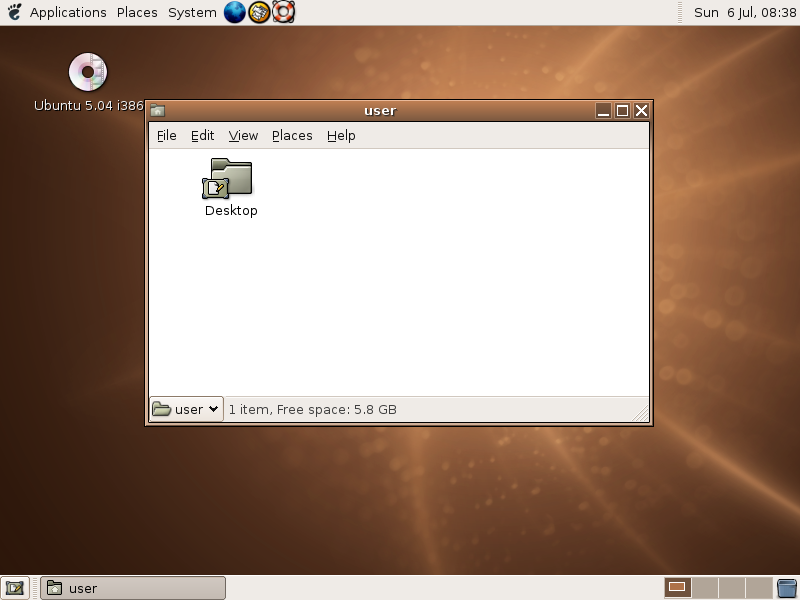
Ubuntu 5.04 (Hoary Hedgehog)
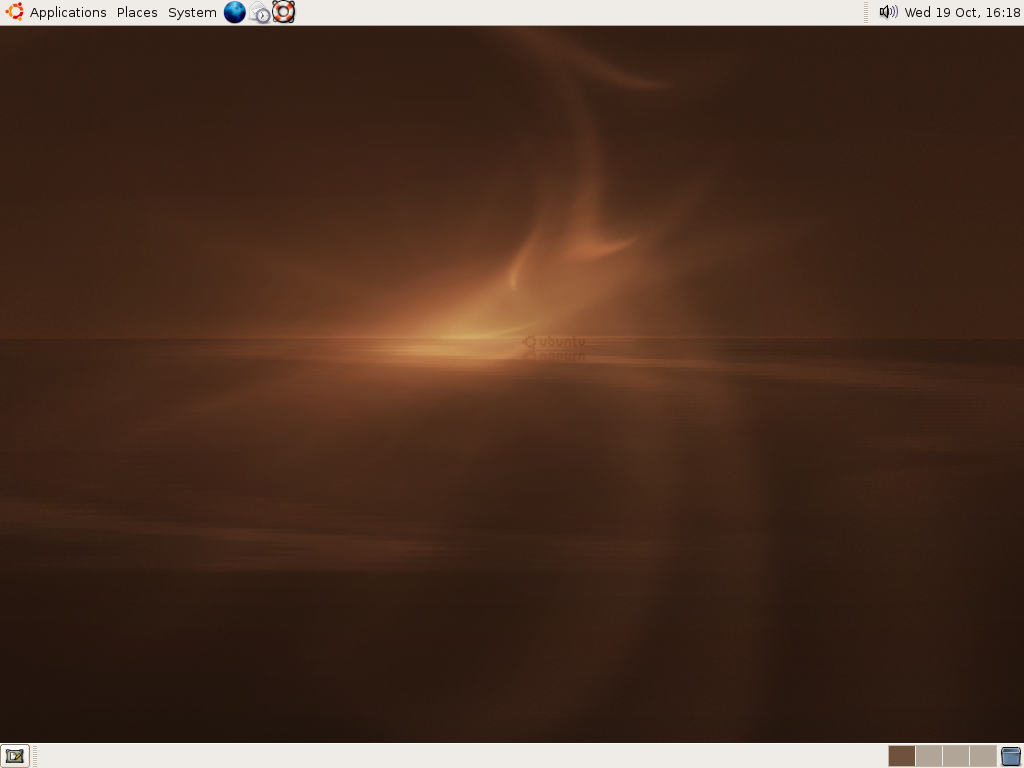
Ubuntu 5.10 (Breezy Badger)
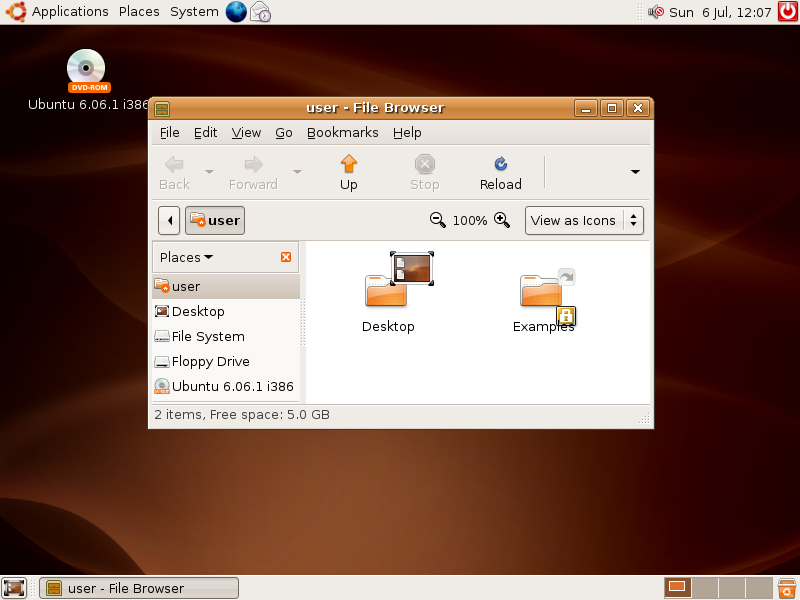
Ubuntu 6.06 LTS (Dapper Drake)
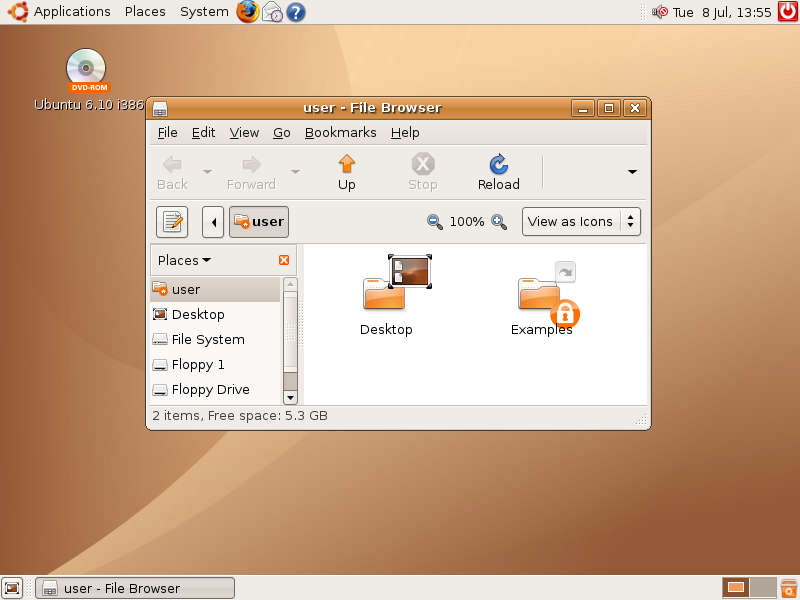
Ubuntu 6.10 (Edgy Eft)
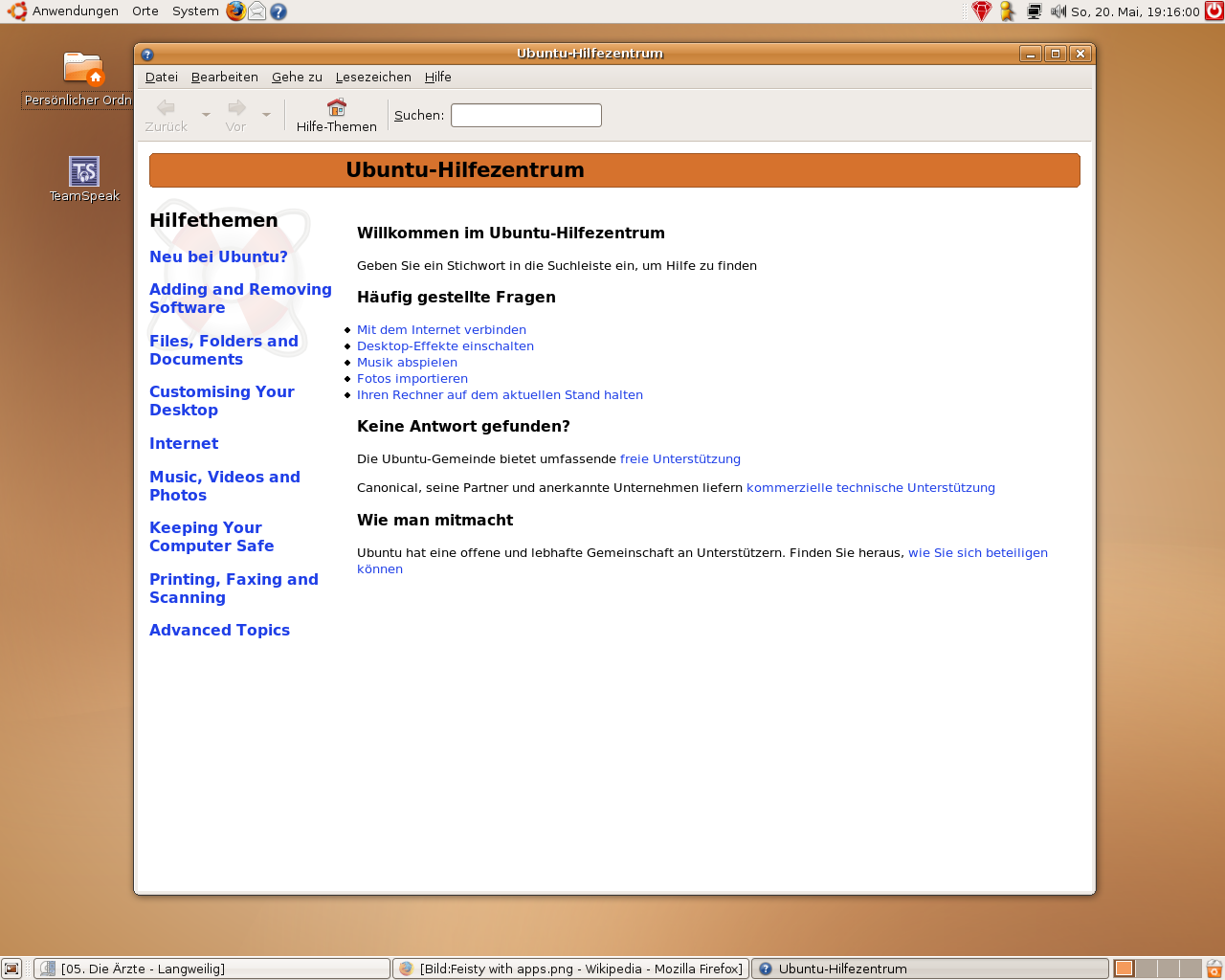
Ubuntu 7.04 (Feisty Fawn)
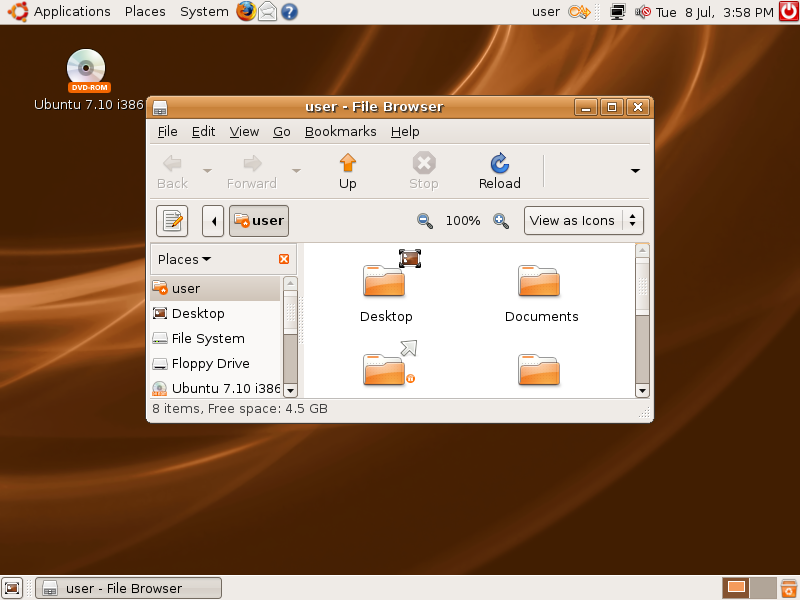
Ubuntu 7.10 (Gutsy Gibbon)
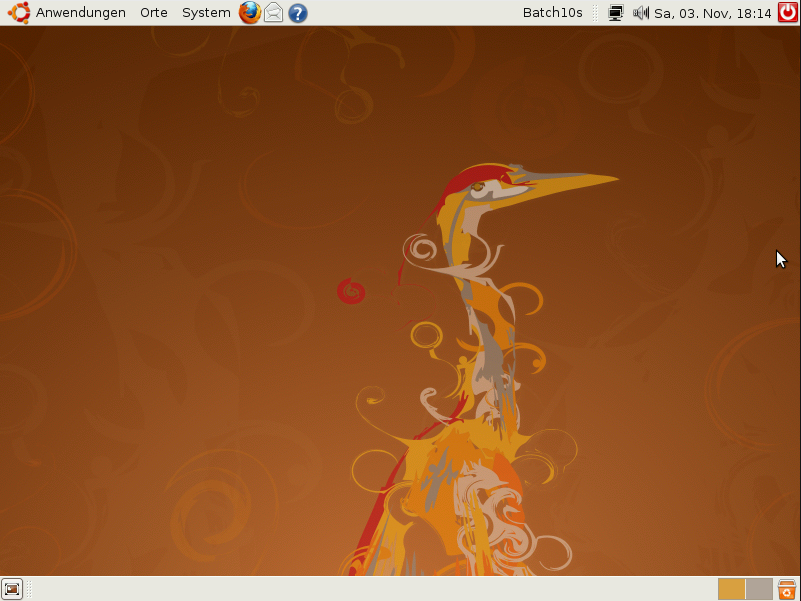
Ubuntu 8.04.4 LTS (Hardy Heron)
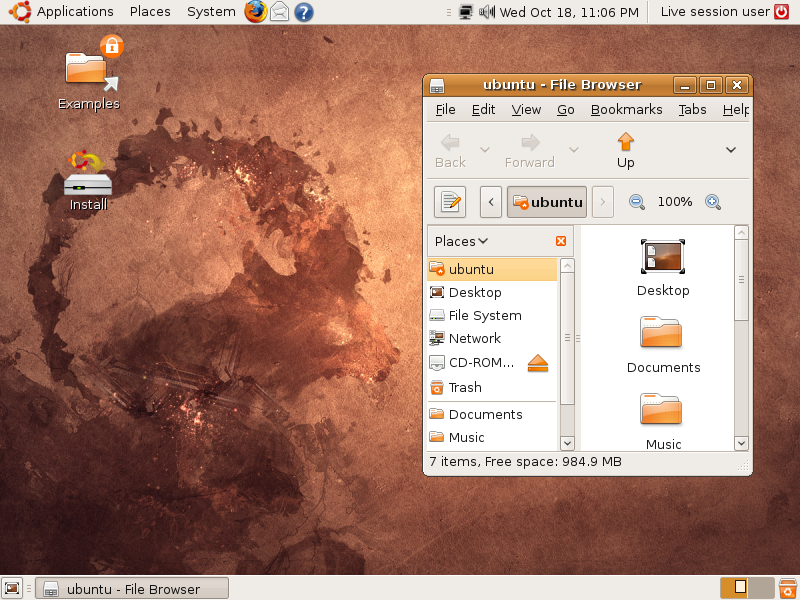
Ubuntu 8.10 (Intrepid Ibex)
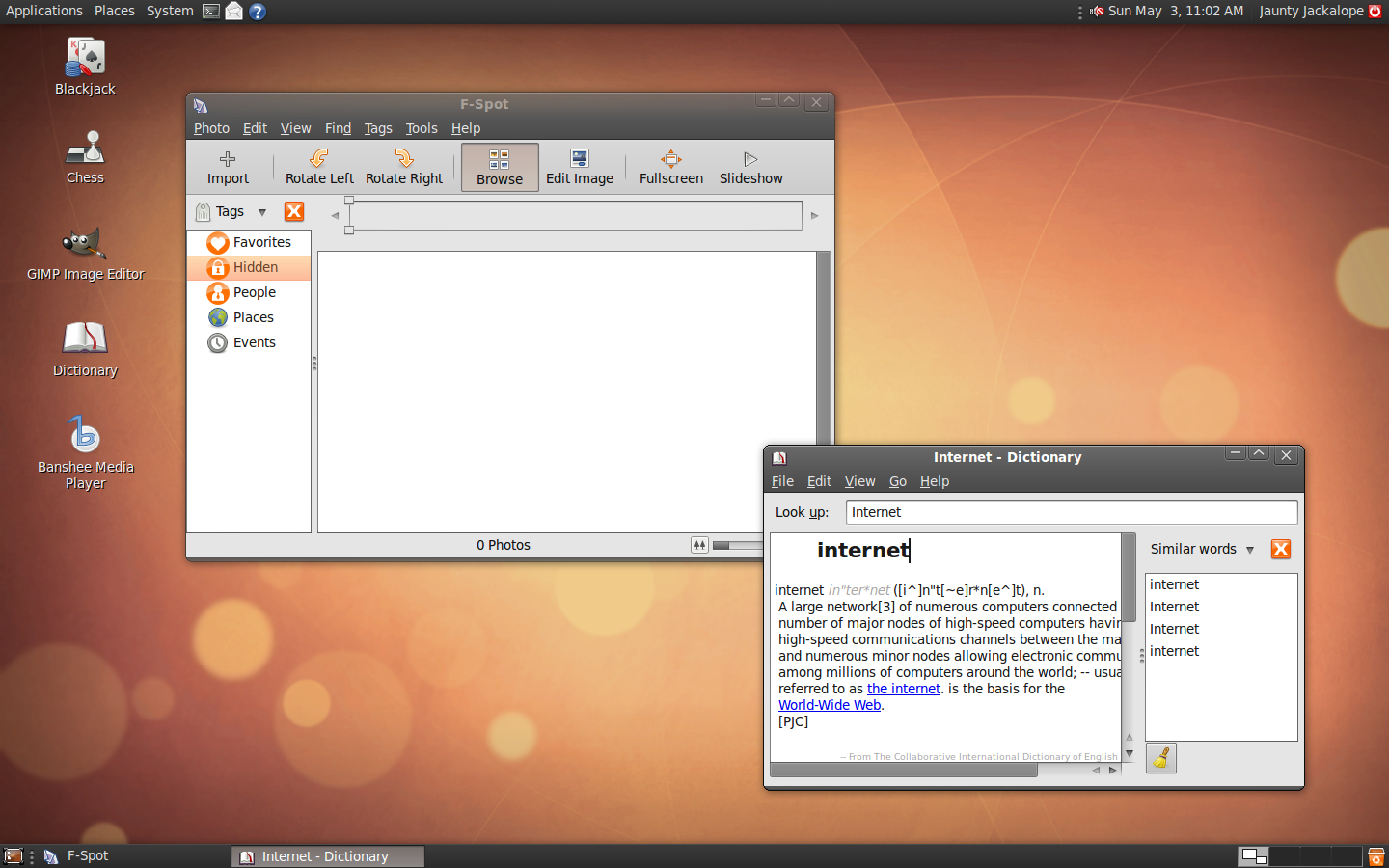
Ubuntu 9.04 (Jaunty Jackalope)
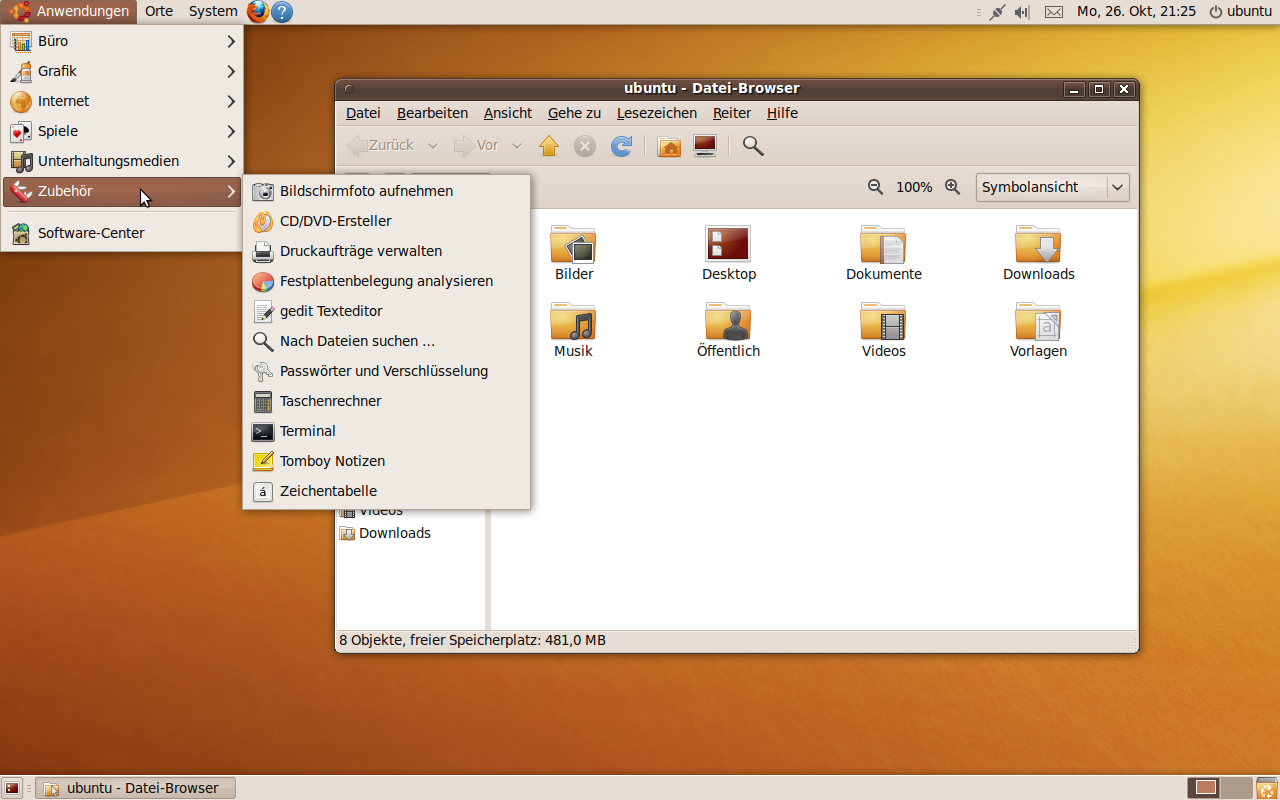
Ubuntu 9.10 (Karmic Koala)
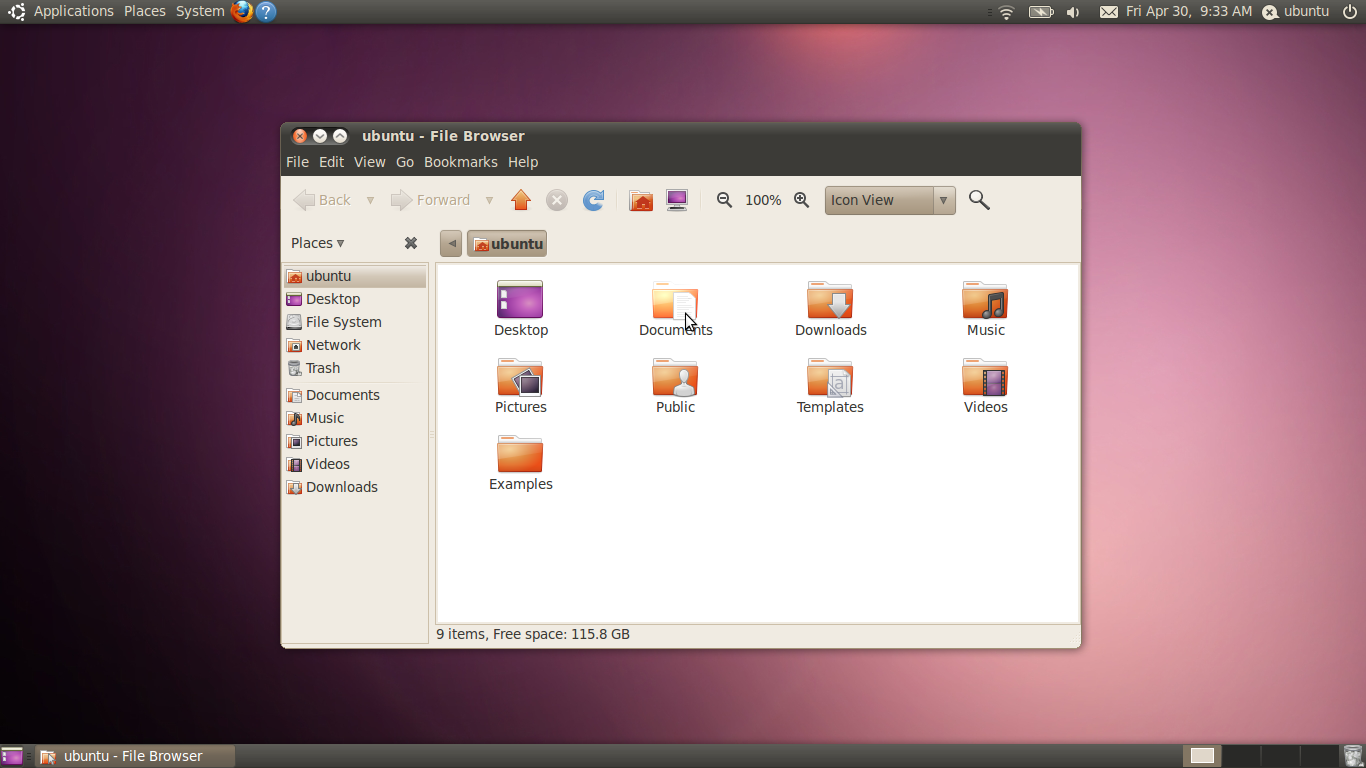
Ubuntu 10.04 LTS (Lucid Lynx)
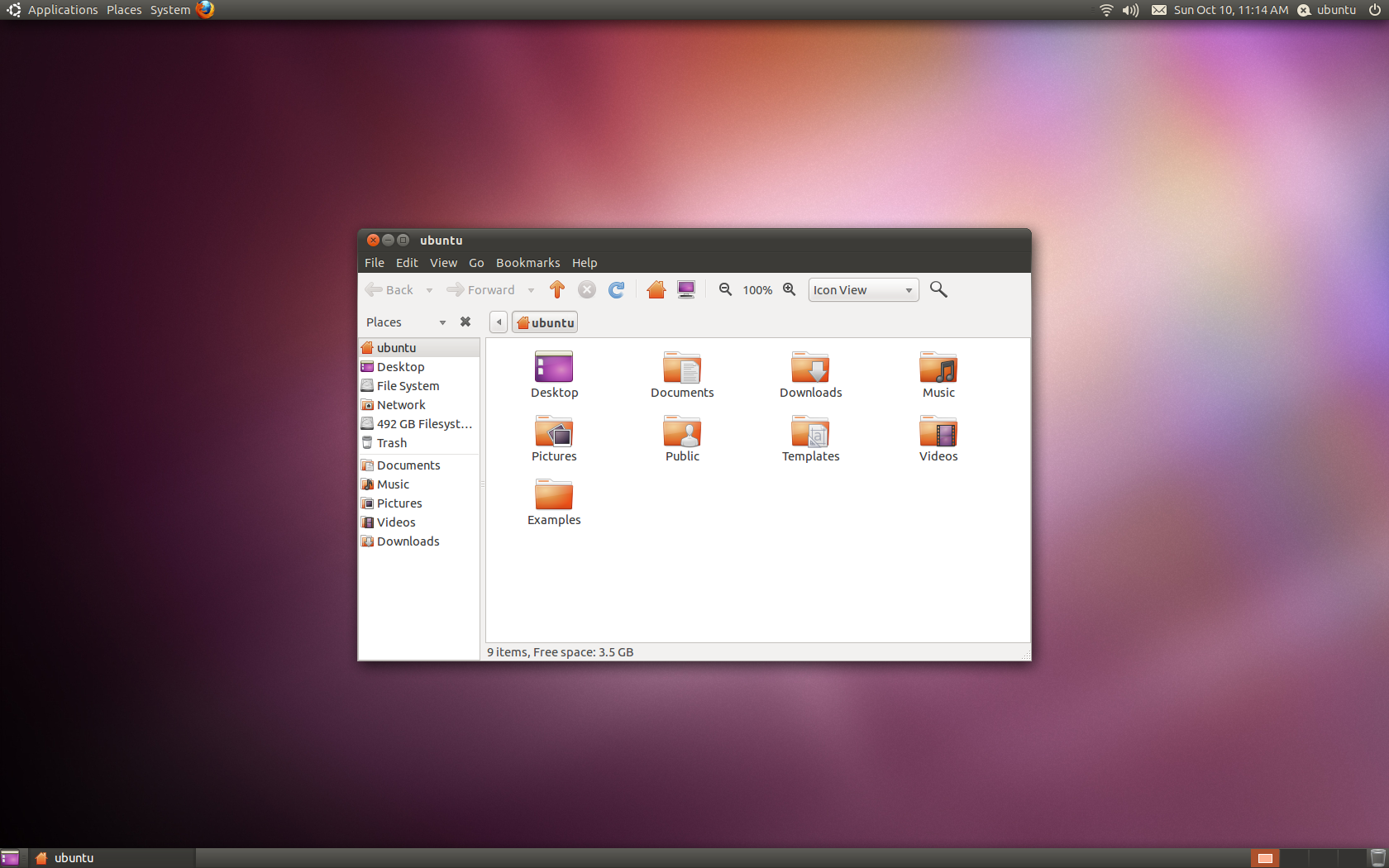
Ubuntu 10.10 (Maverick Meerkat)
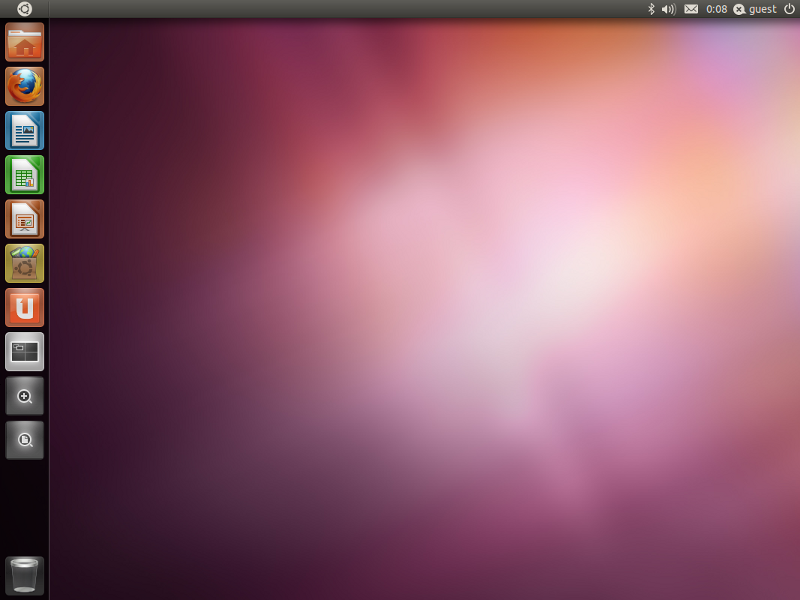
Ubuntu 11.04 (Natty Narwhal)
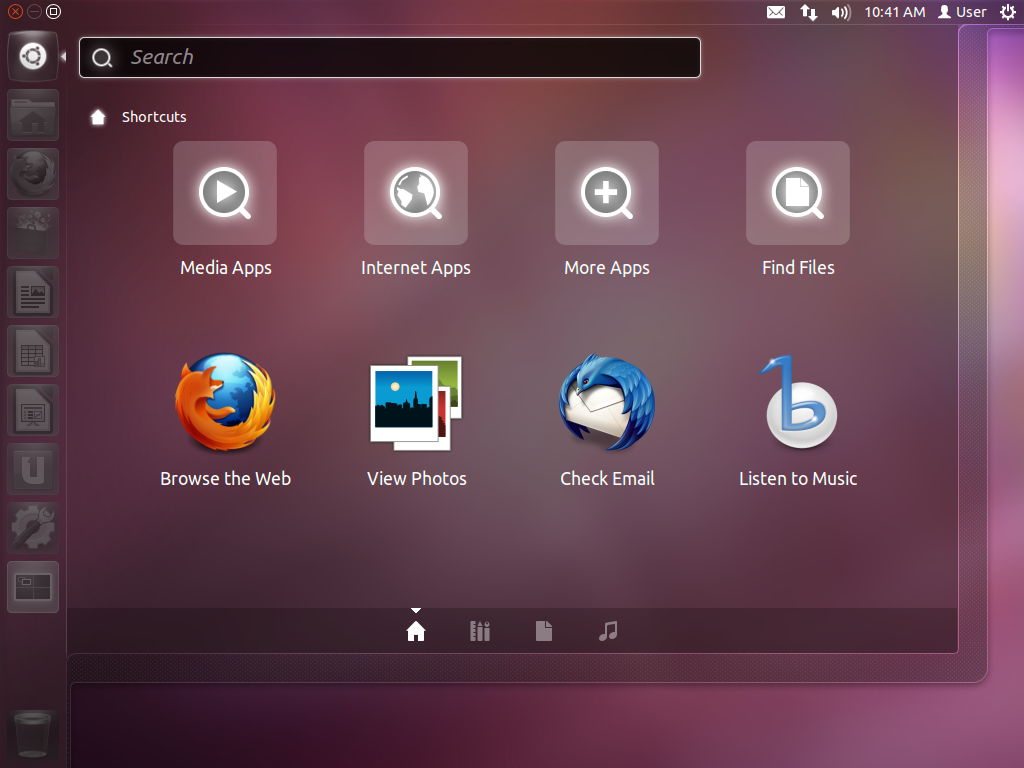
Ubuntu 11.10 (Oneiric Ocelot)
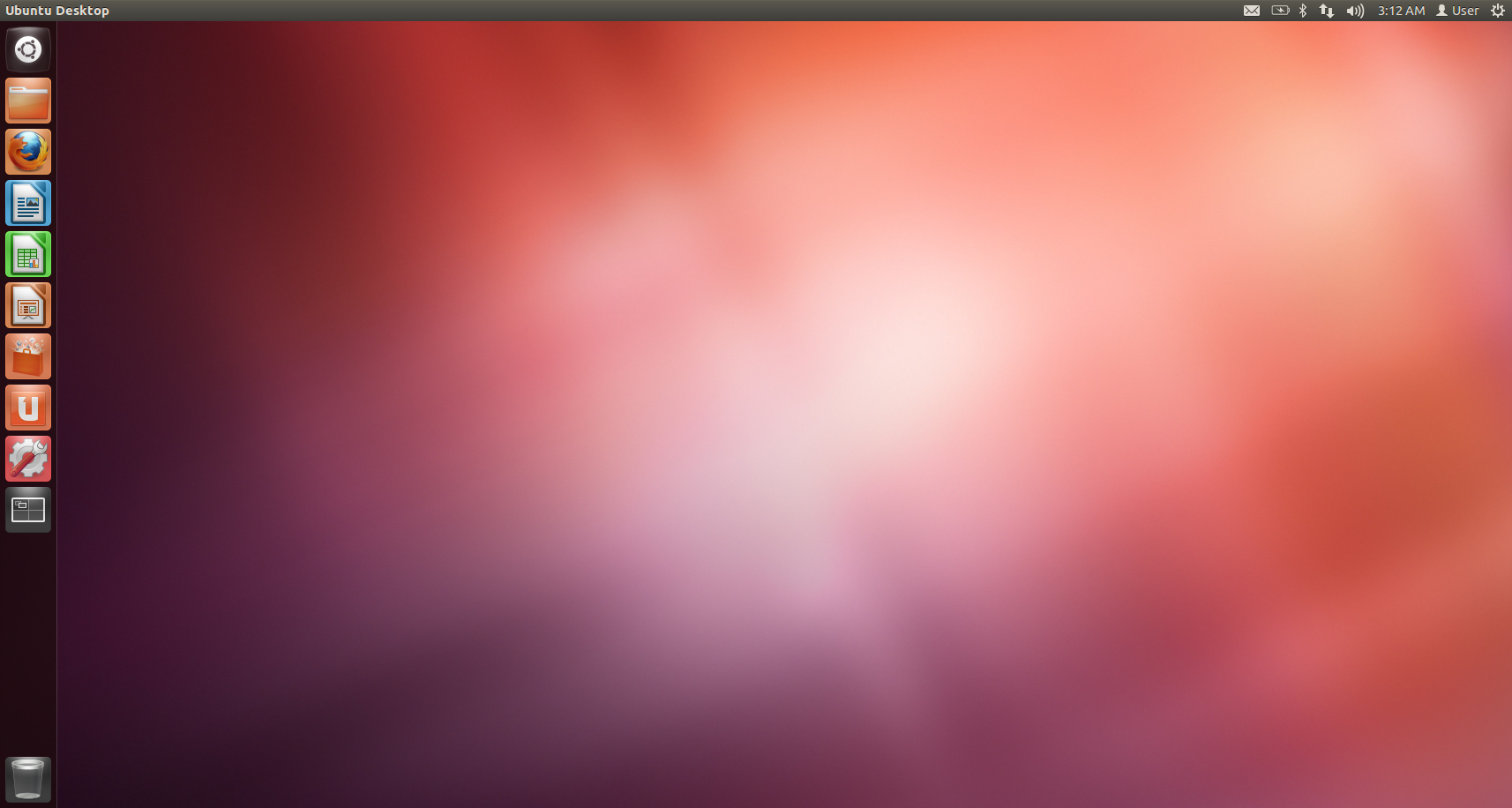
Ubuntu 12.04 LTS (Precise Pangolin)
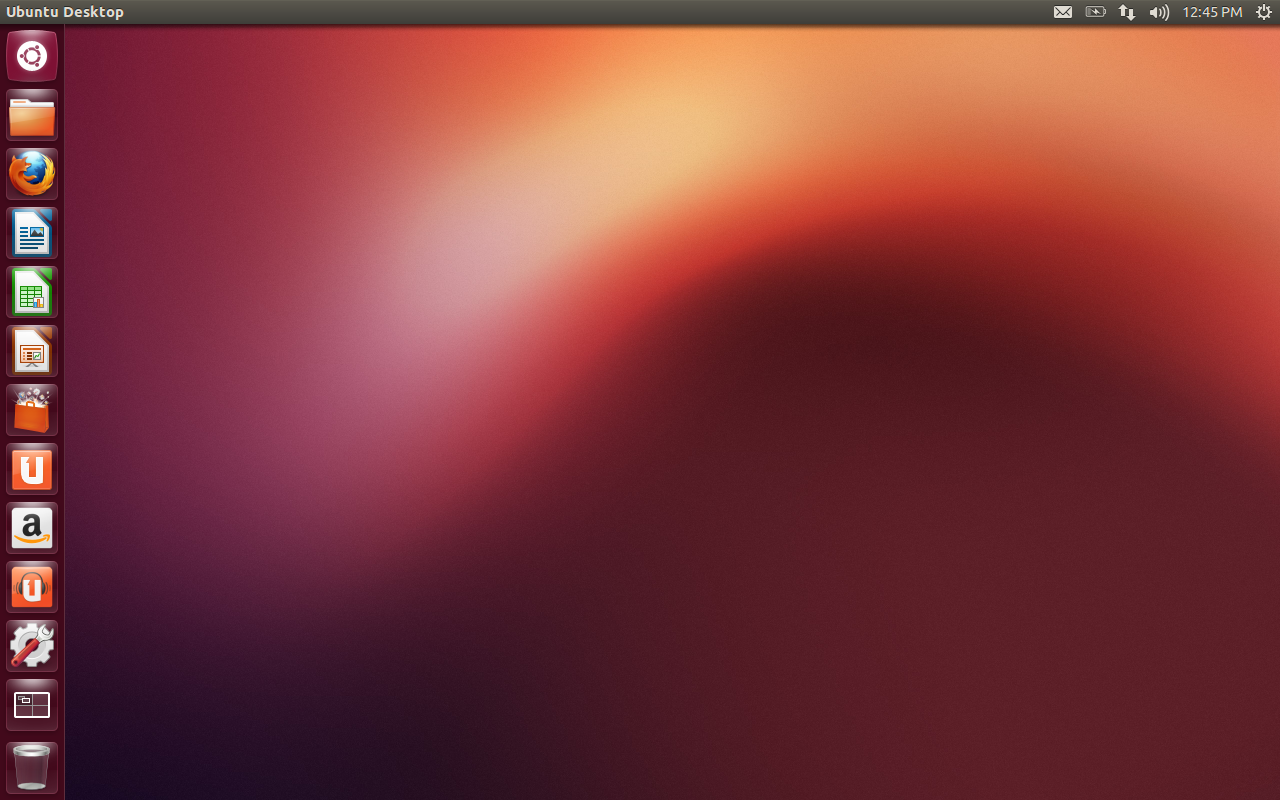
Ubuntu 12.10 (Quantal Quetzal)
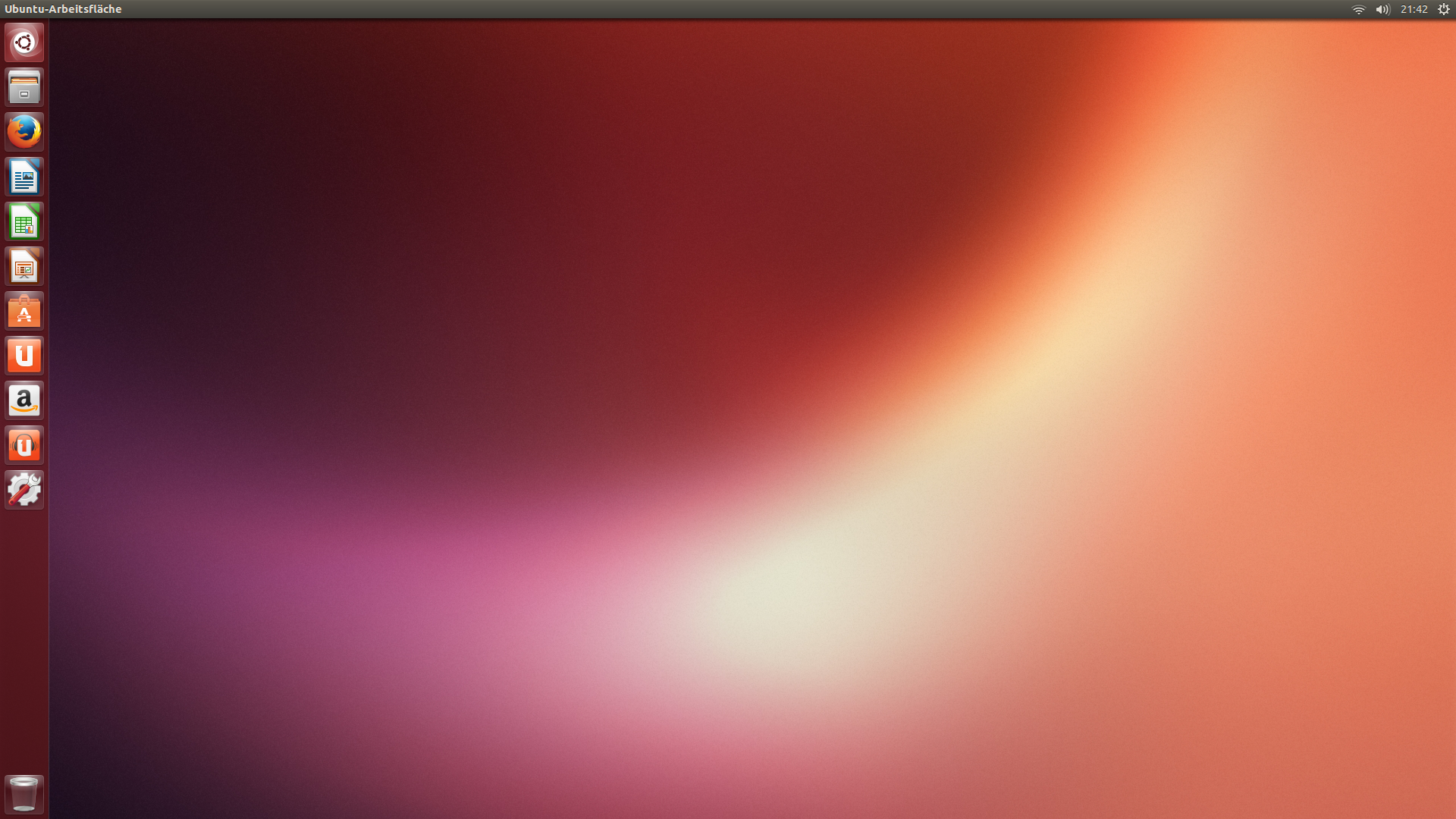
Ubuntu 13.04 (Raring Ringtail)
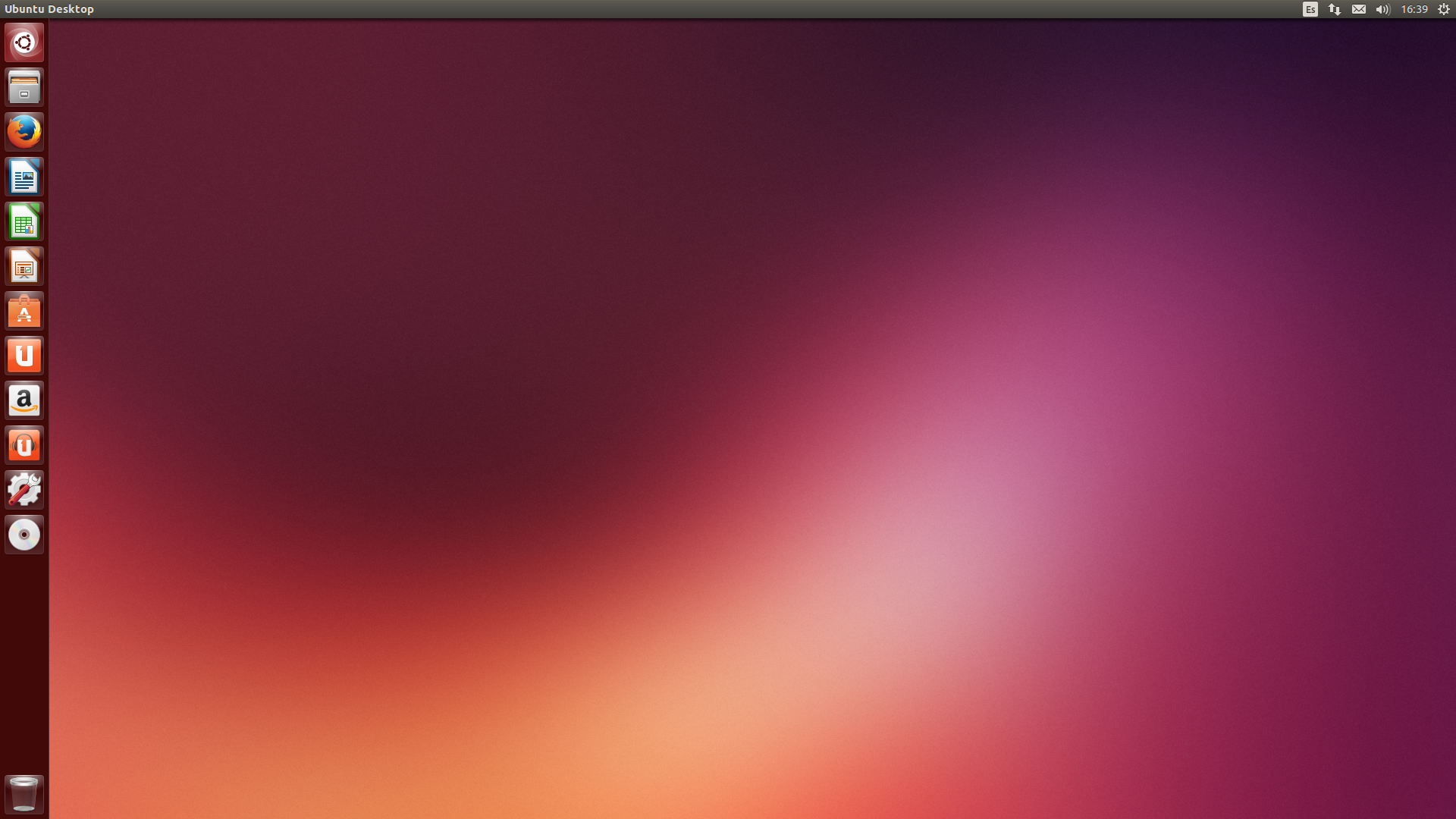
Ubuntu 13.10 (Saucy Salamander)
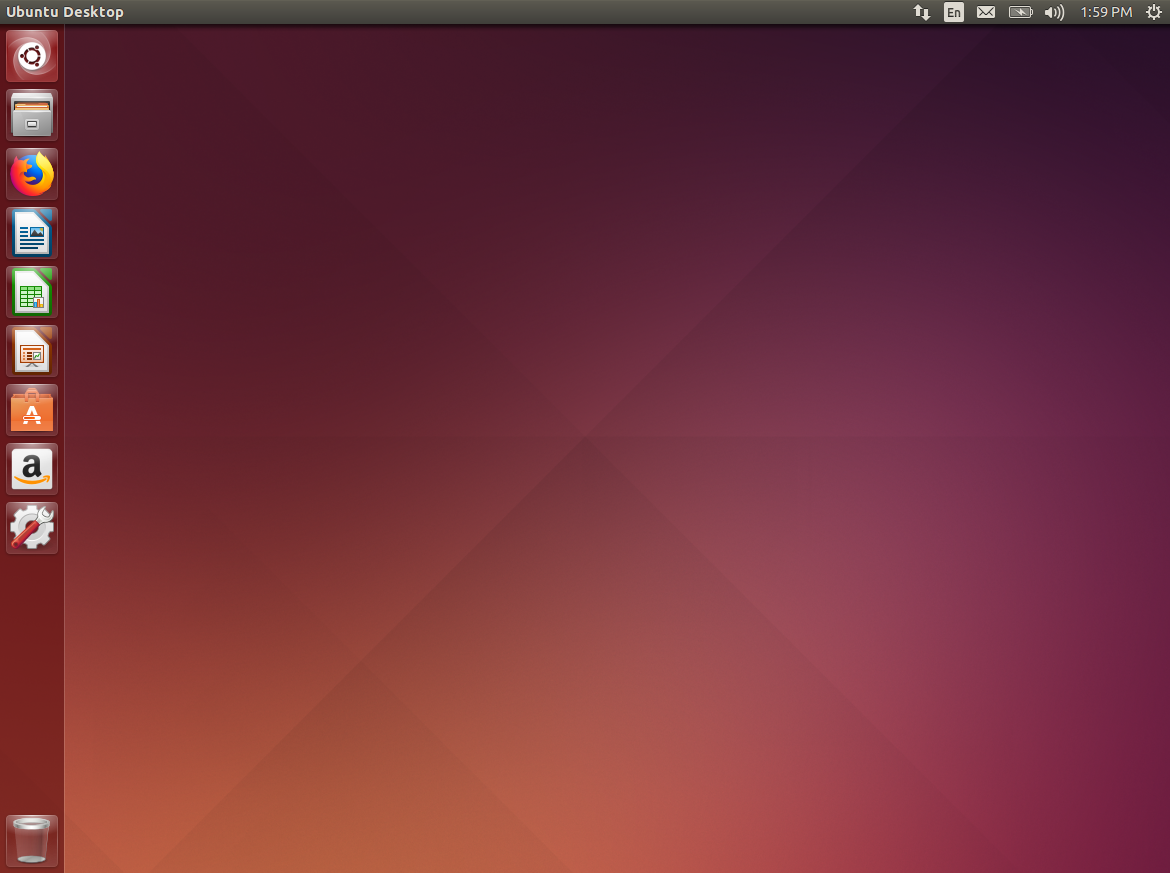
Ubuntu 14.04 LTS (Trusty Tahr)
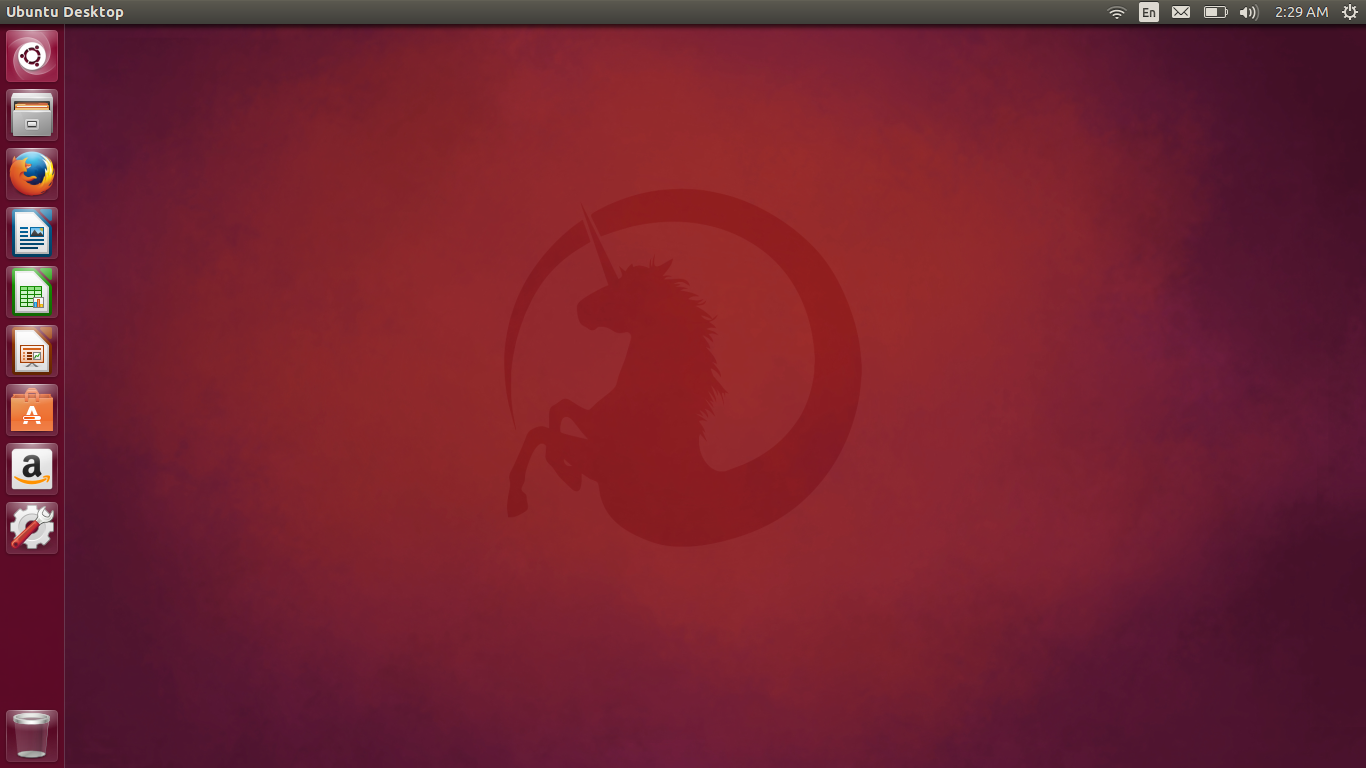
Ubuntu 14.10 (Utopic Unicorn)
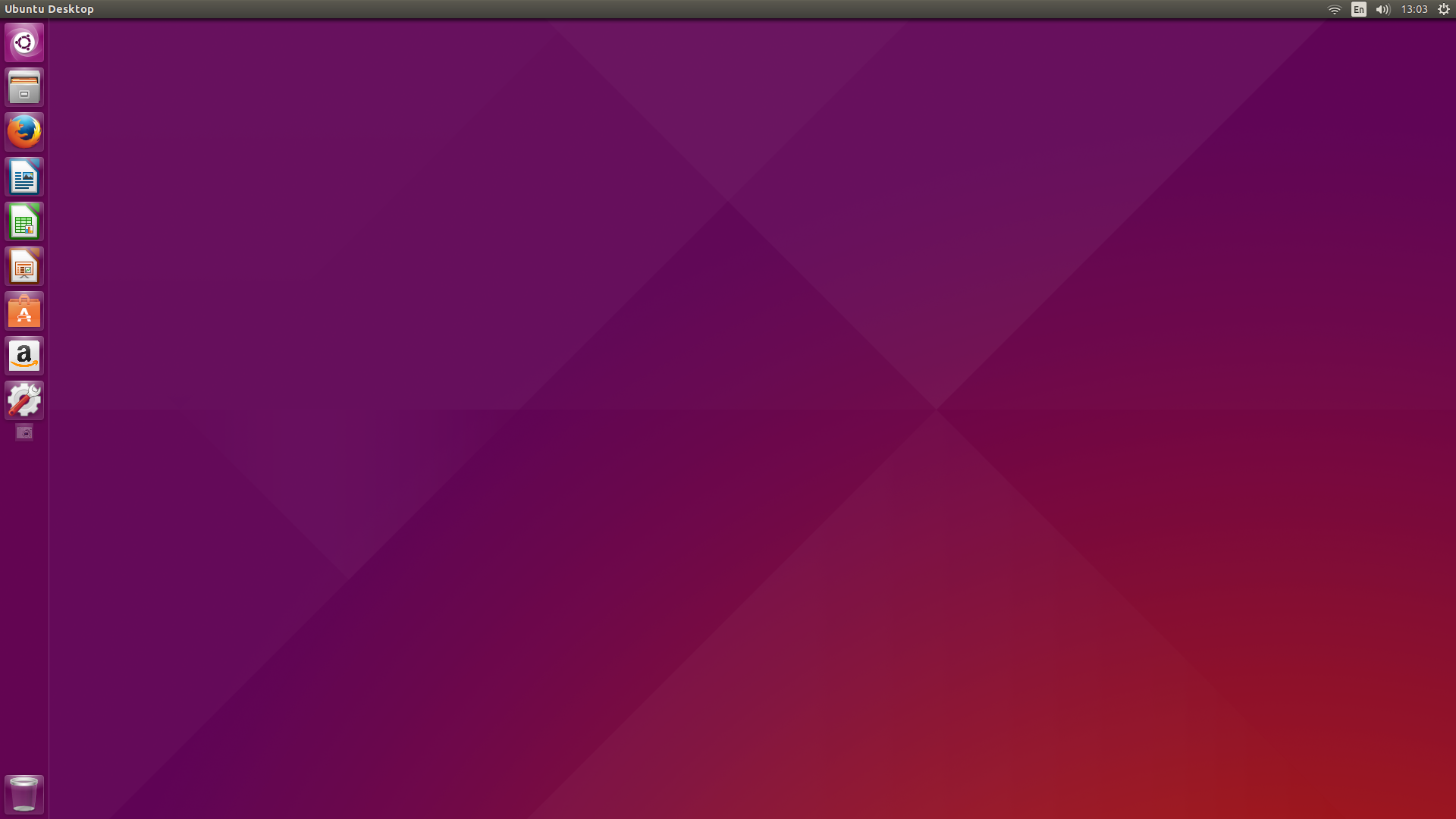
Ubuntu 15.04 (Vivid Vervet)
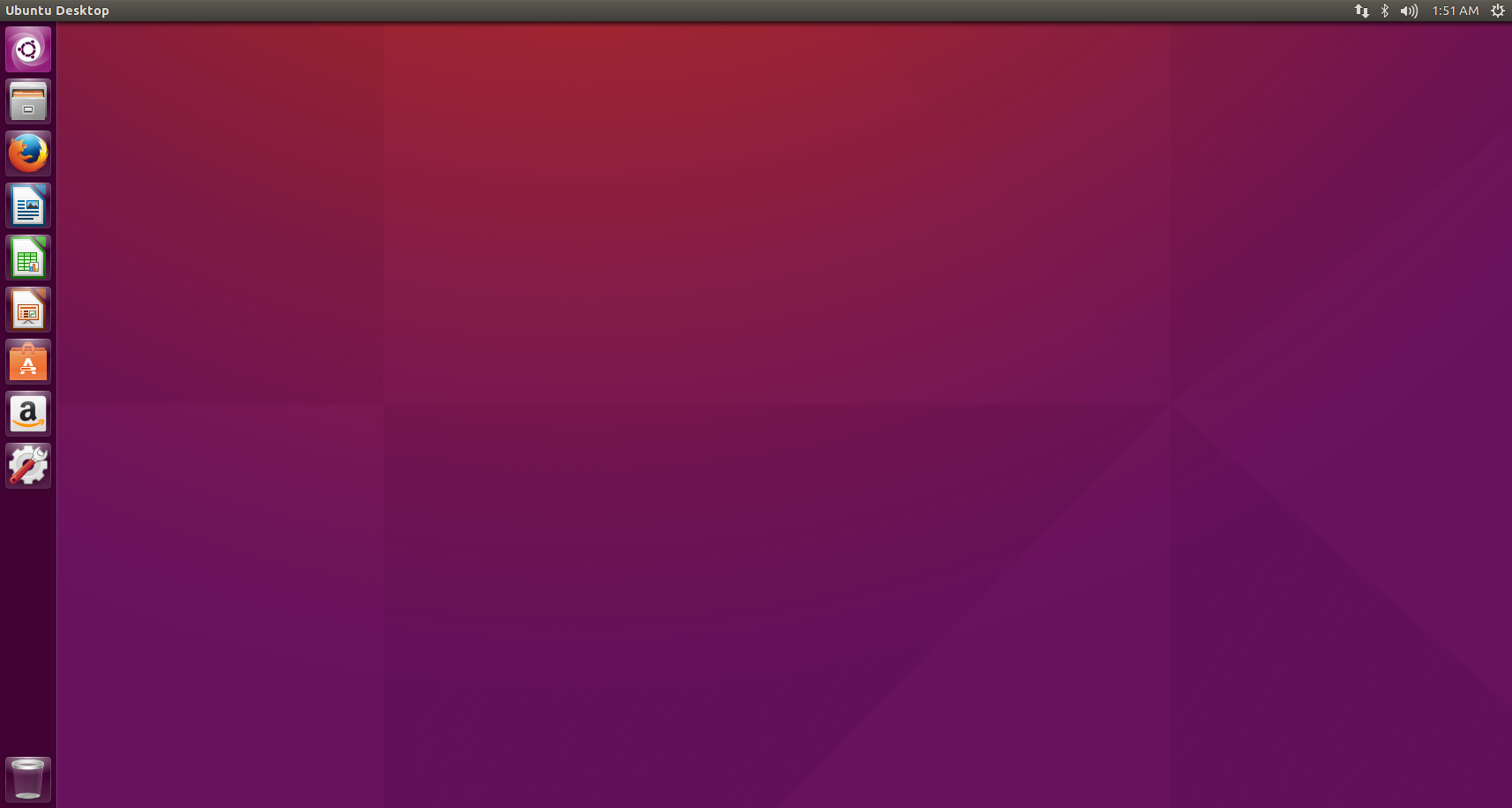
Ubuntu 15.10 (Wily Werewolf)
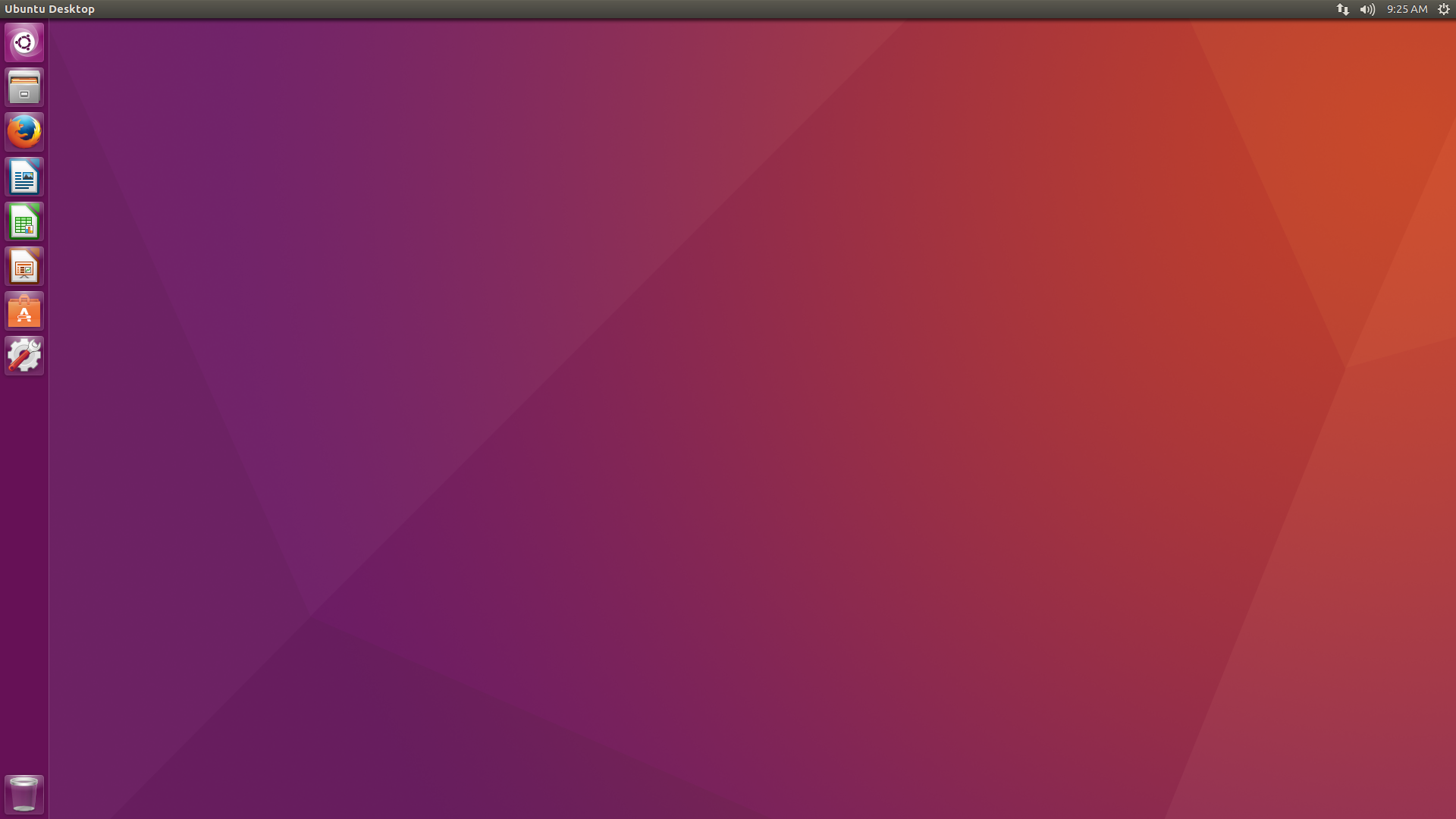
Ubuntu 16.04 LTS (Xenial Xerus)
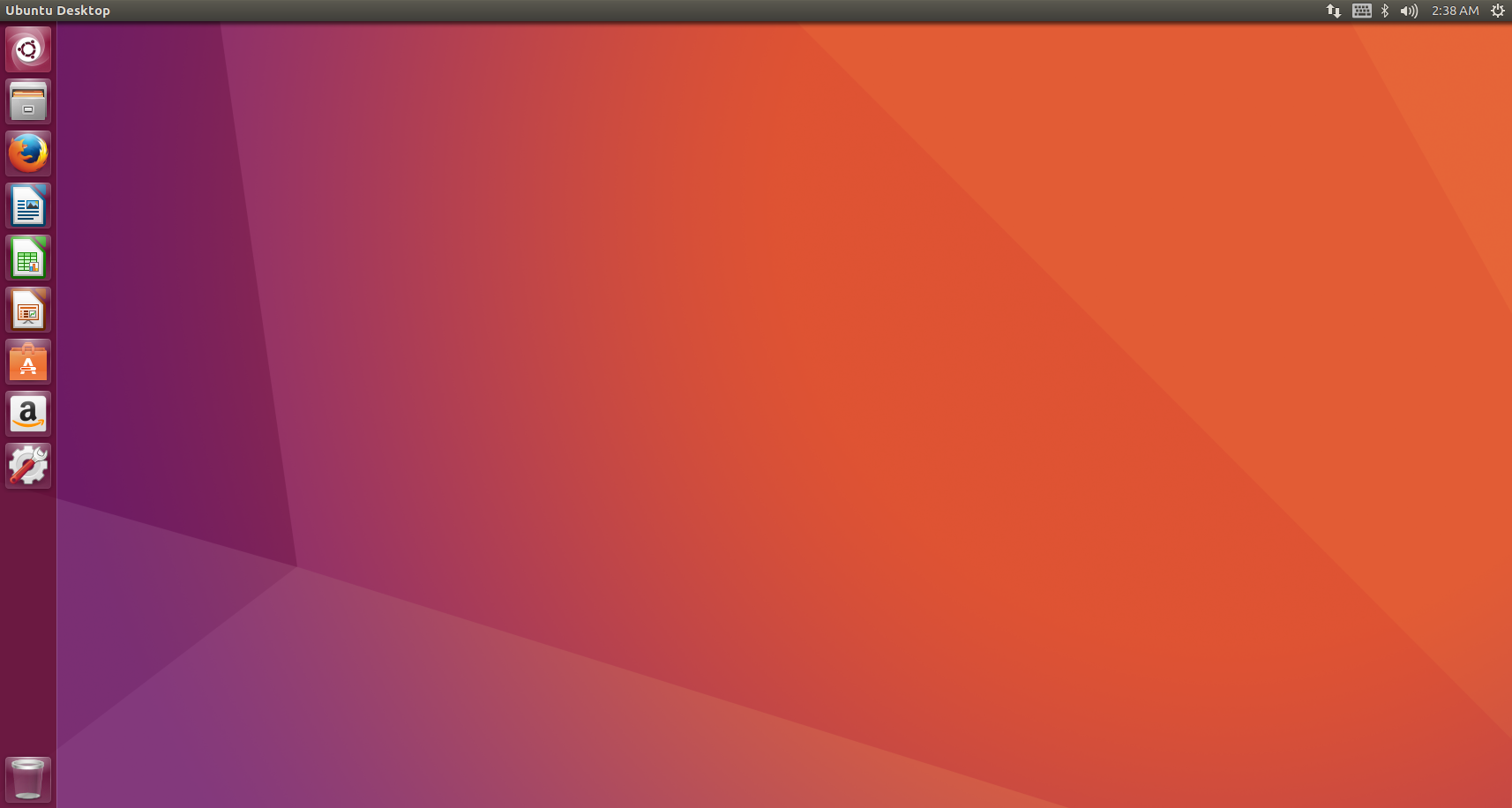
Ubuntu 16.10 (Yakkety Yak)
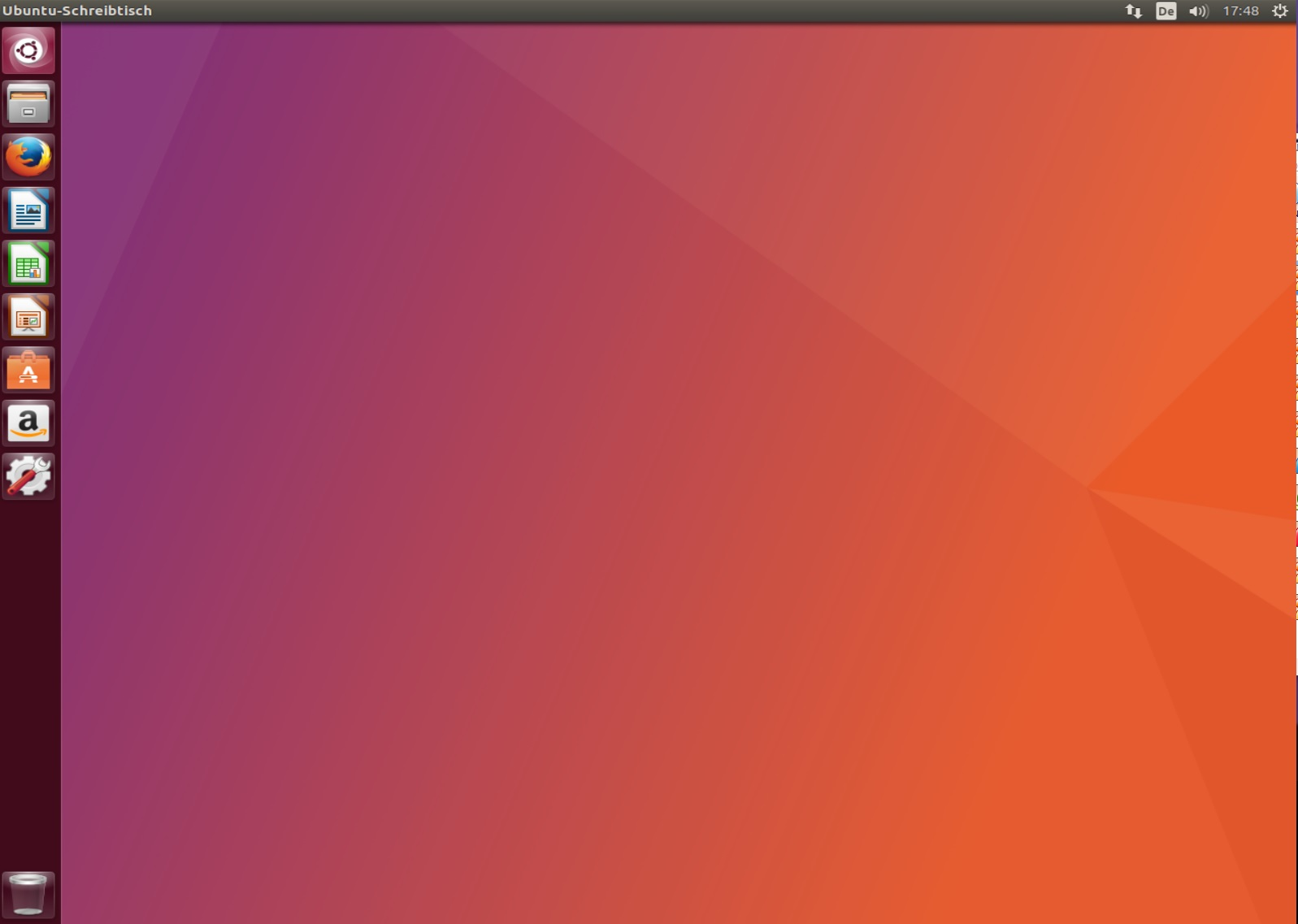
Ubuntu 17.04 (Zesty Zapus)
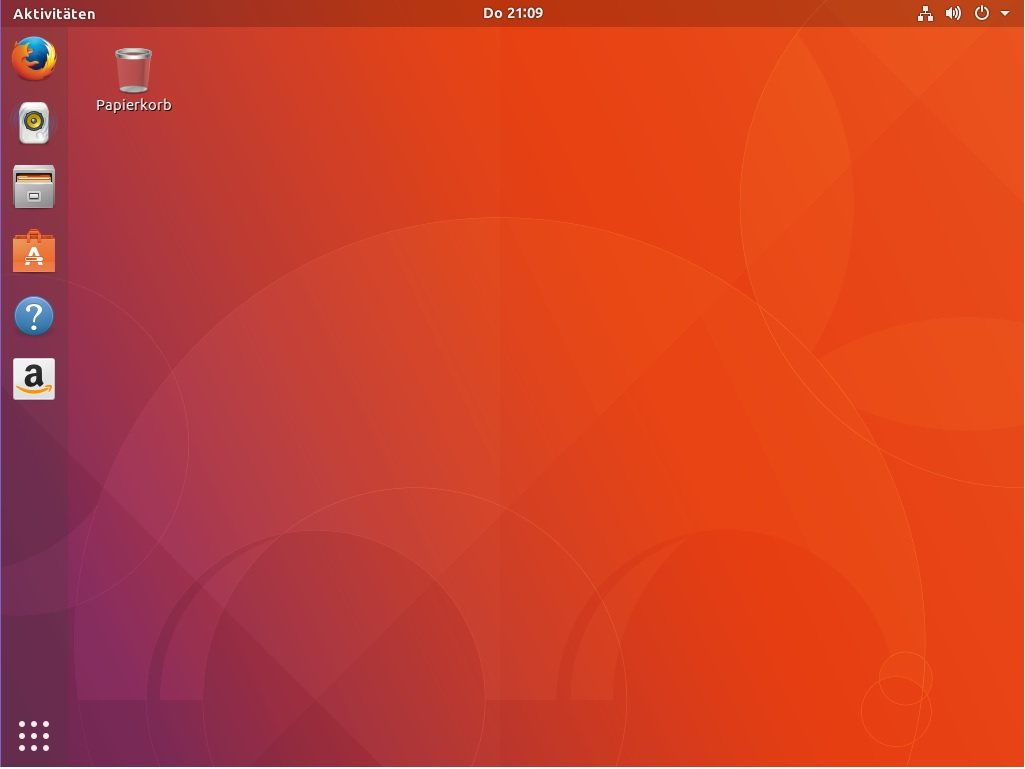
Ubuntu 17.10 (Artful Aardvark)
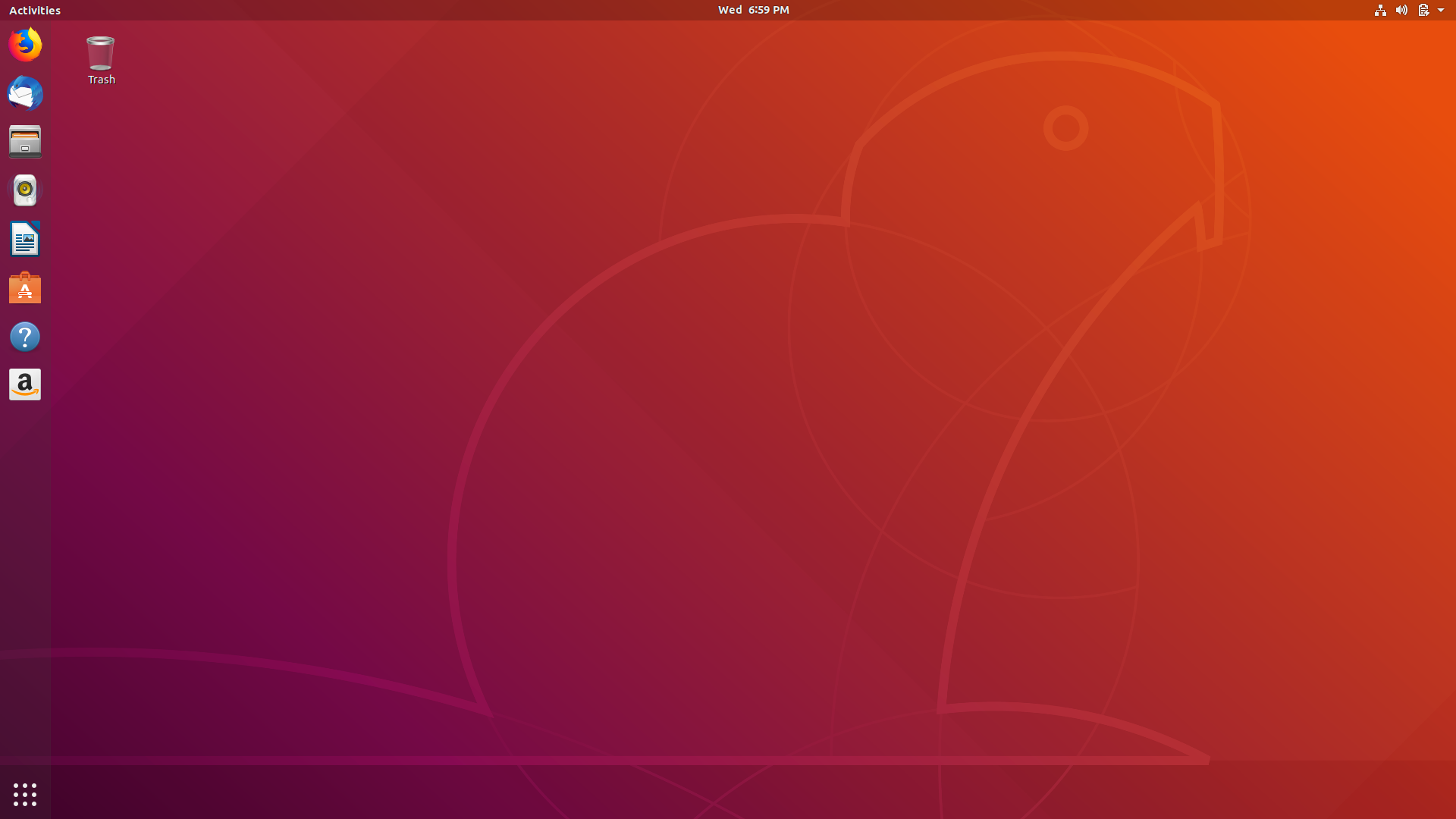
Ubuntu 18.04 LTS (Bionic Beaver)
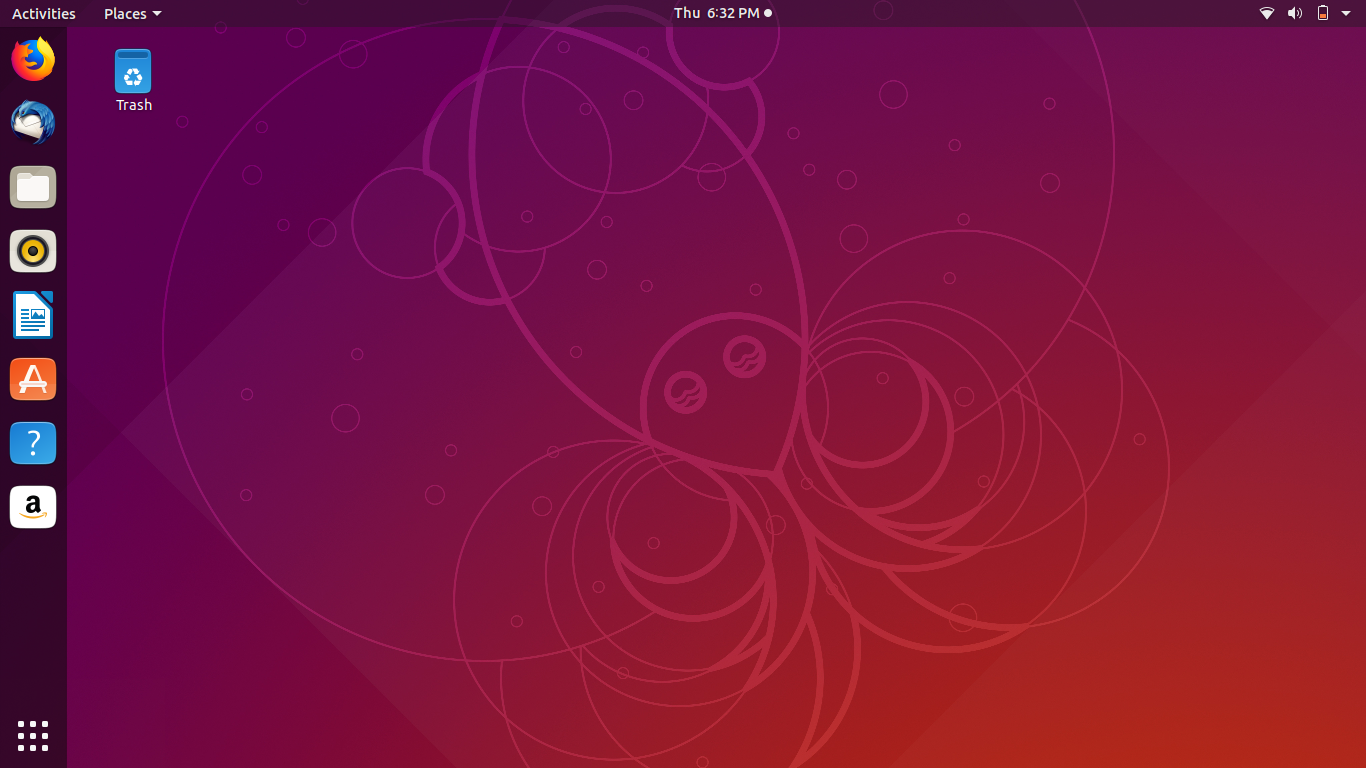
Ubuntu 18.10 (Cosmic Cuttlefish)
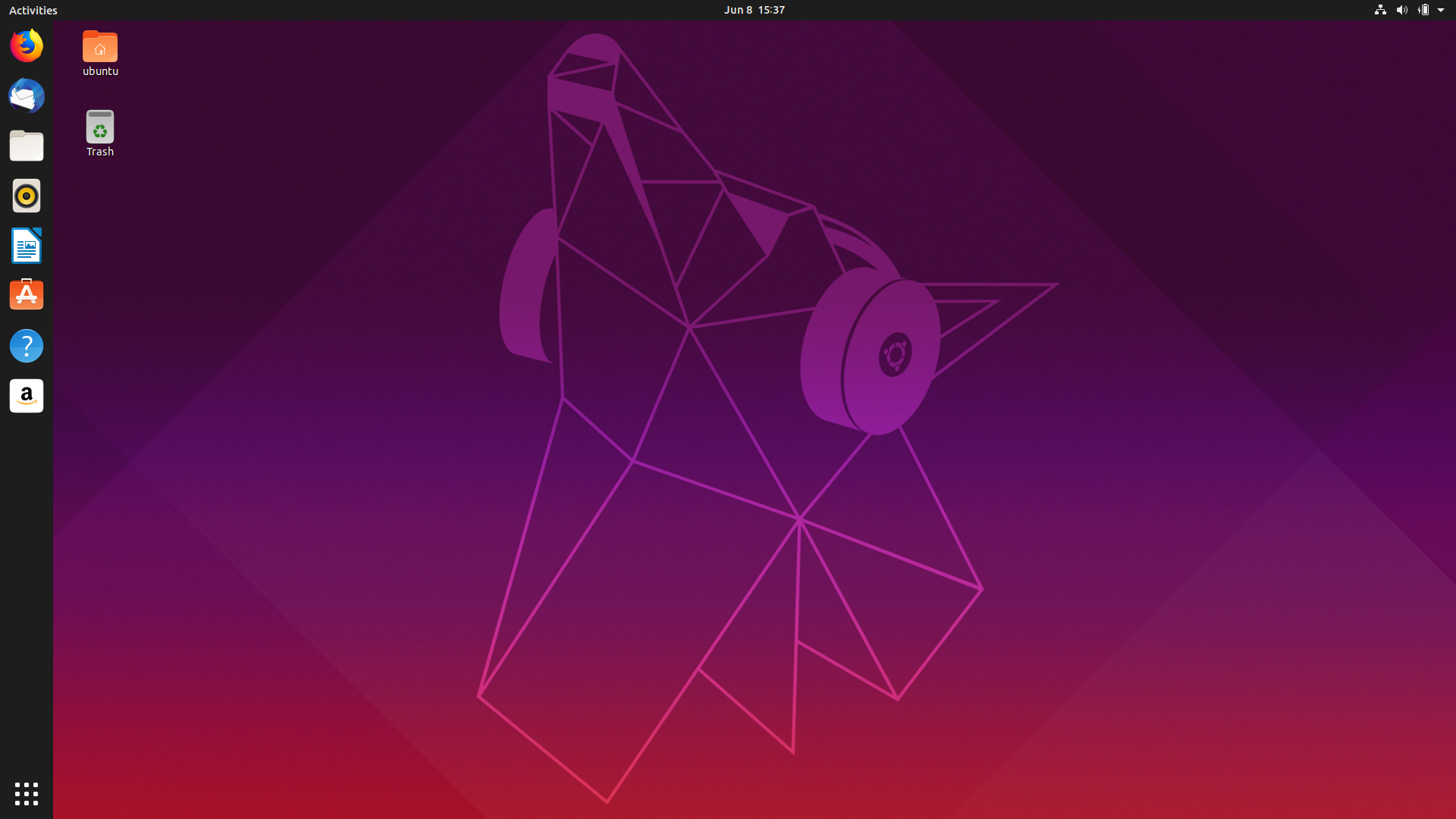
Ubuntu 19.04 (Disco Dingo)
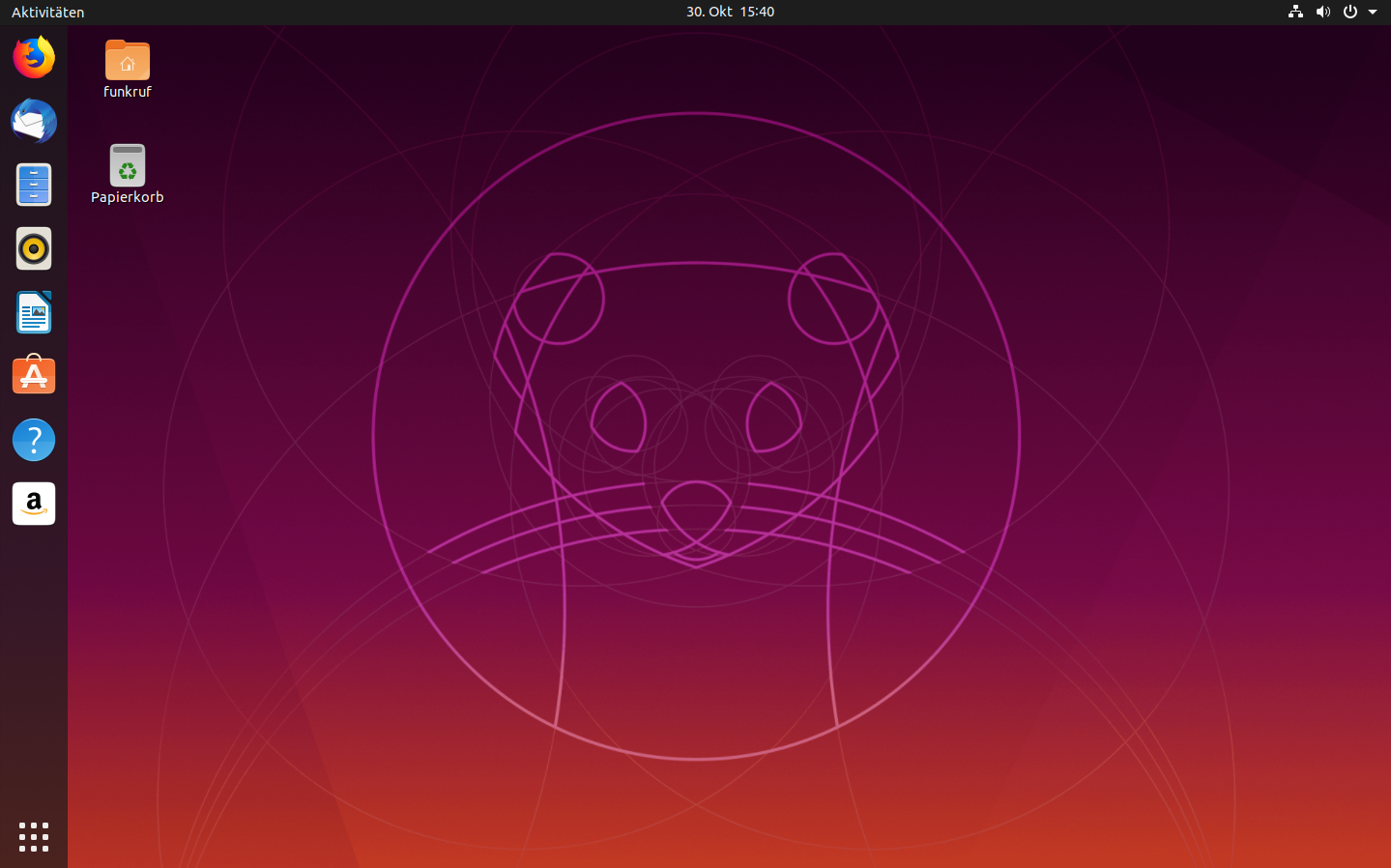
Ubuntu 19.10 (Eoan Ermine)
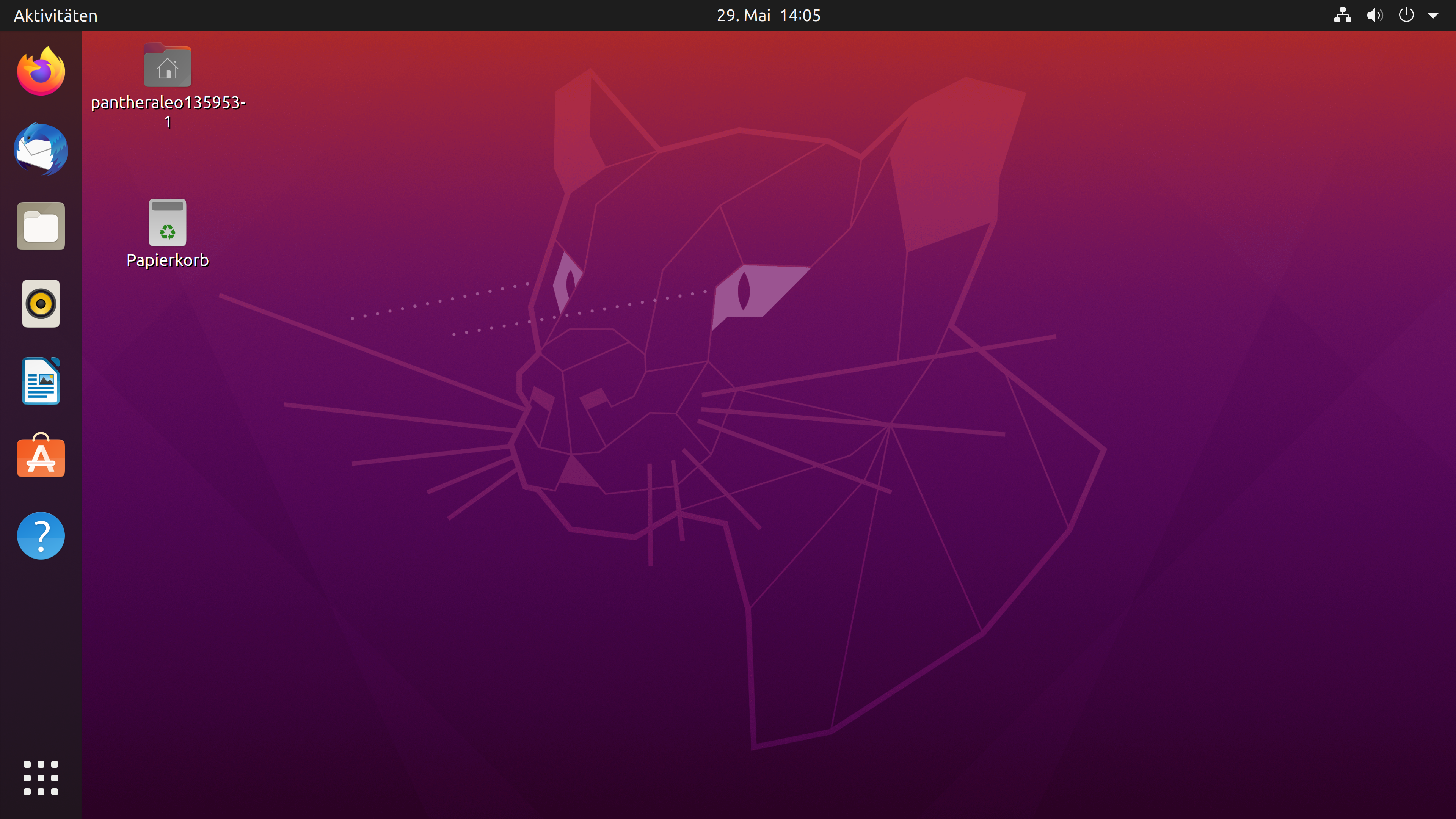
Ubuntu 20.04 LTS (Focal Fossa)
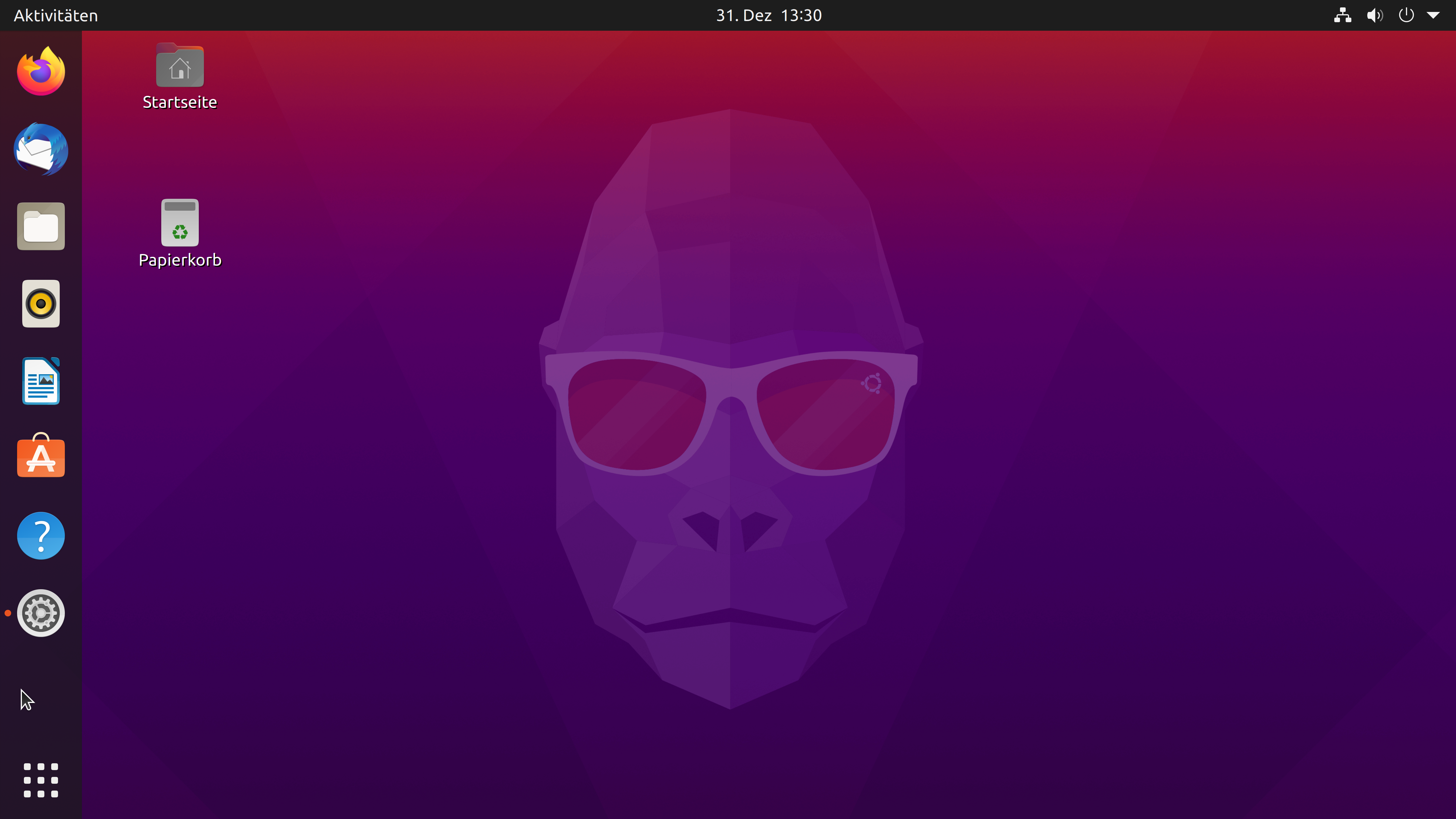
Ubuntu 20.10 (Groovy Gorilla)
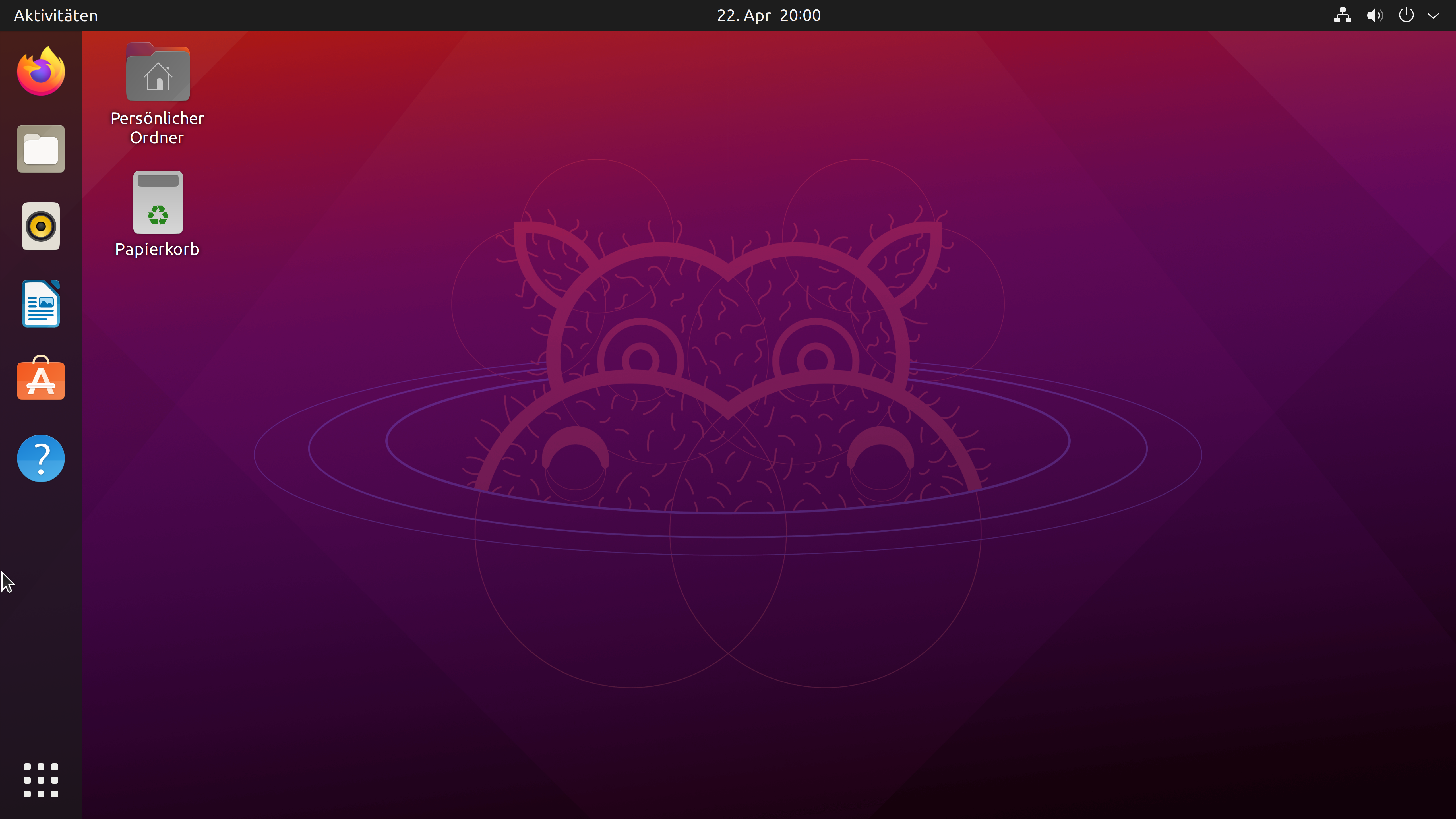
Ubuntu 21.04 (Hirsute Hippo)
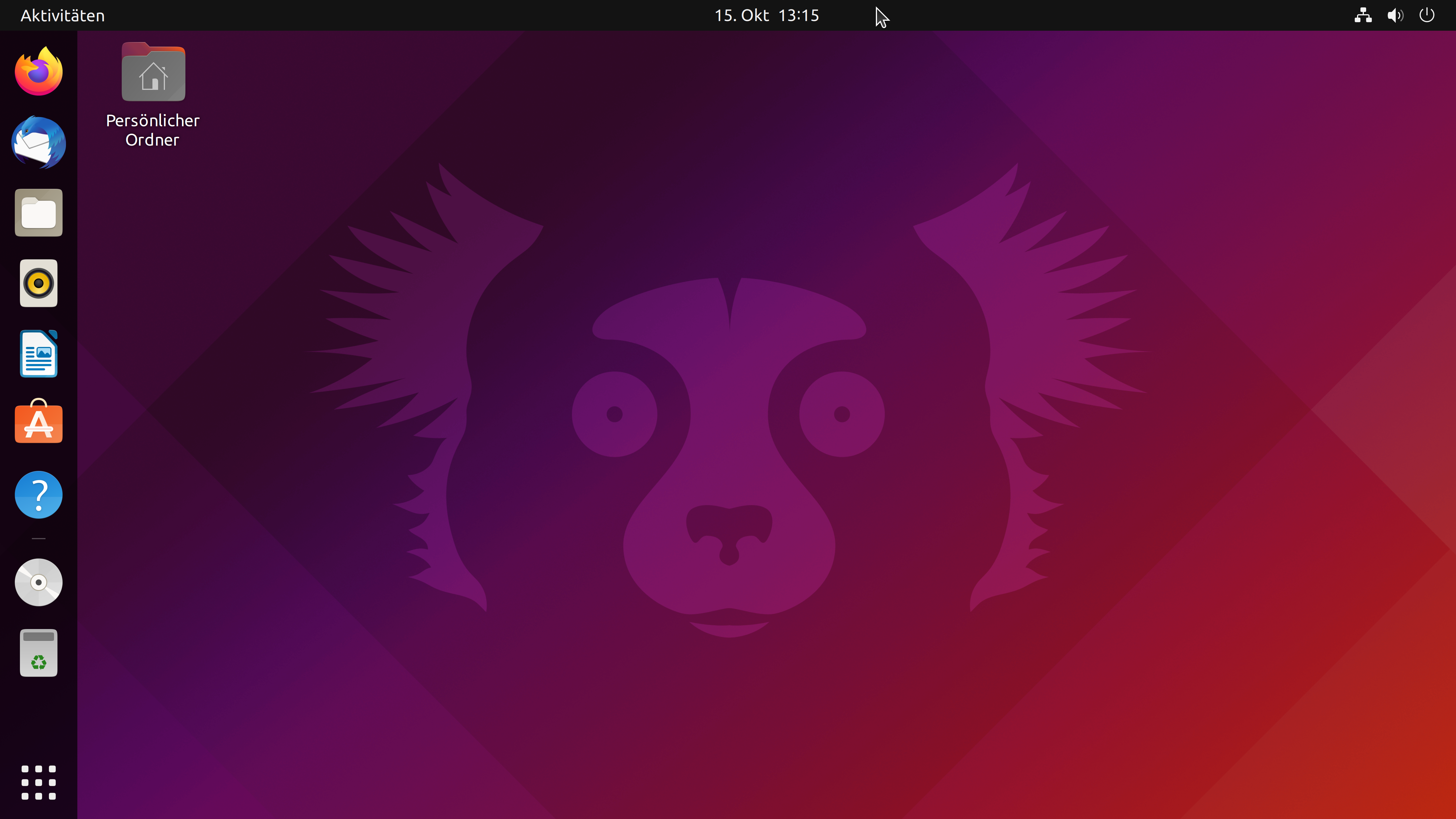
Ubuntu 21.10 (Impish Indri)
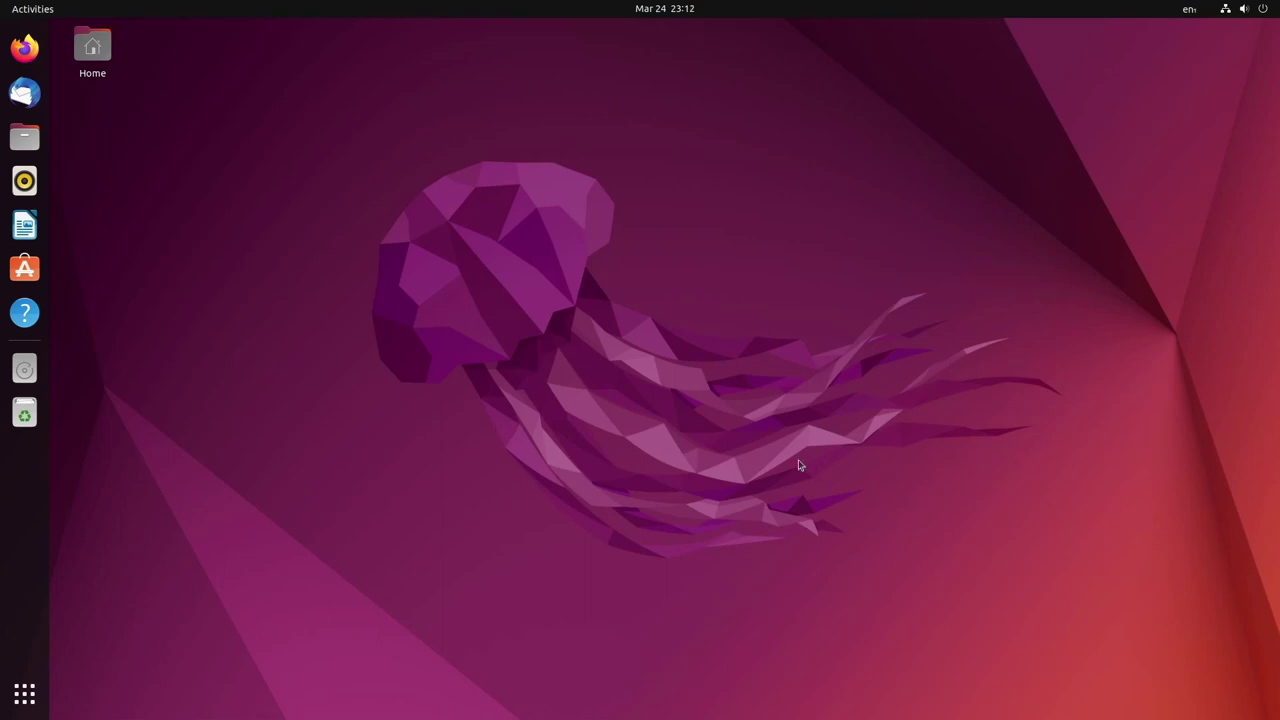
Ubuntu 22.04 (Jammy Jellyfish)
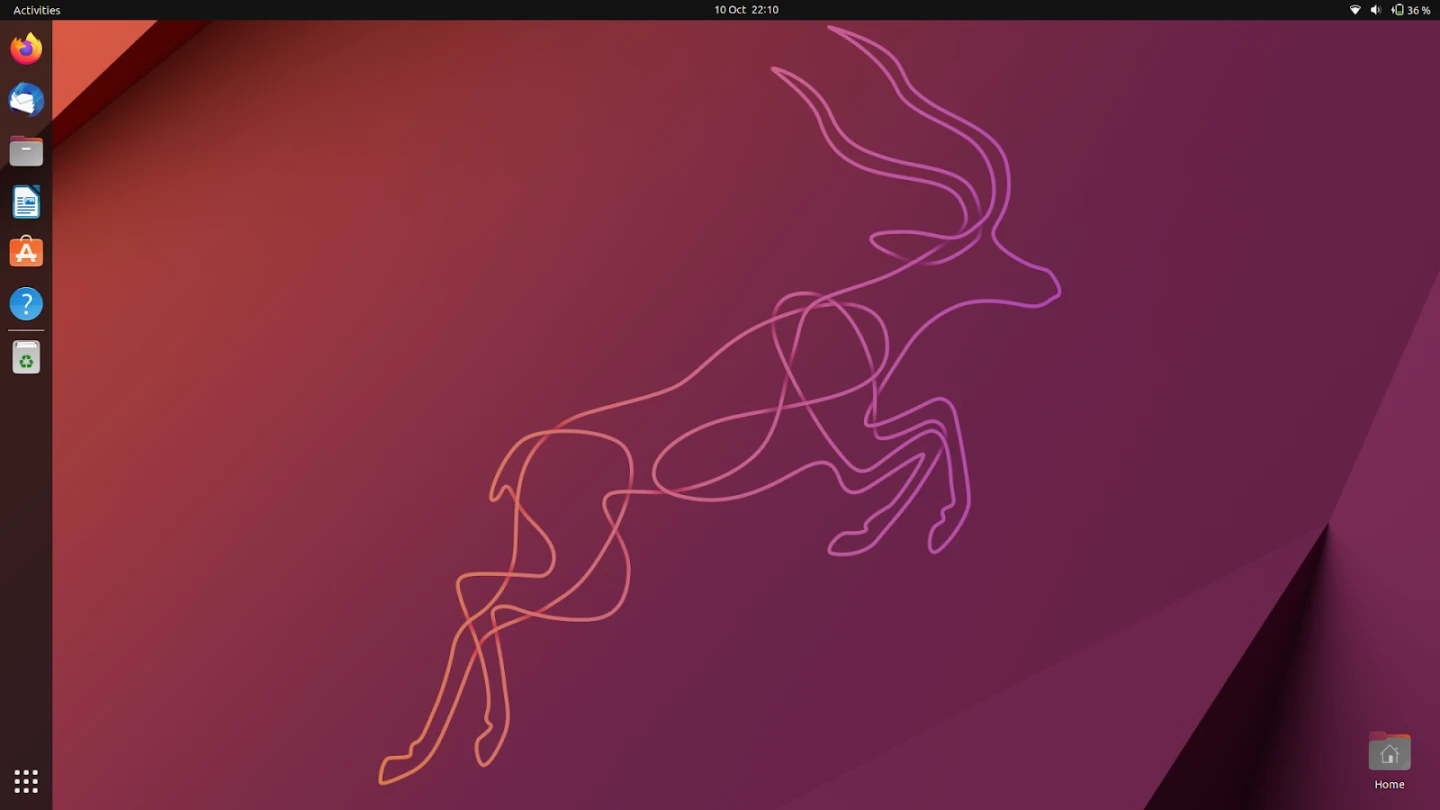
Ubuntu 22.10 (Kinetic Kudu)
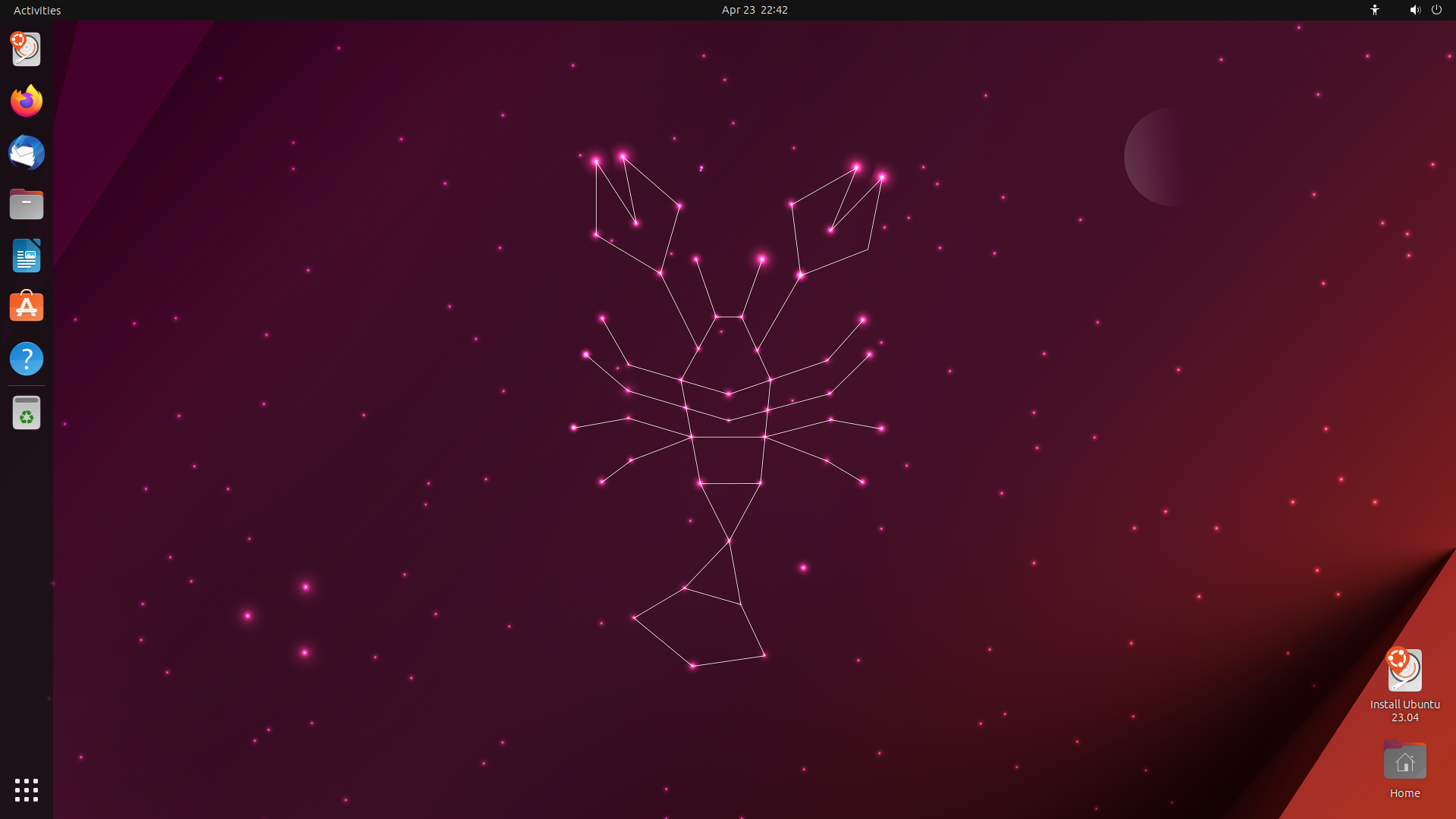
Ubuntu 23.04 (Lunar Lobster)
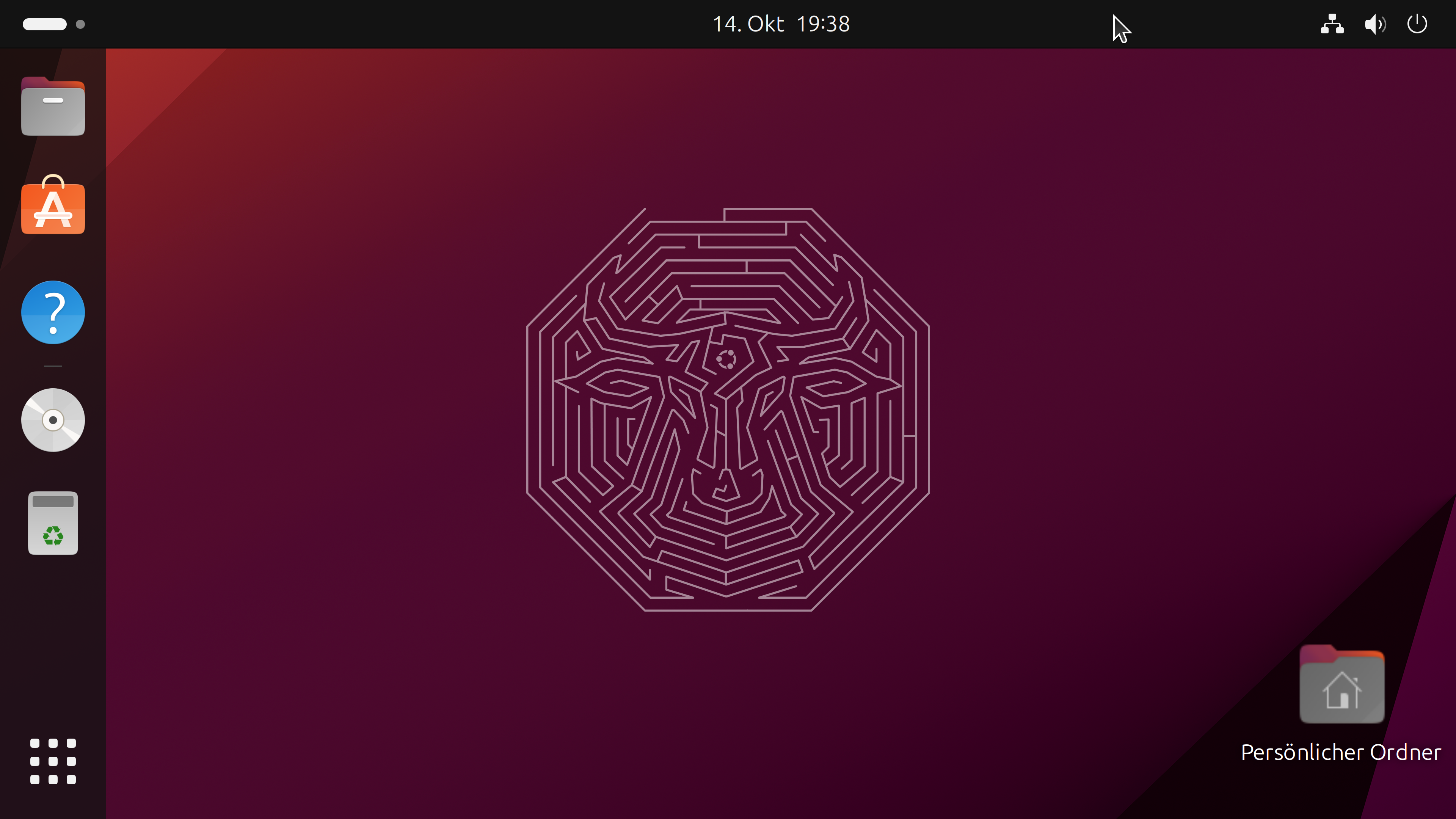
Ubuntu 23.10 (Mantic Minotaur)
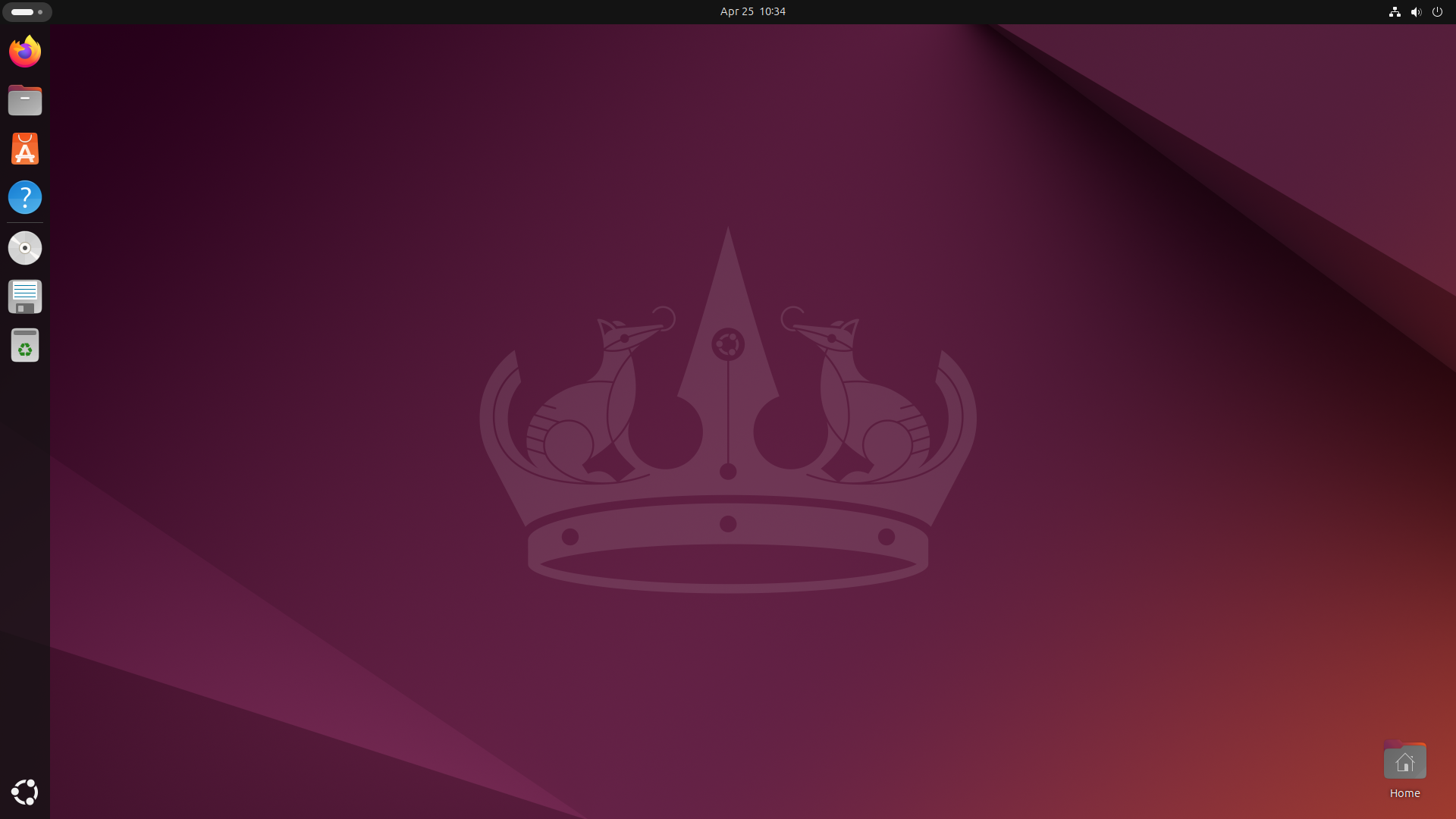
Ubuntu 24.04 (Noble Numbat)
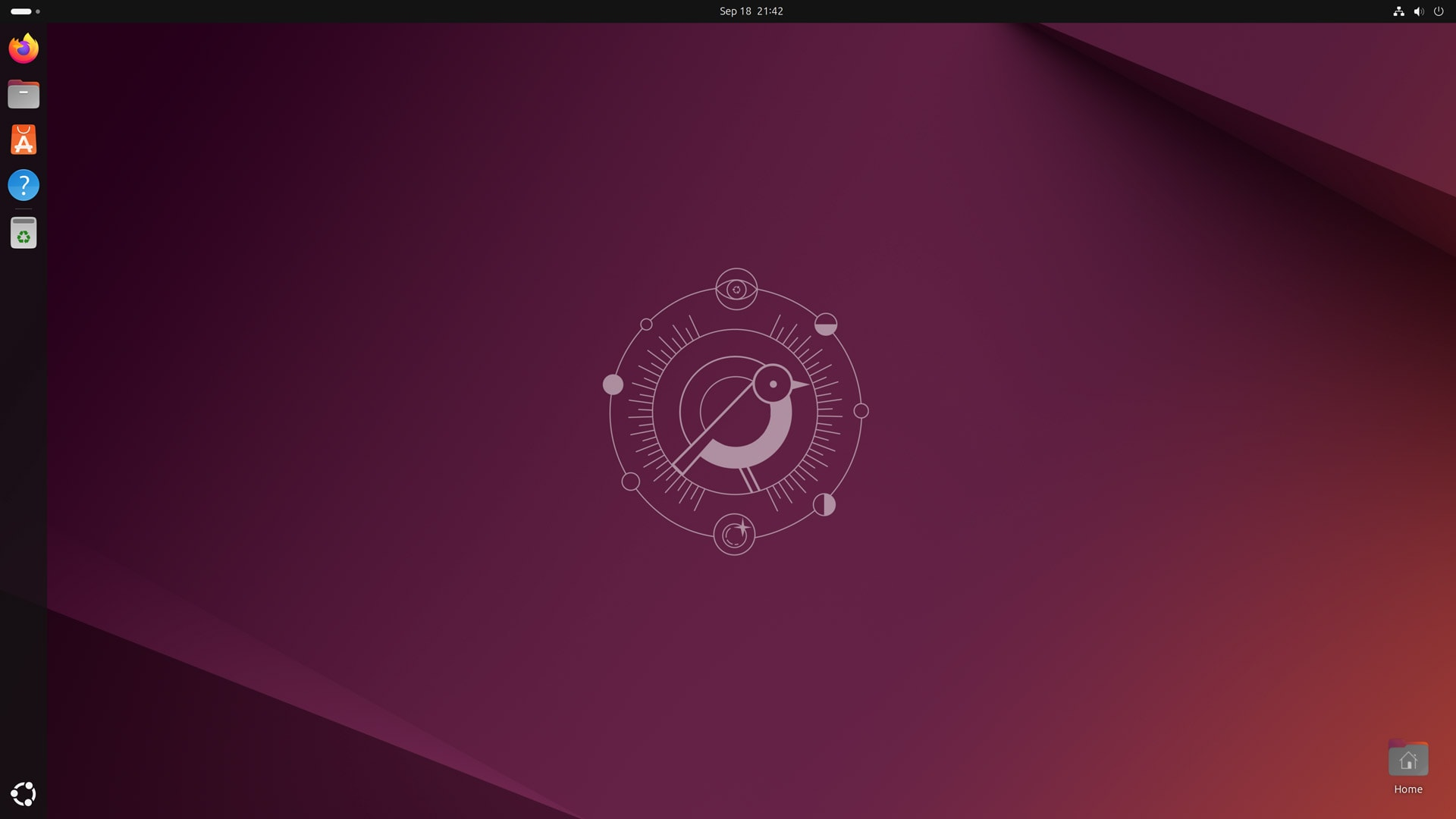
Ubuntu 24.10 (Oracular Oriole)

### Versionstabelle
| Version | Version | Codename          | Veröffentlichung | Unterstützung bis                           | Kernel             | Anmerkung |
| --- | ------- | ----------------- | ---------------- | ------------------------------------------- | ------------------ | --- |
| 4.10 | ↑       | Warty Warthog     | 20. Okt. 2004    | 30. Apr. 2006                               | 2.6.8              | Erste Version |
| 5.04 | ↑       | Hoary Hedgehog    | 8. Apr. 2005     | 31. Okt. 2006                               | 2.6.10             | Erstmals Kubuntu |
| 5.10 | ↑       | Breezy Badger     | 13. Okt. 2005    | 13. Apr. 2007                               | 2.6.12             | Erstmals Edubuntu |
| 6.06 LTS | ↑       | Dapper Drake      | 1. Juni 2006     | Desktop: 14. Juli 2009 Server: 1. Juni 2011 | 2.6.15             | LTS-Version (nur Ubuntu, Ubuntu Server, Kubuntu, Edubuntu), erstmals Xubuntu |
| 6.06.1 LTS | ↑       | Dapper Drake      | 10. Aug. 2006    | Desktop: 14. Juli 2009 Server: 1. Juni 2011 | 2.6.15             | Erste Aktualisierung des 6.06 LTS-Zweiges |
| 6.06.2 LTS | ↑       | Dapper Drake      | 21. Jan. 2008    | Desktop: 14. Juli 2009 Server: 1. Juni 2011 | 2.6.15             | Zweite Aktualisierung des 6.06 LTS-Zweiges |
| 6.10 | ↑       | Edgy Eft          | 26. Okt. 2006    | 25. Apr. 2008                               | 2.6.17             | Experimentelle Version |
| 7.04 | ↑       | Feisty Fawn       | 19. Apr. 2007    | 19. Okt. 2008                               | 2.6.20             | Erstmals Ubuntu Studio |
| 7.10 | ↑       | Gutsy Gibbon      | 18. Okt. 2007    | 18. Apr. 2009                               | 2.6.22             | Erstmals Gobuntu, letzte Version für Sun UltraSPARC |
| 8.04 LTS | ↑       | Hardy Heron       | 24. Apr. 2008    | Desktop: 12. Mai 2011 Server: 9. Mai 2013   | 2.6.24             | LTS-Version (nur Ubuntu, Ubuntu Server und Edubuntu) |
| 8.04.1 LTS | ↑       | Hardy Heron       | 3. Juli 2008     | Desktop: 12. Mai 2011 Server: 9. Mai 2013   | 2.6.24             | Erste Aktualisierung des 8.04 LTS-Zweiges |
| 8.04.2 LTS | ↑       | Hardy Heron       | 23. Jan. 2009    | Desktop: 12. Mai 2011 Server: 9. Mai 2013   | 2.6.24             | Zweite Aktualisierung des 8.04 LTS-Zweiges |
| 8.04.3 LTS | ↑       | Hardy Heron       | 16. Juli 2009    | Desktop: 12. Mai 2011 Server: 9. Mai 2013   | 2.6.24             | Dritte Aktualisierung des 8.04 LTS-Zweiges |
| 8.04.4 LTS | ↑       | Hardy Heron       | 29. Jan. 2010    | Desktop: 12. Mai 2011 Server: 9. Mai 2013   | 2.6.24             | Vierte Aktualisierung des 8.04 LTS-Zweiges |
| 8.10 | ↑       | Intrepid Ibex     | 30. Okt. 2008    | 30. Apr. 2010                               | 2.6.27             | Neuerungen der Desktop-Variante: Ubuntu lässt sich nun von Wechseldatenträgern starten, Unterstützung von UMTS-Modems, Gastkonten, Gnome 2.24, Totem und Rhythmbox BBC-Plug-in; Neuerungen der Server-Variante: Verbesserung der Server-Virtualisierung, Verbesserungen bei der Unterstützung von RAID, verbesserte und sicherere Paketverwaltung, Verschlüsselung privater Verzeichnisse, Daemongebundene Firewallregeln, Apache Tomcat 6.0, Java OpenJDK 1.6, ClamAV, SpamAssassin |
| 9.04 | ↑       | Jaunty Jackalope  | 23. Apr. 2009    | 23. Okt. 2010                               | 2.6.28             | Schnellerer Systemstart, X.Org-Server Version 1.6 und ext4-Dateisystem als Installationsoption, neues Benachrichtigungssystem |
| 9.10 | ↑       | Karmic Koala      | 29. Okt. 2009    | 30. Apr. 2011                               | 2.6.31             | Neuerungen: Startzeit soll auf manchen Systemen bis auf 10 Sekunden verkürzt werden, Gnome Shell in den Quellen verfügbar, Firefox 3.5 als Standardbrowser, ext4 als Standard-Dateisystem, Empathy löst Pidgin als Standard-Instant-Messenger ab, alle User können das home-Verzeichnis verschlüsseln, Ubuntu One kann optional installiert werden, Verbesserung des Benachrichtigungssystems. Des Weiteren wird Grub 2 nun standardmäßig als Boot-Manager verwendet. |
| 10.04 LTS | ↑       | Lucid Lynx        | 29. Apr. 2010    | Desktop: 9. Mai 2013                        | 2.6.32             | Neuerungen: Änderungen der Standardprogramme (zum Beispiel F-Spot und Eye of GNOME statt GIMP), HAL wird durch den flexiblen DeviceKit ersetzt. Außerdem wird ein neues Theme mitgeliefert, das das neue Paradigma von Ubuntu („Light“: Präzision, Zuverlässigkeit, Zusammenarbeit und Freiheit) repräsentieren soll. |
| 10.04.1 LTS | ↑       | Lucid Lynx        | 18. Aug. 2010    | Desktop: 9. Mai 2013                        | 2.6.32             | Erste Aktualisierung des 10.04 LTS-Zweiges |
| 10.04.2 LTS | ↑       | Lucid Lynx        | 18. Feb. 2011    | Desktop: 9. Mai 2013                        | 2.6.32             | Zweite Aktualisierung des 10.04 LTS-Zweiges |
| 10.04.2 LTS | ↑       | Lucid Lynx        | 18. Feb. 2011    | Server: 29. April 2015                      | 2.6.32             | Zweite Aktualisierung des 10.04 LTS-Zweiges |
| 10.04.3 LTS | ↑       | Lucid Lynx        | 22. Juli 2011    | Dritte Aktualisierung des 10.04 LTS-Zweiges | 2.6.32             | |
| 10.04.4 LTS | ↑       | Lucid Lynx        | 16. Feb. 2012    | Vierte Aktualisierung des 10.04 LTS-Zweiges | 2.6.32             | |
| 10.10 | ↑       | Maverick Meerkat  | 10. Okt. 2010    | 10. Apr. 2012                               | 2.6.35             | Neuerungen (viele, aber weniger auf dem Desktop): KDE SC 4.5, Ubuntu font (neue Systemschriftart), WLAN während Installation, leichtere Partitionierung, uTouch (Multitouch-Framework), der Fotoverwalter „Shotwell“ ersetzt F-Spot, die Musikverwaltung Rhythmbox lässt sich nun direkt aus dem Lautstärkeregler im Panel steuern, Netbook-Version mit neuer Oberfläche Unity |
| 11.04 | ↑       | Natty Narwhal     | 28. Apr. 2011    | 28. Okt. 2012                               | 2.6.38             | Optische Veränderungen an der Oberfläche (Einbindung der Unity-Benutzeroberfläche, die schon aus der Netbook-Variante der Version 10.10 bekannt ist) + Unterstützung von ARM-Prozessoren, Unity ist nun Standardoberfläche in der Desktop-Version, die Netbook Edition existiert nicht mehr, LibreOffice ersetzt OpenOffice.org, Banshee ersetzt Rhythmbox |
| 11.10 | ↑       | Oneiric Ocelot    | 13. Okt. 2011    | 9. Mai 2013                                 | 3.0                | Direkte Einbindung des Qt-Frameworks, LightDM ersetzt GDM, bei nicht vorhandener Hardware-Beschleunigung Unity-2D statt Gnome 2.32, Gnome-3-Shell in den Paketquellen, Thunderbird ersetzt Evolution, Software Center ersetzt Synaptic, Déjà Dup als Datensicherungswerkzeug; in Kubuntu wird KPackageKit durch Muon ersetzt |
| 12.04 LTS | ↑       | Precise Pangolin  | 26. Apr. 2012    | Desktop und Server: 28. April 2017          | 3.2                | Verbesserte Scroll-Leisten, Tomboy, Mono und gbrainy entfernt, Rhythmbox ersetzt Banshee, 64-Bit-Version wird offiziell empfohlen (nur Server), kürzere Bootzeit, verbesserter Multi-Monitor-Support, Gnome-Komponenten größtenteils in Version 3.4 (andere in Version 3.0/3.2). Zudem wird das Head-up-Display (HUD) eingeführt, mit dem später herkömmliche Menüs ersetzt werden sollen. HUD soll später auch durch Spracheingabe gesteuert werden können. |
| 12.04.1 LTS | ↑       | Precise Pangolin  | 23. Aug. 2012    | Desktop und Server: 28. April 2017          | 3.2                | Precise-Stack mit Aktualisierungen des 12.04 LTS-Zweiges |
| 12.04.2 LTS | ↑       | Precise Pangolin  | 14. Feb. 2013    | Desktop und Server: 28. April 2017          | 3.5                | Quantal-Stack mit Aktualisierungen des 12.04 LTS-Zweiges. |
| 12.04.3 LTS | ↑       | Precise Pangolin  | 22. Aug. 2013    | Desktop und Server: 28. April 2017          | 3.8                | Raring-Stack mit Aktualisierungen des 12.04 LTS-Zweiges. |
| 12.04.4 LTS | ↑       | Precise Pangolin  | 6. Feb. 2014     | Desktop und Server: 28. April 2017          | 3.11               | Saucy-Stack mit Aktualisierungen des 12.04 LTS-Zweiges. |
| 12.04.5 LTS | ↑       | Precise Pangolin  | 8. Aug. 2014     | Desktop und Server: 28. April 2017          | 3.13               | Trusty-Stack mit Aktualisierungen des 12.04 LTS-Zweiges. |
| 12.10 | ↑       | Quantal Quetzal   | 18. Okt. 2012    | 16. Mai 2014                                | 3.5                | Unity 2D wurde entfernt, Remote-Desktop-Login-Funktion im Anmeldebildschirm, Unity-Dash zeigt Suchergebnisse von Amazon und Ubuntu One Cloud Service |
| 13.04 | ↑       | Raring Ringtail   | 25. Apr. 2013    | 27. Jan. 2014                               | 3.8                | Optimierung für den Einsatz auf mobilen Plattformen (bspw. Fernseher, Mobiltelefon, Tablet-PC) u. a. durch Reduzierung der Anzahl der Prozesse, des Speicherverbrauchs und der Leistungsaufnahme; Komprimierung von Softwarepaketen mit XZ; Optimierung des Compositing Managers Compiz |
| 13.10 | ↑       | Saucy Salamander  | 17. Okt. 2013    | 17. Juli 2014                               | 3.11               | Weitere Optimierungen des Codes für den Einsatz auf mobiler Hardware (Mobiltelefon, Tablet-PC) z. B. mittels Ubuntu Touch |
| 14.04 LTS | ↑       | Trusty Tahr       | 17. Apr. 2014    | 17. Apr. 2024                               | 3.13               | Neue Konfigurations-Oberfläche als Abspaltung bzw. Fork der GNOME3-Systemeinstellungen. Ubuntu One wird zum 1. Juni 2014 eingestellt, weshalb die Integration des Client-Dienstes in diesem Release entfällt. Locally Integrated Menus (LIM) wird nun offiziell anstelle des globalen Menüs verwendet. |
| 14.04.1 LTS | ↑       | Trusty Tahr       | 25. Juli 2014    | 17. Apr. 2024                               | 3.13               | Trusty-Stack mit Aktualisierungen des 14.04 LTS-Zweiges. |
| 14.04.2 LTS | ↑       | Trusty Tahr       | 19. Feb. 2015    | Aug. 2016                                   | 3.16               | Utopic-Stack mit Aktualisierungen des 14.04 LTS-Zweiges. |
| 14.04.3 LTS | ↑       | Trusty Tahr       | 6. Aug. 2015     | Aug. 2016                                   | 3.19               | Vivid-Stack mit Aktualisierungen des 14.04 LTS-Zweiges. |
| 14.04.4 LTS | ↑       | Trusty Tahr       | 18. Feb. 2016    | Aug. 2016                                   | 4.2                | Wily-Stack mit Aktualisierungen des 14.04 LTS-Zweiges. |
| 14.04.5 LTS | ↑       | Trusty Tahr       | 4. Juni 2016     | Apr. 2019                                   | 4.4                | Xenial-Stack mit Aktualisierungen des 14.04 LTS-Zweiges. |
| 14.10 | ↑       | Utopic Unicorn    | 23. Okt. 2014    | 23. Juli 2015                               | 3.16               | Weiterhin upstart als init-System, systemd allerdings nachinstallierbar. Ubuntu MATE als Flavour möglich. |
| 15.04 | ↑       | Vivid Vervet      | 23. Apr. 2015    | 4. Feb. 2016                                | 3.19               | Erstmals systemd als standardmäßiges init-System. Leicht verbesserte Oberfläche. |
| 15.10 | ↑       | Wily Werewolf     | 22. Okt. 2015    | 28. Juli 2016                               | 4.2                | Überarbeitung der Dash-Suchfunktion; Gnome-Pendants ersetzen Unity-Bildlaufleisten; letztmalige Verwendung von Unity 7 in der Version 7.3.2; Anhebung des Gnome-Stack auf Gnome 3.16; persistente Netzwerkschnittstellennamen; weiterhin enthalten sind GCC 5.2.1, Xorg 7.7, Systemd 225, LibreOffice 5.0.2 |
| 16.04 LTS | ↑       | Xenial Xerus      | 21. Apr. 2016    | Apr. 2026                                   | 4.4 (GA)           | ZFS wird als Binärpaket angeboten (siehe Rechtliches), Einführung von snap als Alternative zu herkömmlichen Debian-Paketen, Ubuntu Software Center wird durch GNOME-Alternative ersetzt, kein proprietärer AMD-Treiber, Aktualisierung u. a. auf PHP 7 und GNOME 3.18 (mit wenigen Ausnahmen) |
| 16.04.1 LTS | ↑       | Xenial Xerus      | 21. Juli 2016    | Apr. 2026                                   | 4.4 (GA)           | Xenial-Stack mit ersten Aktualisierungen des 16.04 LTS-Zweiges. |
| 16.04.2 LTS | ↑       | Xenial Xerus      | 16. Feb. 2017    | Aug. 2017                                   | 4.8                | Yakkety-Stack mit Kernel 4.8 (von Ubuntu 16.10) und Aktualisierungen des „Low Graphics“-Modus des 16.04 LTS-Zweiges. |
| 16.04.3 LTS | ↑       | Xenial Xerus      | 3. Aug. 2017     | März 2018                                   | 4.10               | Zesty-Stack mit Kernel 4.10 (von Ubuntu 17.04) |
| 16.04.4 LTS | ↑       | Xenial Xerus      | 1. März 2018     | Aug. 2018                                   | 4.13               | Artful-Stack mit Kernel 4.13 (von Ubuntu 17.10), Mesa-Stack 17.2 und Unity 7.4.5 |
| 16.04.5 LTS | ↑       | Xenial Xerus      | 2. Aug. 2018     | Apr. 2021                                   | 4.15               | Bionic-Stack mit Kernel 4.15 (von Ubuntu 18.04) |
| 16.04.6 LTS | ↑       | Xenial Xerus      | 28. Feb. 2019    | Apr. 2021                                   | 4.15               | Aktualisierung einer kritischen Sicherheitslücke in APT, weitere Sicherheitsupdates |
| 16.04.7 LTS | ↑       | Xenial Xerus      | 13. Aug. 2020    | Apr. 2021                                   | 4.15               | Diverse Sicherheitsupdates |
| 16.10 | ↑       | Yakkety Yak       | 13. Okt. 2016    | 20. Juli 2017                               | 4.8                | Überarbeiteter „Low Graphics“-Modus, Kernel 4.8, Technische Vorschau auf den Display-Server Mir und Unity 8, LibreOffice 5.2, GTK 3.20, Gnome 3.20- und einige Gnome 3.22-Anwendungen |
| 17.04 | ↑       | Zesty Zapus       | 13. Apr. 2017    | 13. Jan. 2018                               | 4.10               | Letzte Version mit Unity als Desktop, Kernel 4.10, LibreOffice 5.3, viele Gnome 3.24-, einige Gnome 3.22- und Gnome 3.20-Anwendungen, gconf durch gsettings ersetzt, Unterstützung für 32-Bit PowerPC eingestellt |
| 17.10 | ↑       | Artful Aardvark   | 19. Okt. 2017    | 19. Juli 2018                               | 4.13               | Gnome wieder standardmäßiger Desktop, Wayland als Standardanzeigeserver, Gnome-Anwendungen in Version 3.26, Unterstützung für 32-Bit-Desktop-Rechner nur mehr per Upgrade oder über das textbasierte netinst-Installationsmedium. |
| 18.04 LTS | ↑       | Bionic Beaver     | 27. Apr. 2018    | Apr. 2023                                   | 4.15 (GA)          | Wechsel von Wayland zurück zu X-Server (Stabilität für LTS). Gnome-Anwendungen in Version 3.28 (Nautilus bleibt wegen Desktopicon-Unterstützung bei 3.26), LibreOffice 6.0. |
| 18.04.1 LTS | ↑       | Bionic Beaver     | 26. Juli 2018    | Apr. 2023                                   | 4.15 (GA)          | Bionic-Stack mit ersten Aktualisierungen des 18.04 LTS-Zweiges. |
| 18.04.2 LTS | ↑       | Bionic Beaver     | 15. Feb. 2019    | Aug. 2019                                   | 4.18               | Cosmic-Stack mit weiteren Aktualisierungen des 18.04 LTS-Zweiges (von Ubuntu 18.10). |
| 18.04.3 LTS | ↑       | Bionic Beaver     | 1. Aug. 2019     | Feb. 2020                                   | 5.0                | Dingo-Stack und Kernel 5.0 (von Ubuntu 19.04) |
| 18.04.4 LTS | ↑       | Bionic Beaver     | 6. Feb. 2020     | Aug. 2020                                   | 5.3                | Eoan-Stack und Kernel 5.3 (von Ubuntu 19.10) |
| 18.04.5 LTS | ↑       | Bionic Beaver     | 13. Aug. 2020    | Apr. 2023                                   | 5.4                | Kernel 5.4 (von Ubuntu 20.04) |
| 18.04.6 LTS | ↑       | Bionic Beaver     | 17. Sep. 2021    | Apr. 2023                                   | 5.4                | Sicherheitsupdates |
| 18.10 |         | Cosmic Cuttlefish | 18. Okt. 2018    | 18. Juli 2019                               | 4.18               | Neues Standardtheme („Yaru“), Fingerabdruckscannerunterstützung. Kernel verbessert die Zusammenarbeit mit GPUs von AMD und Nvidia sowie USB-Typ-C- und Thunderbolt-Anschlüssen, Unterstützung von FUSE, womit es Nutzern ohne Administrator-Rechte erlaubt, Dateisysteme einzubinden. Gnome-Anwendungen in Version 3.30, Mozilla Firefox 63, LibreOffice 6.1.2. |
| 19.04 |         | Disco Dingo       | 18. Apr. 2019    | 23. Jan. 2020                               | 5.0                | Systemeinstellungen wurde überarbeitet, womit nun Berechtigungen für Snap- und Flatpak-Pakete verwaltet werden können. Wird Ubuntu Desktop in VMware installiert, wird Ubuntu automatisch die VMware-Tools einrichten. Gnome-Anwendungen in Version 3.32, Python 3.7.3 und GCC 8.3 sind standardmäßig vorinstalliert, GCC 9 ist aber in den Paketquellen verfügbar. Mozilla Firefox 66, LibreOffice 6.2.2. |
| 19.10 |         | Eoan Ermine       | 17. Okt. 2019    | Juli 2020                                   | 5.3                | Proprietäre Nvidia-Treiber werden auf dem ISO-Image mitgeliefert und können nun sofort installiert werden. Weiterhin werden 32-Bit-Anwendungen nach einer Revidierung von Canonical weiterhin teilweise unterstützt. Das Dateisystem ZFS kann experimentell als Root-Dateisystem genutzt werden. Gnome-Anwendungen in Version 3.34, Snap 2.42, Chromium 77, Firefox 69 |
| 20.04 LTS | ↑       | Focal Fossa       | 23. Apr. 2020    | Apr. 2025                                   | 5.4 (GA)           | Die neue VPN-Software WireGuard wurde eingeführt und auf Ubuntu 18.04 LTS zurückportiert. Die Authentifizierungsmethode U2F/FIDO wurde eingeführt, um Social Engineering entgegenzuwirken. GDM erhält Multi-Monitor-Support. Der Amazon-Weblauncher wurde aus der Dock-Leiste entfernt. Das Yaru-Theme ist überarbeitet worden und enthält nun auch einen dunkleren Modus („Dark Mode“). Der Dateimanager Nautilus wird in Datei (beispielsweise in die jeweilige Sprachübersetzung) umbenannt. Gnome-Anwendungen in Version 3.36. Mozilla Firefox 75, Thunderbird 68.7, LibreOffice 6.4.22 |
| 20.04.1 LTS | ↑       | Focal Fossa       | 6. Aug. 2020     | Apr. 2025                                   | 5.4 (GA)           | Erstes „Point Release“ – für Upgrades von Versionsfamilie 18.04.xx LTS |
| 20.04.2 LTS | ↑       | Focal Fossa       | 4. Feb. 2021     | Apr. 2025                                   | 5.8                | Zweites „Point Release“ |
| 20.04.3 LTS | ↑       | Focal Fossa       | 26. Aug. 2021    | Apr. 2025                                   | 5.11               | Drittes „Point Release“ |
| 20.04.4 LTS | ↑       | Focal Fossa       | 22. Feb. 2022    | Apr. 2025                                   | 5.13               | Viertes „Point Release“ |
| 20.04.5 LTS | ↑       | Focal Fossa       | 1. Sep. 2022     | Apr. 2025                                   | 5.15               | Fünftes „Point Release“ |
| 20.04.6 LTS | ↑       | Focal Fossa       | 16. März 2023    | Apr. 2025                                   | 5.15               | Sechstes „Point Release“ |
| 20.10 | ↑       | Groovy Gorilla    | 22. Okt. 2020    | Juli 2021                                   | 5.8                | Ubuntu wurde für den Raspberry Pi und das Computer Module 4 in einer maßgeschneiderten Version veröffentlicht. Die „Aktivitäten“-Ansicht von Gnome wurde überarbeitet und besteht nur noch aus einer Seite. Symbole können dabei per Drag-and-Drop umsortiert werden. Das Screenshot-Tool wurde vereinfacht. Verbesserung gab es beim WLAN. Der IBM-Prozessor POWER10 erhält für diese Version Support. Die Anwendungen laufen unter Gnome in Version 3.38. Unter anderem wurde Firefox auf Version 81, LibreOffice auf Version 7.0.2 und Thunderbird auf Version 78.3.2 aktualisiert.      |
| 21.04 | ↑       | Hirsute Hippo     | 22. Apr. 2021    | Jan. 2022                                   | 5.11               | Native Microsoft-Active-Directory-Integration, Wayland Graphics sowie das Flutter SDK werden unterstützt. |
| 21.10 | ↑       | Impish Indri      | 14. Okt. 2021    | Juli 2022                                   | 5.13               | |
| 22.04 LTS | ↑       | Jammy Jellyfish   | 21. Apr. 2022    | Apr. 2027                                   | 5.15               | Wayland als Standard, Gnome 42, Firefox 98, Thunderbird 91, weitere Pakete als Snap |
| 22.04.1 LTS | ↑       | Jammy Jellyfish   | 11. Aug. 2022    | Apr. 2027                                   | 5.15               | Erstes Point Release |
| 22.04.2 LTS | ↑       | Jammy Jellyfish   | 24. Feb. 2023    | Apr. 2027                                   | 5.19               | Zweites Point Release |
| 22.04.3 LTS | ↑       | Jammy Jellyfish   | 11. Aug. 2023    | Apr. 2027                                   | 6.2                | Drittes Point Release |
| 22.04.4 LTS | ↑       | Jammy Jellyfish   | 22. Feb. 2024    | Apr. 2027                                   | 6.5                | Viertes Point Release |
| 22.04.5 LTS | ↑       | Jammy Jellyfish   | 12. Sep. 2024    | Apr. 2027                                   | 6.8                | Fünftes Point Release |
| 22.10 | ↑       | Kinetic Kudu      | 20. Okt. 2022    | 20. Juli 2023                               | 5.19               | |
| 23.04 | ↑       | Lunar Lobster     | 20. Apr. 2023    | Jan. 2024                                   | 6.2                | Python 3.11, Gnome 44 |
| 23.10 | ↑       | Mantic Minotaur   | 12. Okt. 2023    | 11. Juli 2024                               | 6.5                | Neuer Installer |
| 24.04 LTS | ↑       | Noble Numbat      | 25. Apr. 2024    | Juni 2029                                   | 6.8                | Gnome 46, ZFS, Unterstützung variabler Bildwiederholraten unter Wayland, App Center für Snaps, akt. Installer, Thunderbird als Snap |
| 24.04.1 LTS | ↑       | Noble Numbat      | 29. Aug. 2024    | Juni 2029                                   | 6.8                | Erstes Point Release, Liste der Änderungen ggü. 24.04: |
| 24.04.2 LTS | ↑       | Noble Numbat      | 20. Feb. 2025    | Juni 2029                                   | 6.11               | Zweites Point Release |
| 24.10 | ↑       | Oracular Oriole   | 10. Okt. 2024    | Juli 2025                                   | 6.11               | Gnome 47, verbesserte Desktopsicherheit |
| 25.04 | ↑       | Plucky Puffin     | 17. Apr. 2025    | Jan. 2026                                   | 6.14               | Gnome 48, verbesserter Installer & NetworkManager, neuer PDF-Viewer (Papers statt Evince) |
| 25.10 | ↑       | Questing Quokka   | 09. Okt. 2025    | Juli 2026                                   | noch nicht bekannt | Gnome 49, Austausch der GNU Core Utilities durch die in Rust durch das uutils-Projekt neu programmierten uutils |
| Legende:Ältere Version; nicht mehr unterstütztÄltere Version; noch unterstütztAktuelle VersionZukünftige Version |         |                   |                  |                                             |                    | |

Die in der Tabelle mit GA – für General Availability (generelle Verfügbarkeit) – gekennzeichneten Kernelversionen werden von Ubuntu bzw. Canonical für die gesamte Laufzeit einer LTS-Ausgabe (englisch Release) unterstützt, auch wenn es sich hierbei nicht zwangsläufig um LTS-Kernel handelt.
Während des Supportzeitraums einer Ubuntu LTS-Ausgabe kann es vor allem für Desktopsysteme, aber auch für neue Server interessant oder notwendig sein, Kernelversionen aus einem neueren Kernelzweig zu installieren, als dem ursprünglich enthaltenen – beispielsweise da diese neuere Hardware durch integrierte Treiber direkt unterstützen oder wegen Geschwindigkeitsvorteilen. Ubuntu versieht solche Kernelversionen mit der Kennzeichnung HWE was für Hardware Enablement (Hardwareunterstützung) steht. Diese Kernelversionen werden von Canonical lediglich für die neunmonatige Lebenszeit einer Zwischenausgabe (englisch Interim Release) unterstützt und aktualisieren sich in der Standardeinstellung alle sechs Monate automatisch auf den nächsten HWE-Kernel, welcher wieder der Version der aktuell unterstützten Ubuntu-Zwischenausgabe entspricht.
Darüber hinaus bieten größere Hersteller zeitweise auch sogenannte OEM-Kernel an, um die Unterstützung eigener neuer Hardware auch kurzfristig zu ermöglichen.

## Neuzusammenstellungen
Das Konzept von Ubuntu sieht vor, möglichst wenig redundante Software zu enthalten. Dies führte dazu, dass von den Ubuntu-Entwicklern mehrere Ubuntu-Derivate erstellt wurden, die sich ausschließlich in der Auswahl der Software im Rahmen der Standardinstallation unterscheiden. Diese Zusammenstellungen unterscheiden sich nur durch die bei der Erstinstallation enthaltenen Pakete. Basissystem, Installationsprogramm und Repositories sind hingegen gleich. Somit ist es auch möglich, eine Distribution durch Nachinstallieren um den Funktionsumfang eines anderen Derivats zu erweitern. Die verschiedenen Varianten drücken somit nur Präferenzen des Benutzers aus, auf die sich dieser schon bei der Grundinstallation festlegen möchte, sie können als „Konfigurationsvarianten“ derselben Linux-Distribution angesehen werden. Versionen mit anderer Desktop-Umgebung (wie beispielsweise Kubuntu) weisen jedoch untereinander einen teilweise enormen Unterschied in Aussehen und Bedienung auf.
Außerdem gibt es eine Reihe spezialisierter, von externen Entwicklern herausgegebene, inoffizielle Ubuntu-Derivate.

### Ubuntu Server Edition

Ubuntu ohne grafische Oberfläche

Die Ubuntu Server Edition ist eine Zusammenstellung mit mehr Serverdiensten statt grafischer Benutzeroberfläche. Vor der Version 12.04 hatte die Server Edition einen anders ausgelegten Kernel als das normale Ubuntu, das bis dahin zwei Jahre weniger Long Time Support als die Server Edition bekam. Seither führen Installationen der beiden Zusammenstellungen bei Wahl der jeweils minimalen Ausstattung zum gleichen Ergebnis, das mit allem der beiden Zusammenstellungen nachgerüstet werden kann.

#### Ubuntu Core(vormals JeOS)
Unter der Bezeichnung JeOS (Just Enough Operating System) gibt es ab Version 8.04.x eine minimalistische Untervariante des Servers, optimiert für den Einsatz in virtuellen Umgebungen wie VMware. Ab Ubuntu 8.10 war diese Version als Option in die normale Server-Version integriert.
Mit der zunehmenden Bedeutung von Cloud Computing und Anwendungscontainern wie Docker oder LXC wurde diese Variante 2014 in Ubuntu Core umbenannt. Sie erhält derzeit eine neuartige Paketverwaltung namens Snappy, die transaktionale Updates und Rollback unterstützt.

#### Minimal Ubuntu
Seit Juli 2018 bietet Canonical Ubuntu auch in der Minimal Variante an. Minimal Ubuntu ist eine im Vergleich zu Ubuntu Core nochmals deutlich verkleinerte Version. Erreicht wird dies unter anderem dadurch, dass nur die mindestens notwendigen Pakete vorinstalliert werden. Daher eignet es sich noch besser als Basis für Container in der Cloud.

### Kubuntu

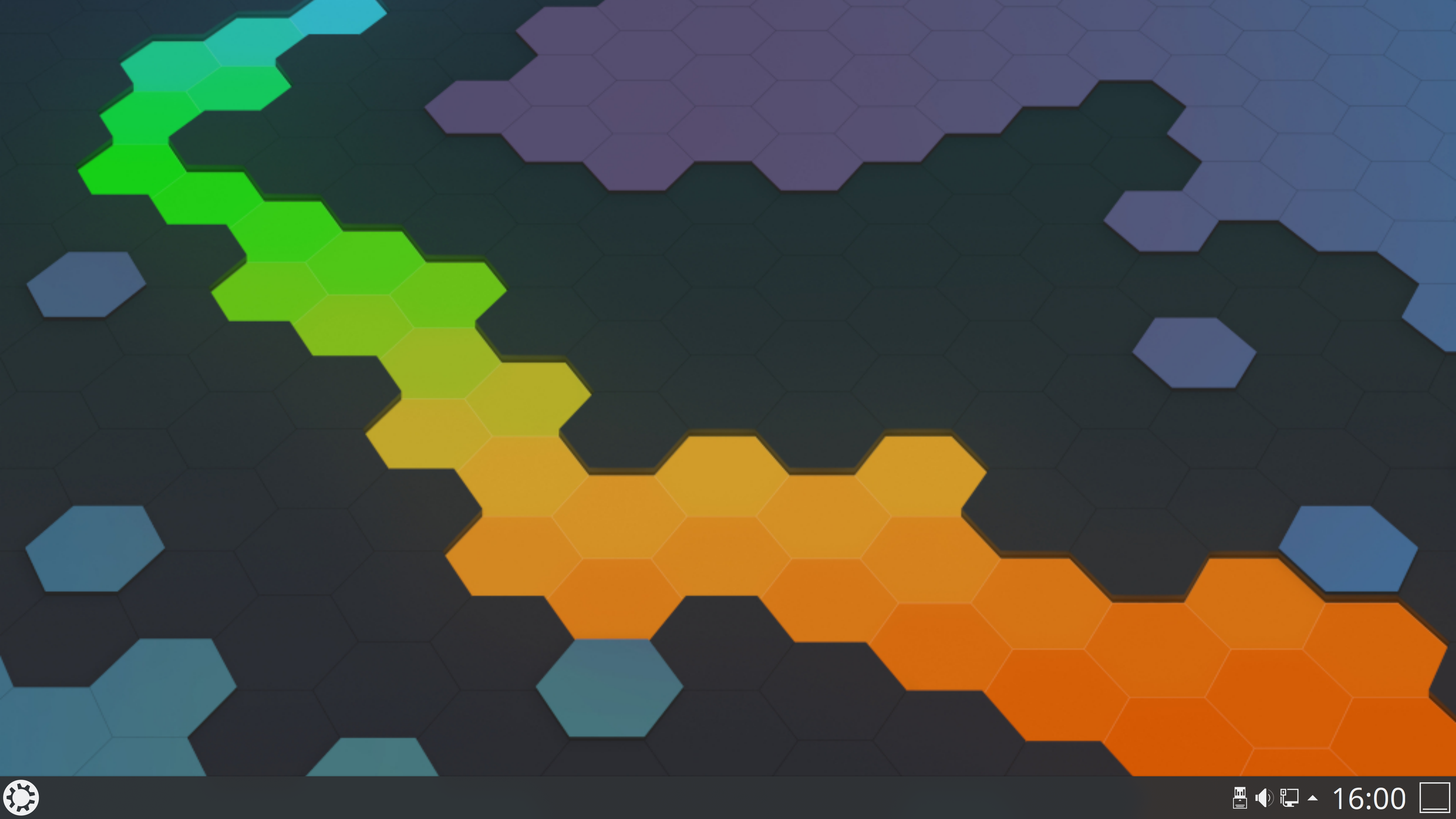
Desktop von Kubuntu 20.10

Kubuntu ist eine Ubuntu-Variante mit der Desktop-Umgebung KDE, die erstmals mit der Version 5.04 erschienen ist. Das vorangestellte „K“ steht dabei als übliche Abkürzung für „KDE“.

#### Bestandteile
KDE-Anwendungen lassen sich im Vergleich zu Gnome umfangreicher konfigurieren, was einige Benutzer als Vorteil, andere – wegen geringerer Übersichtlichkeit – als Nachteil sehen. Kubuntu kommt stets mit der aktuellen Version des KDE Plasma Workspace zusammen mit anderen KDE-Applikationen, wie dem Audio-Player Amarok oder dem Brennprogramm K3b. Als Office-Paket dient – als einziges nicht auf KDE-Bibliotheken basierendes Programm – LibreOffice.

#### Geschichte
In der ersten Ubuntu-Version (4.10) war KDE lediglich in universe enthalten, in dem sich Programme befinden, die einfach nur aus Debian übernommen sind. Zudem musste universe zu dieser Zeit noch ausdrücklich freigeschaltet werden. Aufgrund starker Nachfrage nach KDE wurde mit Version 5.04 dann eine Variante gestartet, die sich bis auf den anderen Desktop nicht von Ubuntu unterscheidet. Dies ist die erste Variante dieser Art und ist ein Kompromiss zwischen dem Ziel der Redundanzvermeidung und der Bedienung unterschiedlicher Interessen. Auf den ersten Blick sind Kubuntu und Ubuntu völlig verschiedene Systeme, selbst die Boot-Meldungen reden von kubuntu. Dennoch basieren sie auf den gleichen Paketquellen. Diese Vorgehensweise gibt es sonst bei keiner Linux-Distribution.
Anfangs wurde Kubuntu fast nur von einem Team Freiwilliger entwickelt, einzig Jonathan Riddell war direkt bei Canonical angestellt, was für einigen Unmut sorgte. Nach dem ersten LTS-Release wurde angekündigt, dass die KDE-Unterstützung den gleichen Status wie die für Gnome haben soll. Dies spiegelt sich unter anderem darin wider, dass es für Kubuntu einen kommerziellen Kundendienst durch Canonical gibt.
Die Version 8.04 ist keine LTS-Version. Für die KDE-Version 4 konnte keine hinreichende Stabilität, für KDE 3.5 kein Support für drei Jahre gewährleistet werden. Kubuntu 8.04 existiert daher auch in zwei Varianten, der normalen kubuntu mit KDE 3.5.9 und kubuntu-kde4 mit KDE 4.0.3. Kommerzieller Kundendienst für 18 Monate und der Versandservice stehen nur für die KDE-3-Version zur Verfügung.
Version 8.10 gibt es nur mit KDE 4.1. Die automatische Aktualisierung („upgrade“) auf diese Version wurde daher für die Version 8.04 standardmäßig deaktiviert, da es eine vollständige Deinstallation von KDE 3 zur Folge hätte. Die Aktualisierung kann aber trotzdem über die Kommandozeile ausgeführt werden.

### Xubuntu

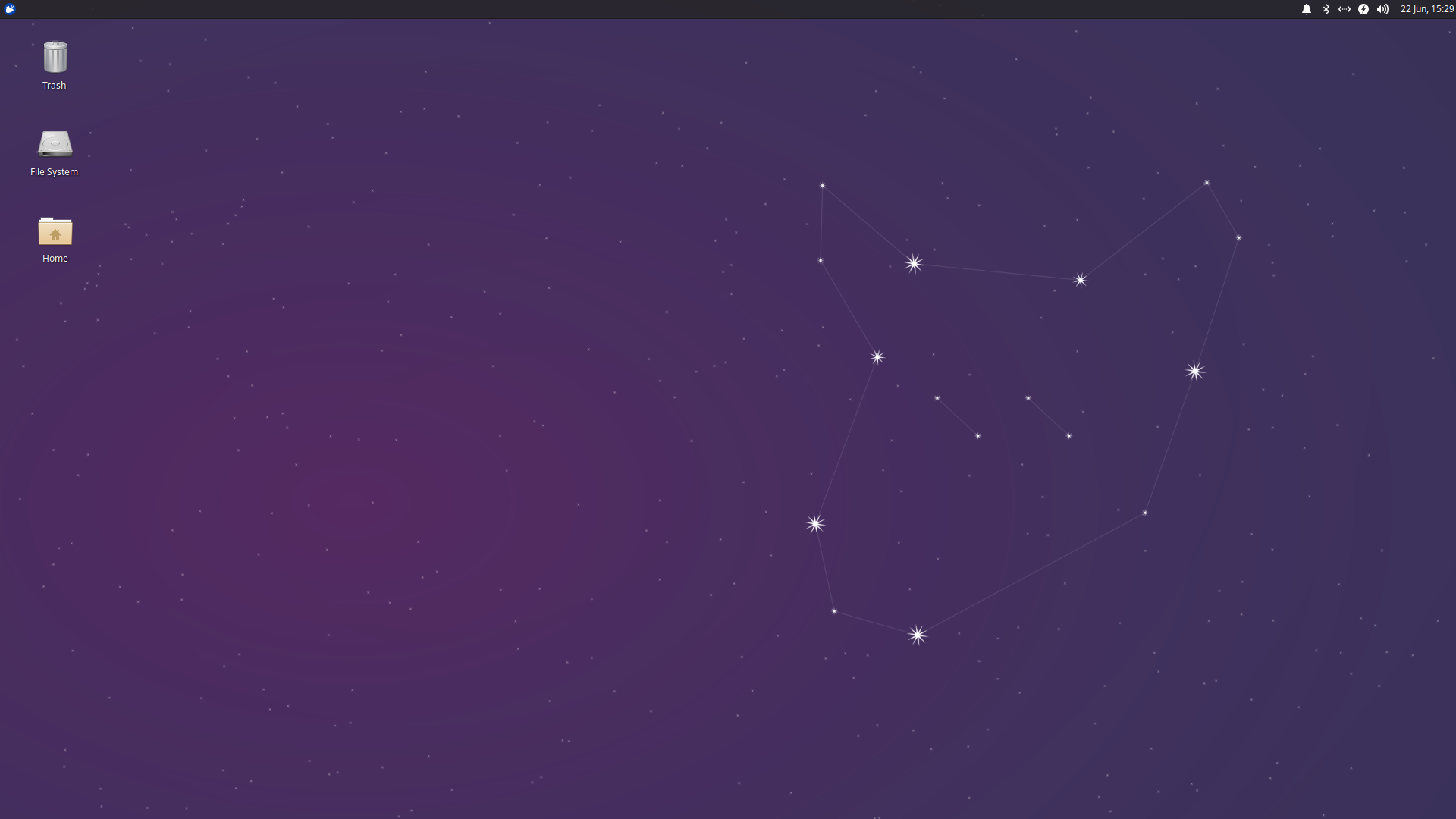
Desktop von Xubuntu 20.10

Xubuntu ist eine Abwandlung von Ubuntu mit der ressourcensparenden Desktop-Umgebung Xfce. Daher eignet sich Xubuntu für ältere Computer mit wenig Arbeitsspeicher, bei denen die Installation der Standardversion problematisch ist. Eigene Installations- und Live-CDs von Xubuntu wurden erstmals mit der Ubuntu-Version 6.06 LTS veröffentlicht. Diese Version wird ausschließlich von Freiwilligen entwickelt. Zum Umfang gehören hier etwa die Textverarbeitung AbiWord, die Tabellenkalkulation Gnumeric, Mozilla Firefox und Thunderbird, aber auch eine auf die reine Textverarbeitung reduzierte Version von LibreOffice.org, bzw. OpenOffice.org, falls der Funktionsumfang des wesentlich sparsameren Abiword nicht ausreicht. Hinzu kommen diverse Hilfsprogramme aus der normalen Ubuntu-Version, etwa die Aktualisierungsverwaltung, der NetworkManager oder die Paketverwaltung Synaptic. Als Hardwareanforderungen werden 128 MB Arbeitsspeicher (256 MB werden jedoch empfohlen) und 1,5 GB freier Festplattenspeicher benötigt. Diese Angaben sind jedoch im Gegensatz zu den Angaben für die anderen Ubuntu-Varianten am technisch Machbaren und nicht an einem tatsächlich benutzbaren System orientiert. Auf der Festplatte werden mit den deutschen Lokalisierungen fast zwei GB belegt, bei Aktualisierungen kommt weiterhin Platzbedarf in der Größenordnung der CD hinzu.

### Lubuntu

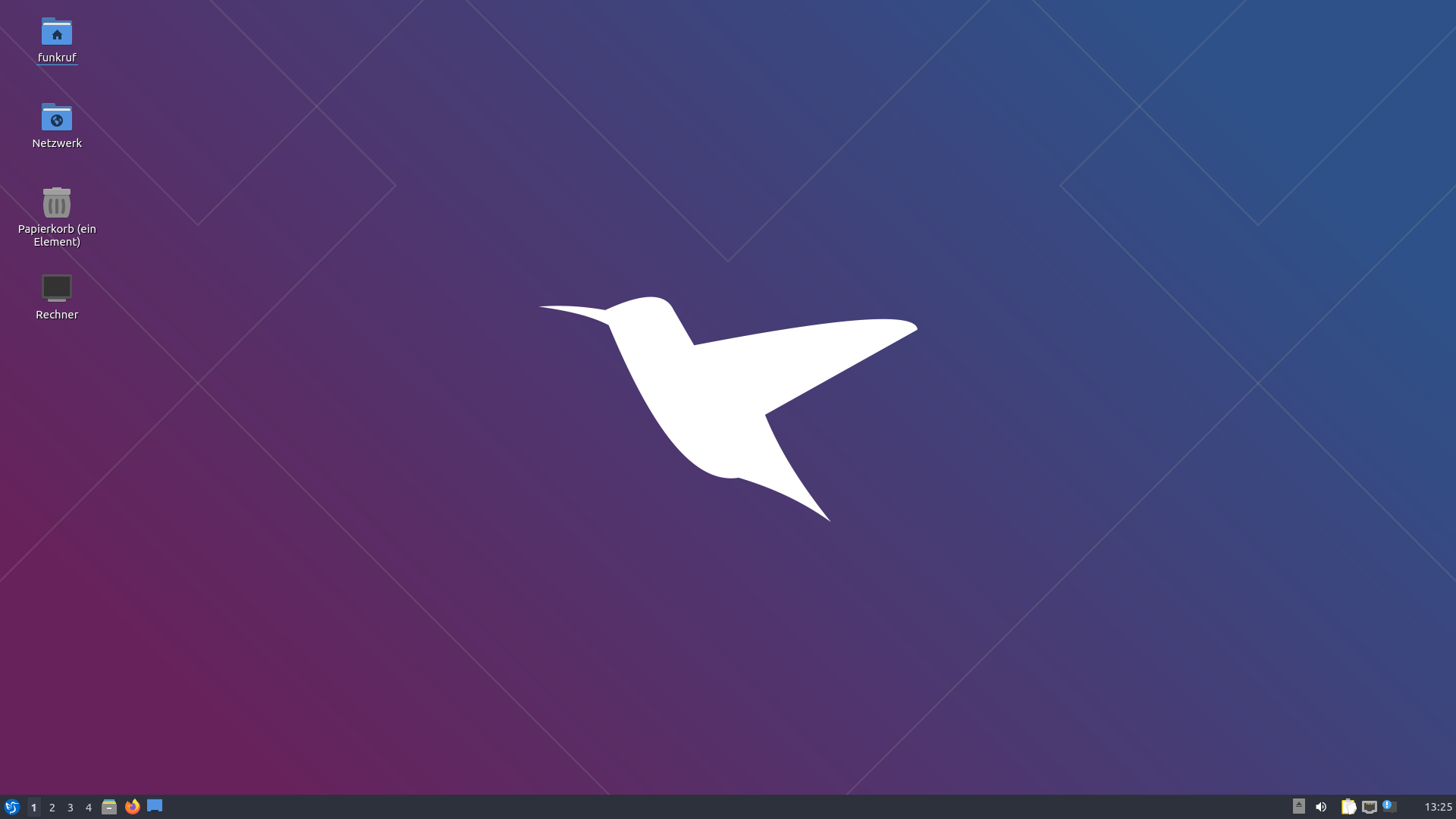
Desktop von Lubuntu 20.10

Lubuntu ist ein Derivat, das für den Einsatz auf leistungsschwächerer Hardware konzipiert ist. Seine Desktop-Umgebung war das besonders ressourcensparende LXDE, mit Openbox als Fenstermanager wird nur etwa halb so viel Arbeitsspeicher wie bei Xubuntu benötigt. Lubuntu 11.10 wurde mit der Veröffentlichung im Oktober 2011 ein offizielles Derivat von Ubuntu. Ab Version 18.10 wird LXQt als Desktop-Umgebung verwendet.

### Edubuntu

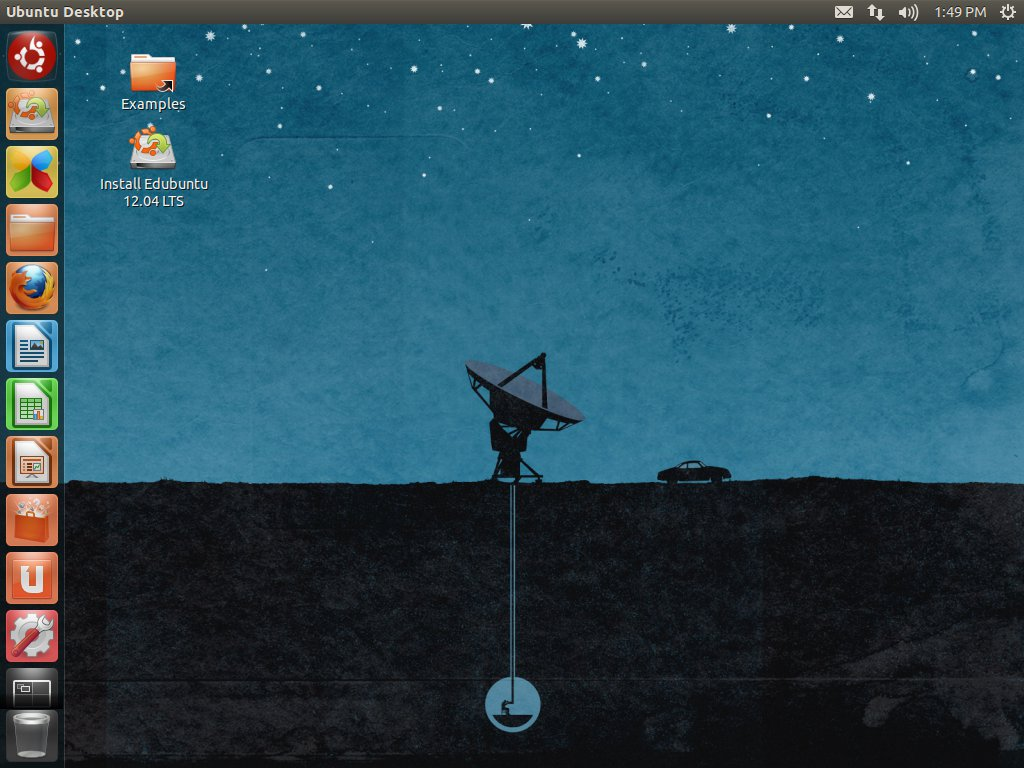
Desktop von Edubuntu 12.04

Edubuntu ist eine für die Verwendung in der Schule entwickelte Erweiterung zu Ubuntu, das auf dem Ubuntu Linux Terminal Server Project aufsetzt. Der Name setzt sich aus „education“ (englisch für Bildung) und „Ubuntu“ zusammen. Einige Funktionen des eingestellten Projekts Skubuntu wurden in Edubuntu integriert. Kernkomponenten von Edubuntu sind die Lernprogramme GCompris, Kalzium (KDE), Tux4Kids und der Schooltool Calendar.
In den Versionen 5.10 bis 7.10 war Edubuntu eine eigenständige Ubuntu-Version, bei der der normale Funktionsumfang aus Platzgründen zu Gunsten der Bildungsprogramme eingeschränkt war. Ab Version 8.04 LTS ist Edubuntu eine Erweiterung, die auf ein installiertes Ubuntu-System aufsetzt. Dieses kann über den Paketmanager nachinstalliert werden. Ab Version 11.10 ist Edubuntu allerdings auch wieder als eigenständige Version verfügbar.
Am 21. März 2016 erklärte Projektleiter Stéphane Graber, dass keine Edubuntu-Version auf Basis von Ubuntu 16.04 veröffentlicht wird. Zugleich sicherte er eine reguläre Betreuung der LTS-Version Edubuntu 14.04 bis zum Supportende im Jahr 2019 zu.
Nach sieben Jahren Pause ist 2023 Edubuntu mit der Versionsnummer 23.04 erschienen.

### Ubuntu Studio

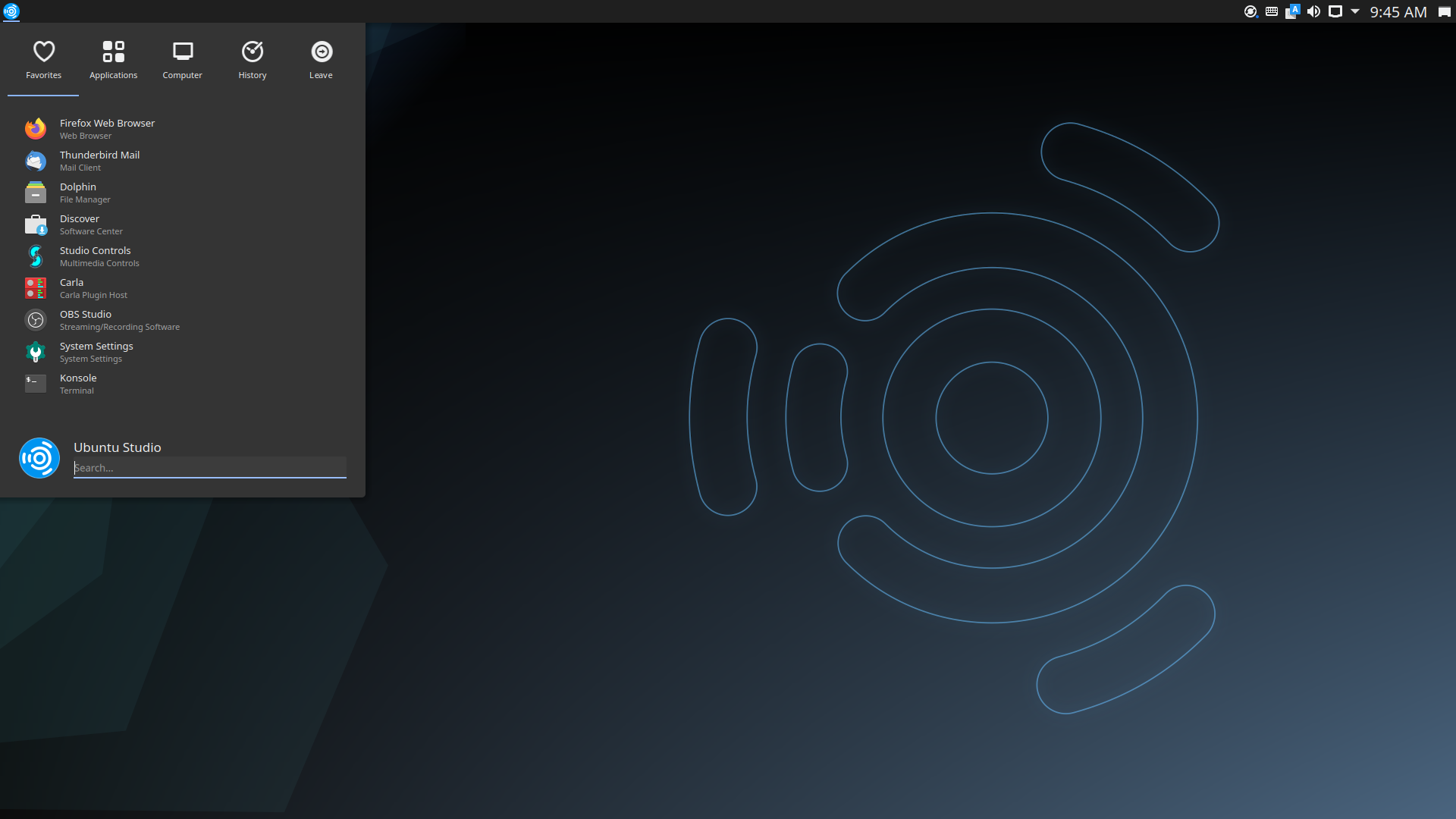
Desktop von Ubuntu Studio 20.10

Ubuntu Studio ist speziell auf die Anforderungen von Audio-, Grafik- und Videobearbeitung ausgerichtet. Für solche Zwecke wurde den Ubuntu-Quellen ein Kernel mit Echtzeitfunktionen hinzugefügt, der dafür keinerlei Energiesparfunktionen unterstützt. Als Audio-Backend dient das Programm JACK. Außerdem gehören diverse Multimedia-Programme zum Umfang, darunter CinePaint, die Videobearbeitung OpenShot, der Audio-Sequenzer Rosegarden, der Audio-Editor Ardour und das DTP-Programm Scribus. Die erste stabile Version ist am 10. Mai 2007 erschienen und basiert auf Ubuntu 7.04. Diese wurde als einzige Ubuntu-Version als ein DVD-Image mit knapp 900 MB ausgeliefert. Ab der Version 7.10 ist Ubuntu Studio auch für x64 verfügbar. Auf der Ubuntu-Website wird Ubuntu Studio als „Recognized Derivative“ (anerkanntes Derivat) aufgeführt.

### Ubuntu GNOME

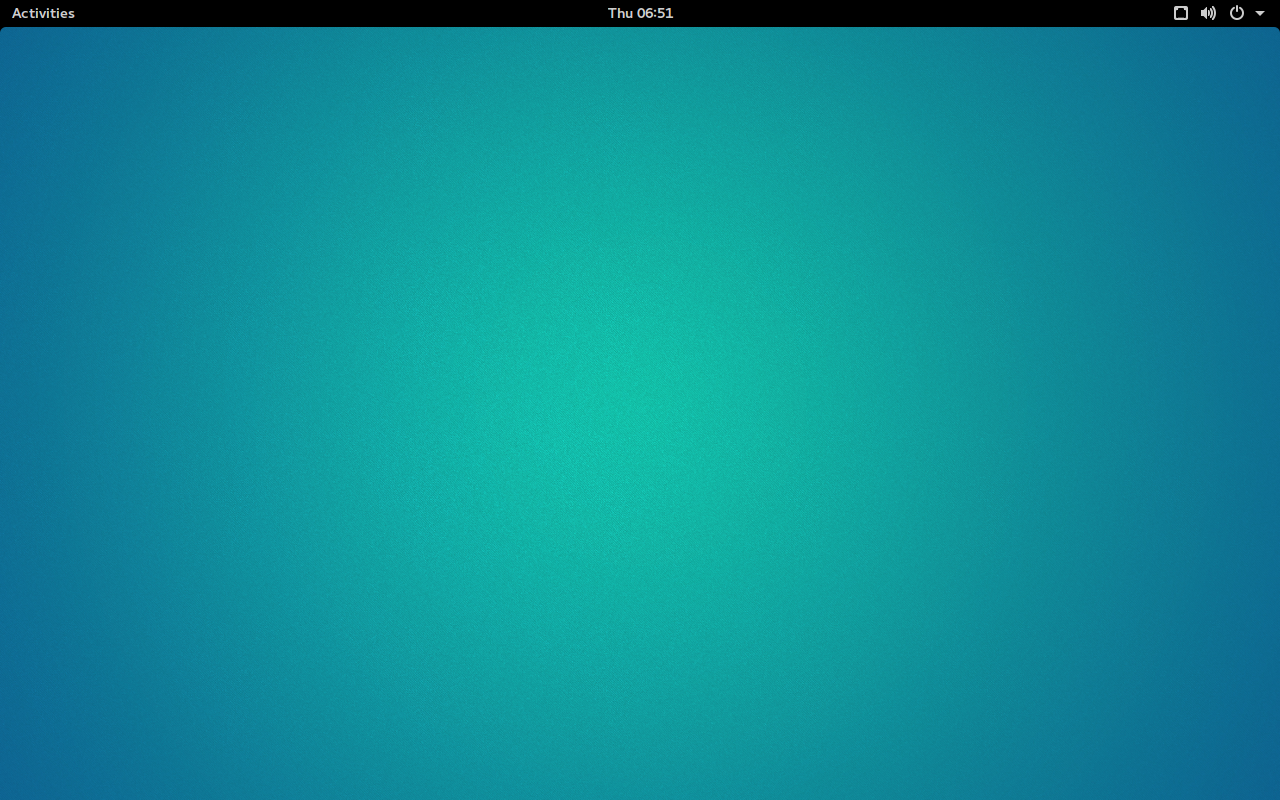
Desktop von Ubuntu Gnome 16.04

Die Variante Ubuntu GNOME (vormals: Ubuntu Gnome Remix) verwendete statt Unity die Gnome Shell sowie einige Gnome-Applikationen, die in Ubuntu standardmäßig nicht installiert waren. Ab Version 13.04 bis Version 18.04 war Ubuntu GNOME eine von Canonical offiziell anerkannte Variante. Die Version Ubuntu GNOME 14.04 ist eine LTS-Version mit einem Support-Zeitraum von 3 Jahren. Ubuntu verwendet ab Version 18.04 LTS Gnome wieder als Standard-Desktop, deswegen ist Ubuntu GNOME kein eigener Spin mehr. Die Entwickler arbeiten seitdem gemeinsam mit dem Team von Canonical an Ubuntu.

### Ubuntu Kylin
Ubuntu Kylin ist eine weitere Variante, die ab Version 13.04 offiziell von Canonical anerkannt ist. Sie soll laut eigenen Angaben besser an die Bedürfnisse chinesischer Benutzer angepasst sein als Ubuntu selbst. Einige Bestandteile von Ubuntu Kylin basieren auf Kylin. Ubuntu Kylin ist seit März 2013 eine offizielle Ubuntu-Variante, die von Canonical gepflegt wird.
In einer Behördenmitteilung kündigte die chinesische Regierung am 20. Mai 2014 an, dass sie 200 Millionen Rechner, die noch mit Windows XP arbeiteten, auf Ubuntu Kylin umrüsten wolle. Das Ziel dieser großflächigen Migration sei es, die Abhängigkeit von ausländischen Herstellern von Betriebssystemen zu verringern. Aus Sicherheitsgründen wurde eine Migration zu Windows 8 verboten.

### Ubuntu MATE

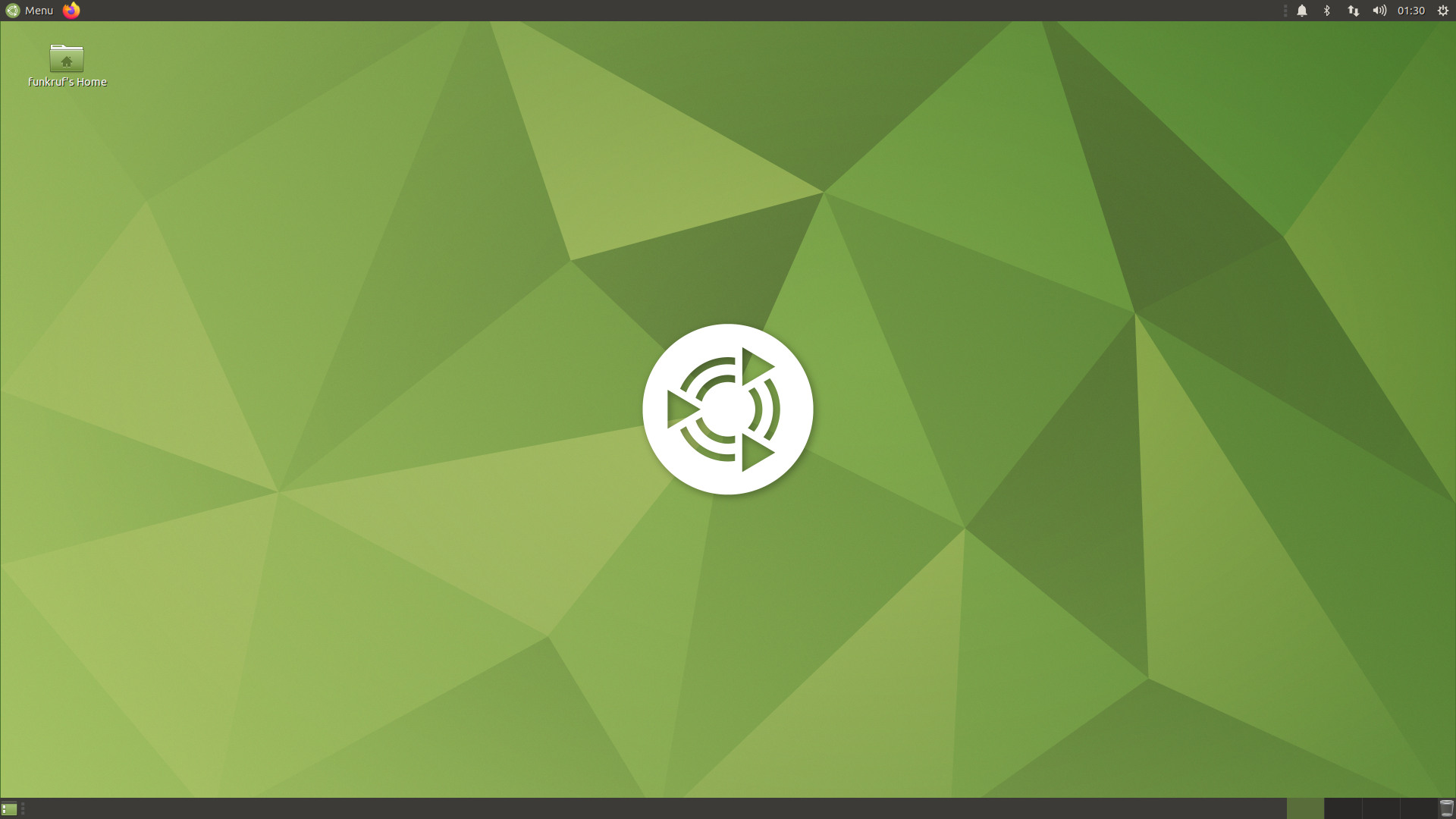
Ubuntu MATE 20.10 mit MATE-Desktop

Die Variante Ubuntu MATE hat die Desktop-Umgebung MATE an Stelle von GNOME. Ab Version 15.04 ist Ubuntu MATE eine von Canonical offiziell anerkannte Variante. Das enthaltene Tool MATE Tweak bietet vorkonfigurierte Panel/Dock-Varianten mit unterschiedlichen Startmenüs zur Auswahl an. Systemanwendungen wie Dateimanager, Texteditor und Dokumentenbetrachter stehen als eigene, von GNOME abgeleitete, Anwendungen zur Verfügung, deren Namen in MATE hauptsächlich mit spanischen Begriffen wie caja, pluma und atril belegt sind.

### Ubuntu Budgie

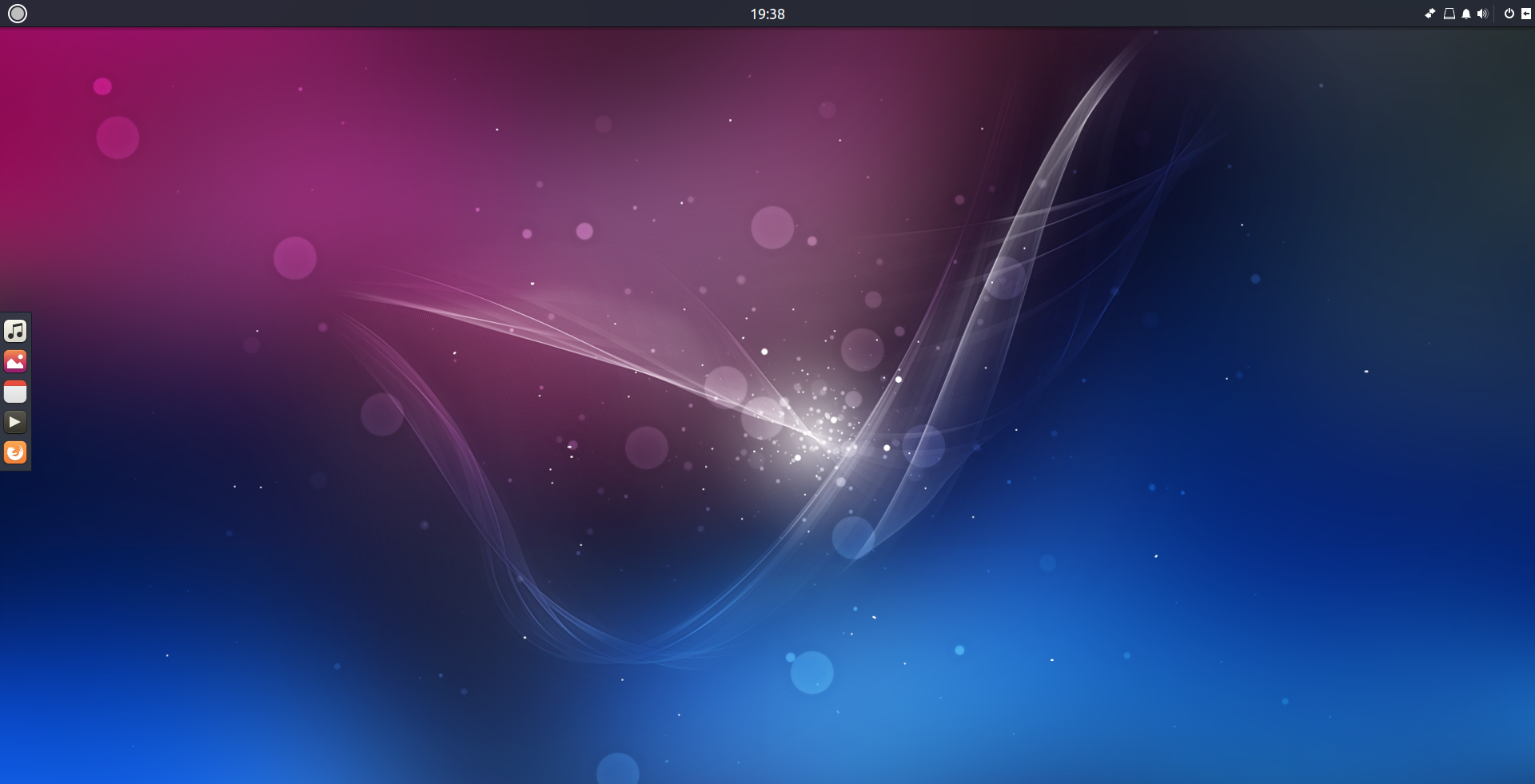
Budgie Remix 16.04 basierend auf Ubuntu 16.04 LTS

Budgie ist eine Desktop-Umgebung mit verschiedenen Gnome-Anwendungen, die auf GTK (> 3.x) basiert. Es wurde von den Entwicklern des Solus Projects entwickelt. Ubuntu Budgie begann als Budgie Remix und ist ab Version 17.04 offiziell von Canonical anerkannt. Eine Besonderheit stellt das Slide-Menu Raven dar, das sich als standardmäßig rechts öffnen lässt und das Notifications sowie Applets wie z. B. einen Kalender oder Einstellungen für die Tonausgabe beherbergt.

### Ehemalige Varianten
Einige Varianten sind inzwischen nur noch Erweiterungen für ein bestehendes Ubuntu-System beziehungsweise in dieses integriert.

#### Ubuntu-Netbook-Systeme
Bereits ab Version 7.10 ist unter wechselnden Namen von Ubuntu-Varianten die Rede, die speziell auf eher spartanisch ausgestattete Rechner, also beispielsweise Ultra-Mobile PCs oder Netbooks ausgelegt sind.
Eine erste, zusammen mit Intel entwickelte Version hiervon erschien mit Ubuntu 8.04 unter dem Namen „Ubuntu MID-Edition“; teilweise auch schlicht „Ubuntu Mobile“. Die abgespeckte Variante der Linux-Distribution enthält neben Software wie einem Webbrowser verschiedene Multimedia-Applikationen, die teilweise in der normalen Desktop-Version nicht enthalten sind. Die Oberfläche wurde auf kleine Displays von 4 bis 8 Zoll Größe angepasst. Diese Version kommt unter anderem bei dem Netbook Dell Inspiron Mini 9 und dem Toshiba NB100 zum Einsatz.

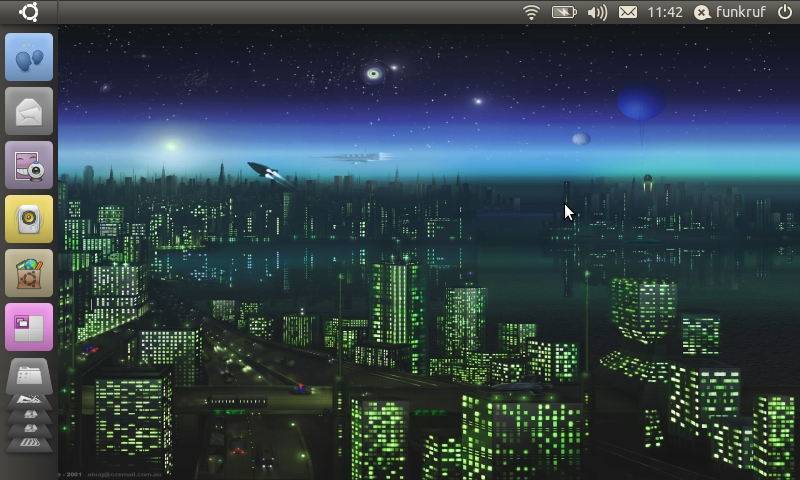
Desktop der Ubuntu 10.10 Netbook Edition mit der Standardoberfläche Unity

Das mit Ubuntu 9.04 erschienene „Ubuntu Netbook Remix“ ist eine Version, die für Netbooks mit Displaygrößen bis 10 Zoll entwickelt wurde und von einem USB-Live-System aus installiert werden kann.
Mit dem Netbook Remix gibt es einen alternativen Desktop, der alle wichtigen Programme auf einen Blick darstellt (siehe Bild).
In Ubuntu 10.04 LTS wurde der Netbook Remix in „Ubuntu Netbook Edition“ umbenannt und Ubuntu 10.10 erschien erstmals mit der eigens entwickelten Oberfläche Unity.
Ab Ubuntu 11.04 gibt es keine Netbook Edition mehr, da die Desktop-Version nun Unity als Standard-Shell benutzt.

#### Gobuntu
Gobuntu war eine Ubuntu-Variante ohne proprietäre Inhalte. Diese enthielt fast nur Programme, Treiber und Dateien, die unter einer freien Lizenz veröffentlicht wurden, Ausnahme waren beispielsweise Logos und Icons des Webbrowsers Firefox. Gobuntu gab es einzig in den Versionen 7.10 und 8.04 (inklusive Update-Release 8.04.1).
Mit diesem Projekt versuchte Canonical dem Vorwurf zu begegnen, dass Ubuntu nicht mehr freie Software sei, weil es viele proprietäre Treiber und Programme nutzt oder zumindest anbietet. Die Entwickler sollten mit Gobuntu die Grenzen von freiem Code und sonstigen freien Werken feststellen und falls nötig auch an deren Ausweitung arbeiten. Gemäß Chefentwickler Mark Shuttleworth funktionierte Gobuntu noch mit viel Hardware nicht einwandfrei, existierte aber als ein Zeichen für die Notwendigkeit freier Software und als Beispiel dafür, was heute schon möglich ist.
Erste Pläne für ein derartiges Projekt gab es schon im November 2005, damals unter dem Namen Gnubuntu. Dies wurde nach Protesten von Richard Stallman zunächst in Ubuntu-libre geändert. Die Entwicklung von Gobuntu geschah danach in Zusammenarbeit mit den Entwicklern von gNewSense, das von Stallman gebilligt wurde, mit dem Ziel, zukünftig dessen Basis zu werden. Ab Version 3 basiert gNewSense nicht mehr auf Ubuntu, sondern auf Debian.
Weitere Gobuntu-Versionen nach 8.04.1 wurden nicht mehr veröffentlicht. Als Grund wurde unter anderem Inaktivität der Gobuntu-Community geltend gemacht. Auch ist es seit Ubuntu 8.04 möglich, bei der Installation nur freie Software auszuwählen. Solange man keine Pakete aus restricted oder multiverse installiert, hat man ein rein freies System, wie es von Gobuntu beabsichtigt war. Auch hat Shuttleworth darauf hingewiesen, dass er lieber auf gNewSense fokussieren will, weil die Arbeit am gNewSense-Projekt auch der Ubuntu-Community hilft.

#### Mythbuntu

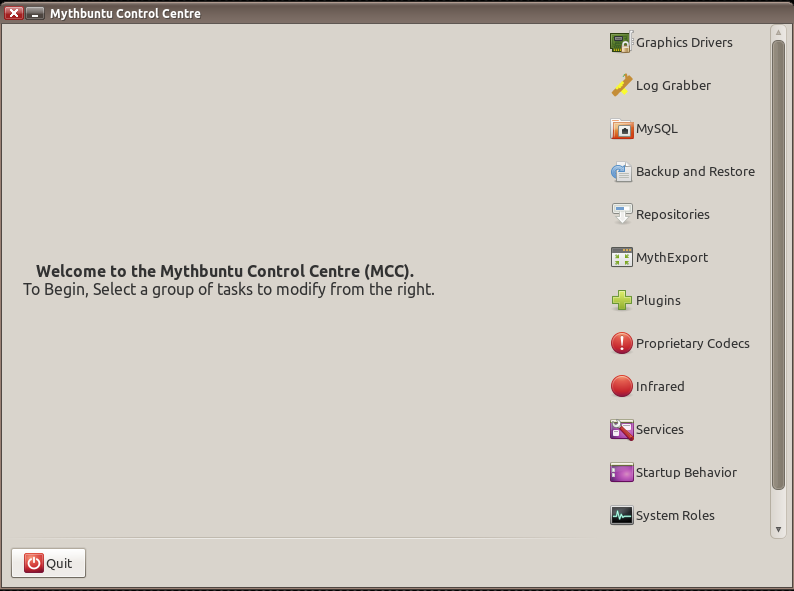
Mythbuntu 12.10 Kontrollzentrum

Mythbuntu war eine Variante, um den PC als HTPC einzusetzen. Hierbei wurde ein auf ein Minimum reduziertes Xfce (siehe Xubuntu) verwendet und die HTPC-Software MythTV installiert. Darüber hinaus gab es ein eigenes Kontrollzentrum, mit dem MythTV konfiguriert werden konnte und über das dessen diverse Plug-ins installiert werden konnten.
Mythbuntu entstand mit der Entwicklung von Ubuntu 7.10. Es wurde von Canonical als Community-unterstütztes Projekt anerkannt, die Pakete waren Bestandteil der Ubuntu-Paketquellen. Kommerziellen Kundendienst und verlängerte Unterstützung für LTS-Versionen gab es aber nicht. Im November 2016 gaben die Entwickler bekannt, dass Mythbuntu eingestellt werden würde, da es nur noch zwei (von ehemals zehn) Entwicklern gab, die aktiv an der Weiterentwicklung von Mythbuntu arbeiteten. Die letzte Version war 16.04.6 LTS (Xenial Xerus).

#### Ubuntu Minimal
Ubuntu Minimal war ein minimales Installationsmedium für Ubuntu, welches ungefähr 40 MB groß war. Dieses Installationsmedium war geeignet, um eigene Distributionen auf Ubuntu-Basis zu erstellen. Die ISO-Datei wurde bis zur Version 18.04 gewartet.

### Inoffizielle Ubuntu-Derivate
Inoffizielle Ubuntu-Derivate werden im Gegensatz zu den offiziellen Abwandlungen nicht von Canonical Ltd. veröffentlicht, sondern von externen Softwareentwicklern oder Entwicklergruppen.

## Mobilgeräte und Unterhaltungselektronik
Seit Ubuntu 10.04 sind die meisten Programme für den Zugriff auf Mobilgeräte automatisch installiert. Das Live-System unterstützt auch iPhones.

### Ubuntu Touch

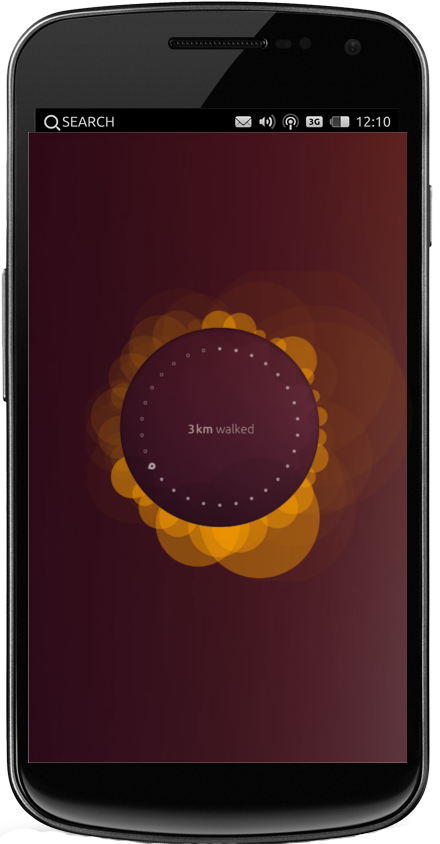
Ubuntu Touch auf einem Smartphone

Ubuntu Touch ist die Mobilversion von Ubuntu für Smartphones und Tablets. Sie ist an die Version für Desktop und Ubuntu TV angelehnt und soll alle Möglichkeiten und Tools der Desktop-Variante unterstützen: Mit dem Konzept der Convergence soll ein an einen Bildschirm angeschlossenes Smartphone die Funktionen eines Desktop-Rechners bieten. Die Installation von Applikationen erfolgt über das Ubuntu Software Center. Für die Anwendungsentwicklung stehen dieselben Werkzeuge wie für die Desktop-Variante zur Verfügung. Dies erleichtert es, eine Applikation zeitgleich für mehrere Ubuntu-Varianten zu entwickeln. Im Februar 2013 wurde eine Anleitung veröffentlicht, wie man eine Vorabversion von Ubuntu Touch auf den Android-Geräten Nexus 4, Nexus 7, Nexus 10 und dem Galaxy Nexus testen konnte. Anfang 2016 wurden vier Smartphones mit vorinstalliertem Ubuntu-Touch angeboten: das BQ Aquaris E5 HD, das BQ Aquaris E4.5, das Meizu MX4 Ubuntu Edition sowie das Meizu Pro 5 Ubuntu Edition.
Im Januar 2017 wurde bekanntgegeben, dass Canonical die Entwicklung von Ubuntu Touch einstellt, ab Ende Juni 2017 keine Updates mehr ausliefert und zum Ende des Jahres 2017 den App-Store schließt. Im Juni 2017 waren die meisten mit Ubuntu Touch vorinstallierten Smartphone-Modelle ausverkauft.
Die weitere Entwicklung von Ubuntu Touch hat die UBports-Community übernommen.

### Ubuntu TV
Ubuntu TV ist eine Abwandlung von Ubuntu und auf Smart-TV abgestimmt. Es wurde auf der Consumer Electronics Show 2012 von Canonical vorgestellt. Es arbeitet wie Ubuntu mit Unity als Standardoberfläche und ist für Hersteller von Fernsehgeräten kostenfrei nutzbar. Die Entwicklung wurde eingestellt.

### Ubuntu für Android
Ubuntu für Android ist eine Ubuntu-Version, die darauf ausgelegt ist, auf Android-Smartphones zu laufen. So kann Ubuntu simultan mit Android laufen, da beide auf dem Linux-Kernel basieren. Ebenfalls soll es möglich sein, das Mobiltelefon mit einem Monitor zu verbinden, um ein voll funktionsfähiges Ubuntu Desktop System zu erhalten. Seit April 2014 wird das System nicht mehr aktiv weiterentwickelt.

### Ubuntu auf Tablets
„Ubuntu on Tablets“ war an die Version für Smartphones angelehnt (Stand 2013). Es war von der Firma Canonical geplant, ein Ubuntu-Smartphone an das Tablet anzudocken und geöffnete Apps auf dem Tablet weiterlaufen zu lassen. Zur aktuellen Nutzung von Ubuntu auf Tablets siehe Ubuntu Touch.

### Ubuntu Edge
Canonical kündigte an, an der Entwicklung eines eigenen Smartphones unter dem Namen Ubuntu Edge zu arbeiten, das ebenfalls mit dem Betriebssystem Ubuntu ausgestattet wird und im Frühjahr 2014 erscheinen sollte. Im August 2013 wurde bekannt gegeben, dass durch das Crowdfunding zur Finanzierung des Smartphones zwar die höchste jemals erreichte Summe zur Verfügung gestellt wurde, trotzdem nur annähernd 40 Prozent der 32 Millionen US-Dollar eingenommen werden konnten, die zur Realisierung benötigt worden wären. Deshalb wurde das Projekt gestoppt und die Anleger bekamen ihr Geld zurück.

## Ubuntu in Deutschland
Ubuntu ist mit vollständiger deutscher Benutzeroberfläche verfügbar, auch als Live-System.
Die 2012 eingestellte deutsche Fluggesellschaft Contact Air nutzte Ubuntu auf ihren 120 Laptops für Piloten.
Am 12. November 2005 wurde der Verein „Ubuntu Deutschland“ in Nürnberg gegründet, um so die Ubuntu Foundation in Deutschland zu unterstützen. Der Verein unterstützt als juristische Person und Spendenempfänger die verschiedenen Aktivitäten der deutschen Community. Am 20. und 21. Oktober 2007 richtete er eine Benutzerkonferenz unter dem Namen UbuCon aus, die in der Hochschule Niederrhein in Krefeld stattfand und kostenfrei besucht werden konnte. In der Folge fanden bis 2016 jährlich weitere Ubucons statt; die Ubucon im November 2016 richtet sich als Ubucon Europe erstmals an ein gesamteuropäisches Publikum:
- 2007: 1. Ubucon vom 20. bis 21. Oktober 2007 an der Hochschule Niederrhein in Krefeld
- 2008: 2. Ubucon vom 17. bis 19. Oktober 2008 an der Georg-August-Universität Göttingen
- 2009: 3. Ubucon vom 16. bis 18. Oktober 2009 an der Georg-August-Universität Göttingen
- 2010: 4. Ubucon vom 15. bis 17. Oktober 2010 an der Universität Leipzig
- 2011: 5. Ubucon vom 14. bis 16. Oktober 2011 an der Universität Leipzig
- 2012: 6. Ubucon vom 19. bis 21. Oktober 2012 an der Hochschule für Wirtschaft, Technik und Kultur (HWTK) Berlin
- 2013: 7. Ubucon vom 11. bis 13. Oktober 2013 im SRH Berufsförderwerk Heidelberg
- 2014: 8. Ubucon vom 17. bis 19. Oktober 2014 in der Burgbergschule Katlenburg-Lindau
- 2015: 9. Ubucon vom 23. bis 25. Oktober 2015 an der Hochschule für Wirtschaft, Technik und Kultur (HWTK) Berlin
- 2016: 1. Ubucon Europe vom 18. bis 20. November 2016 im Unperfekthaus Essen
- 2019: 2. Ubucon Europe vom 10. bis 13. Oktober 2019 in Sintra (Portugal)[285]

## Rezeption
Der SPIEGEL schrieb 2005 über die Betreuung der Nutzer: „Es herrscht ein sehr freundlicher Umgangston, der sich deutlich von dem abhebt, was mitunter in bestimmten Linux-Foren üblich war, …“

### Technik
Ubuntu wird von manchen Anhängern des Debian-Projekts kritisiert. Moniert wird, dass Ubuntu technisch nicht vollständig kompatibel zu Debian sei. Eine der unter anderem von Ian Murdock erhobenen Forderungen ist es, weiterhin die jeweils aktuelle Debian-Version als Basis zu nutzen. Auf der Debian-Entwicklerkonferenz debconf 6 im Mai 2006 gab es diesbezüglich eine Aussprache zwischen einigen führenden Debian-Entwicklern und Mark Shuttleworth. Außerdem sind einige Debian-Entwickler mit der Qualität der von Ubuntu zurückgegebenen Patches unzufrieden. Diese enthielten zu viele Ubuntu-spezifische Änderungen, die für Debian nutzlos seien. Außerdem wird die Idee als solche, Pakete aus Debian zu übernehmen, oftmals kritisiert, da hierdurch Debian selbst geschwächt werde.
2006 kritisierte ein Mozilla-Entwickler das Konzept von Ubuntu, nicht als Plattform für Anwendungsprogramme zu agieren, sondern diese vor allem integriert in das Betriebssystem anzubieten. Diese Verwischung der Grenzen zwischen Anwendungen und Betriebssystem durch die integrierte Verwaltung mit der Distribution wird auch als Ursache einiger Desktop-User-Experience-Probleme beschrieben, z. B. die Schwierigkeit der parallelen Installation von mehreren Anwendungsprogrammversionen. Auch der eigentlich banale Fall, dass ein Nutzer lediglich ein Anwenderprogramm aktualisieren möchte, ist häufig leichter durch die Installation einer neueren Ubuntu-Version zu lösen. 2010 wurde dieses Verhalten als Problem in Ubuntus Launchpad-Bugtracker akzeptiert, da auch die existierenden PPA- und Backport-Ansätze dieses Problem nicht vollständig lösen.

### Beteiligung an der Entwicklung des Linux-Kernels
Ubuntu wurde 2008 von dem Kernel-Entwickler Greg Kroah-Hartman, der damals für den Konkurrenten Novell arbeitete, eine zu geringe Beteiligung an der Entwicklung des Linux-Kernels vorgeworfen. Seine Kritik begründete er mit der geringen Zahl der in den Kernel zurückgegebenen Patches, die in diesem Zeitraum weniger als 1 % betrug. Ubuntu-Entwickler Matt Zimmerman antwortete auf diesen Vorwurf, dass Kroah-Hartmanns Betrachtung des Linux-Ökosystems „seltsam“ sei, da er sämtliche Anwendungen wie Gnome, KDE und jegliche Server-Dienste dabei auslasse. Greg Kroah-Hartman untersuchte ein größeres Linux-Ökosystem mit den Kernkomponenten GCC, ALSA, X.Org-Server und fand erneut heraus, dass die Beiträge von Canonical auch hier gering (< 1 %) oder nicht vorhanden waren.
Im Juli 2010 wurde eine Beitragsstatistik für Gnome veröffentlicht. Canonicals Anteil an der Entwicklung betrug 1 %. Lediglich die Programmsymbole und ein Taschenrechnerprogramm wurden von Canonical-Mitarbeitern betreut. Jono Bacon entgegnete, dass Canonicals Programme innerhalb von Launchpad entwickelt und vom Gnome-Projekt abgelehnt wurden. Mark Shuttleworth äußerte, dass diese Form von Tribalismus kontraproduktiv sei: Auch Beiträge jenseits der Arbeit an Quelltexten wie z. B. der Ubuntu-Verhaltenskodex würden von vielen Open-Source-Projekten adaptiert.

### Rechtliches
Mangelnden Datenschutz kritisierte beispielsweise die Electronic Frontier Foundation wegen der Einbindung des Onlineshops von Amazon im Herbst 2012. Der Vorwurf, Adware zu beinhalten, kam auf, weil die vorher nur auf installierte Programme und lokale Dateien gerichtete Suchfunktion des Desktops auf den Shop von Amazon erweitert wurde, um passende Angebote auszugeben. Das abzuschalten wurde bald ermöglicht und die Provisionen von Amazon als hilfreich zur Entwicklung freier Software verteidigt, doch Richard Stallman bezeichnete Ubuntu als Spyware. Im Oktober 2013 bekam Shuttleworth für die Funktion einen Big Brother Award in Österreich. Im November 2013 bekam Micah Lee wegen seiner Website zum Abschalten der Erweiterung eine Abmahnung, die zunächst bekräftigt und dann zurückgezogen wurde. Im August 2014 antwortete das britische Information Commissioner’s Office auf eine Beschwerde, wegen Hinweisen auf Amazon und die Abschaltbarkeit der Erweiterung verstoße sie nicht gegen europäisches Recht. Ab Version 16.04 wurde die Funktion standardmäßig deaktiviert.
Mit Ubuntu 16.04 wurde das Dateisystem ZFS in die Distribution integriert. Die für ZFS verwendete Lizenz Common Development and Distribution License (CDDL) wird von der Free Software Foundation allerdings als nicht mit der GPL vereinbar bezeichnet. Die Organisation Software Freedom Conservancy spricht in diesem Zusammenhang von einer Lizenzverletzung.

### Auszeichnungen
In der Ausgabe vom Juli 2006 wurde Ubuntu von der Zeitschrift PC World mit dem PC World 2006 World Class Award ausgezeichnet und somit von dieser als eines der 100 besten Produkte des Jahres bezeichnet. Ebenfalls im Juli 2006 hat IT Reviews Ubuntu 6.06 LTS mit ihrem „Recommended“ award ausgezeichnet.

## Nutzung durch Google
Im Juli 2022 berichtete Google in einem Eintrag im offiziellen Unternehmensblog, dass der Konzern lange Jahre die Distribution Goobuntu auf letztlich über 100.000 Geräten nutzte. In dem Blogbeitrag geht es um den Wechsel zu Rolling Releases; im Kern darum, dass der Wechsel von einer Hauptversion zur nächsten im klassischen Veröffentlichungsmodell zu aufwändig, langsam und unflexibel für die eigenen Anforderungen war. Goobuntu basiert auf der LTS-Edition von Ubuntu. Als Gründe wurden die Benutzerfreundlichkeit, Einfachheit und Zusatzfunktionen genannt. Für die LTS-Version war ausschlaggebend, dass diese mehr als zwei Jahre lang mit Sicherheitsaktualisierungen versorgt wird. Seit dem Wechsel 2018 kommt GNU/Debian im unstable-Zweig zum Einsatz, es bietet die Basis für Ubuntu selbst.